# Diefflen

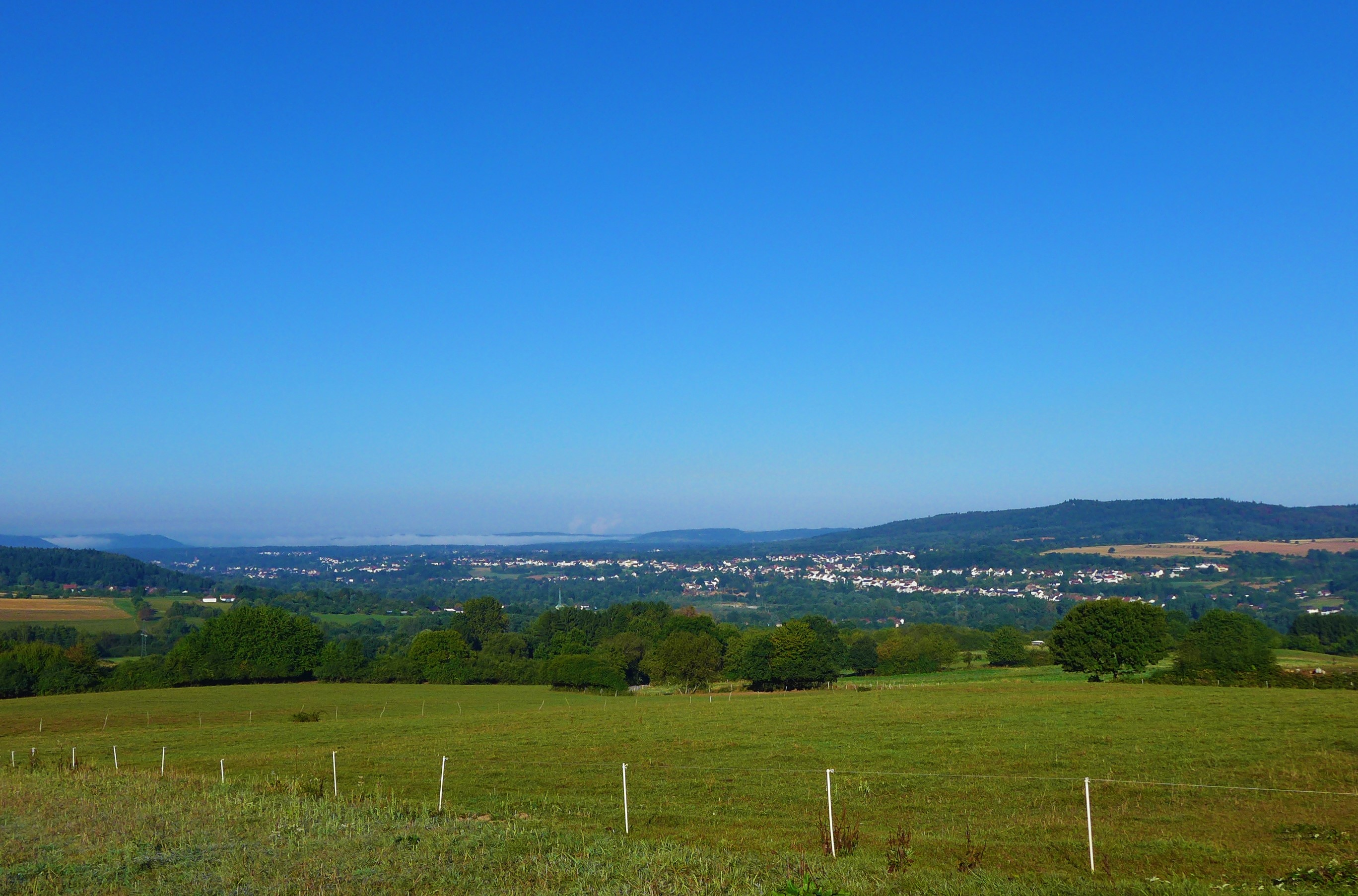
Blick vom Hoxberg aus auf das Nalbacher Tal mit den historischen Talgemeinden Diefflen (seit 1969 zu Dillingen/Saar), Nalbach, Piesbach, Bilsdorf und Körprich sowie auf den 414 m hohen Litermont; Das Nebelband am Horizont bezeichnet den Verlauf der Saar

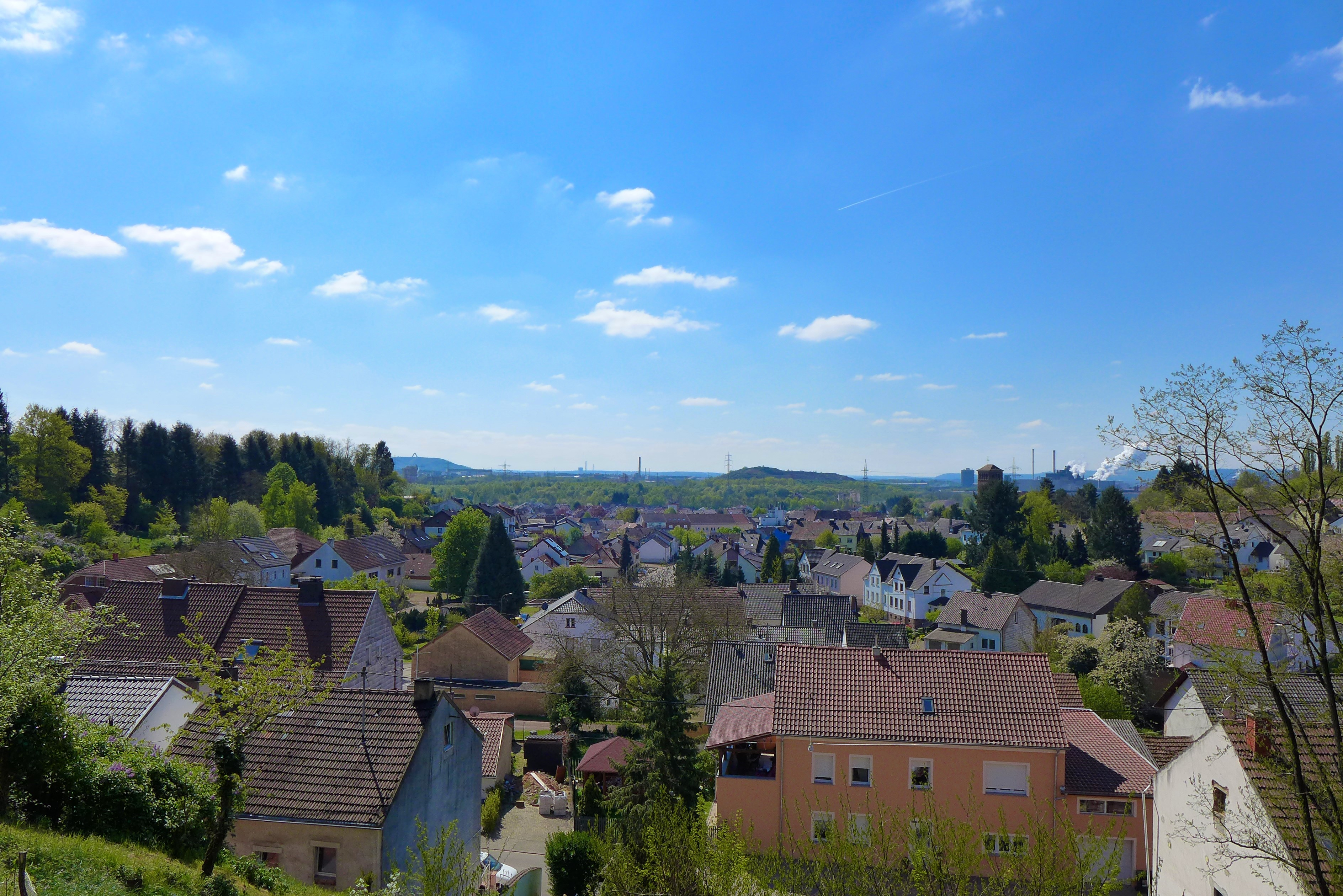
Diefflen, Blick von dem Gewann „Auf der Scheif“ (Flur 5) auf das Ortszentrum; links die „Zipp“, dahinter die Ensdorfer Bergehalde mit dem Saarpolygon; in der Mitte die Bergehalde der Dillinger Hütte, rechts der Dieffler Kirchturm, weiter rechts die Dillinger Hütte, dahinter der Limberg am jenseitigen Saarufer

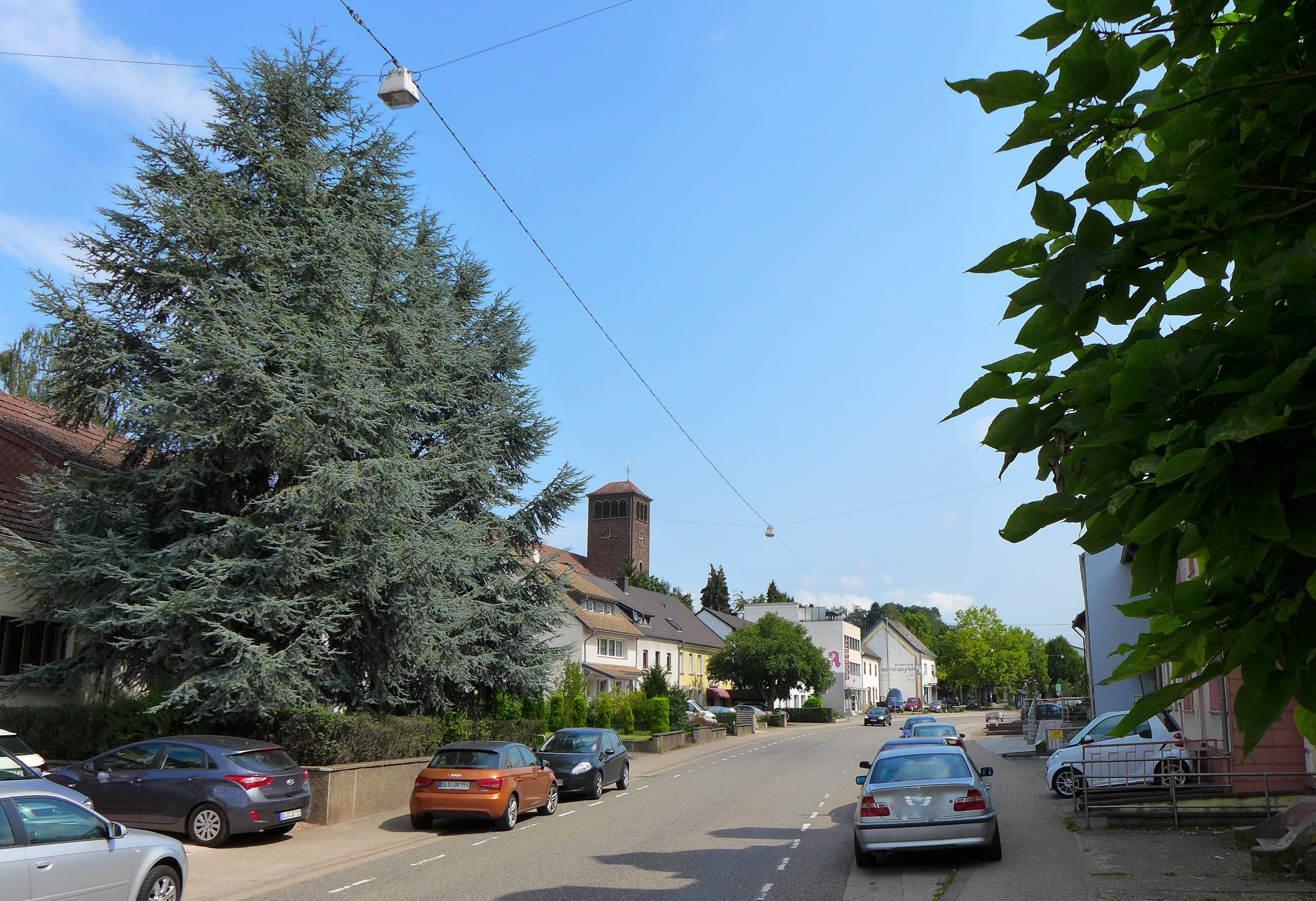
Diefflen, Dillinger Straße in Richtung Nalbach mit Kirchturm

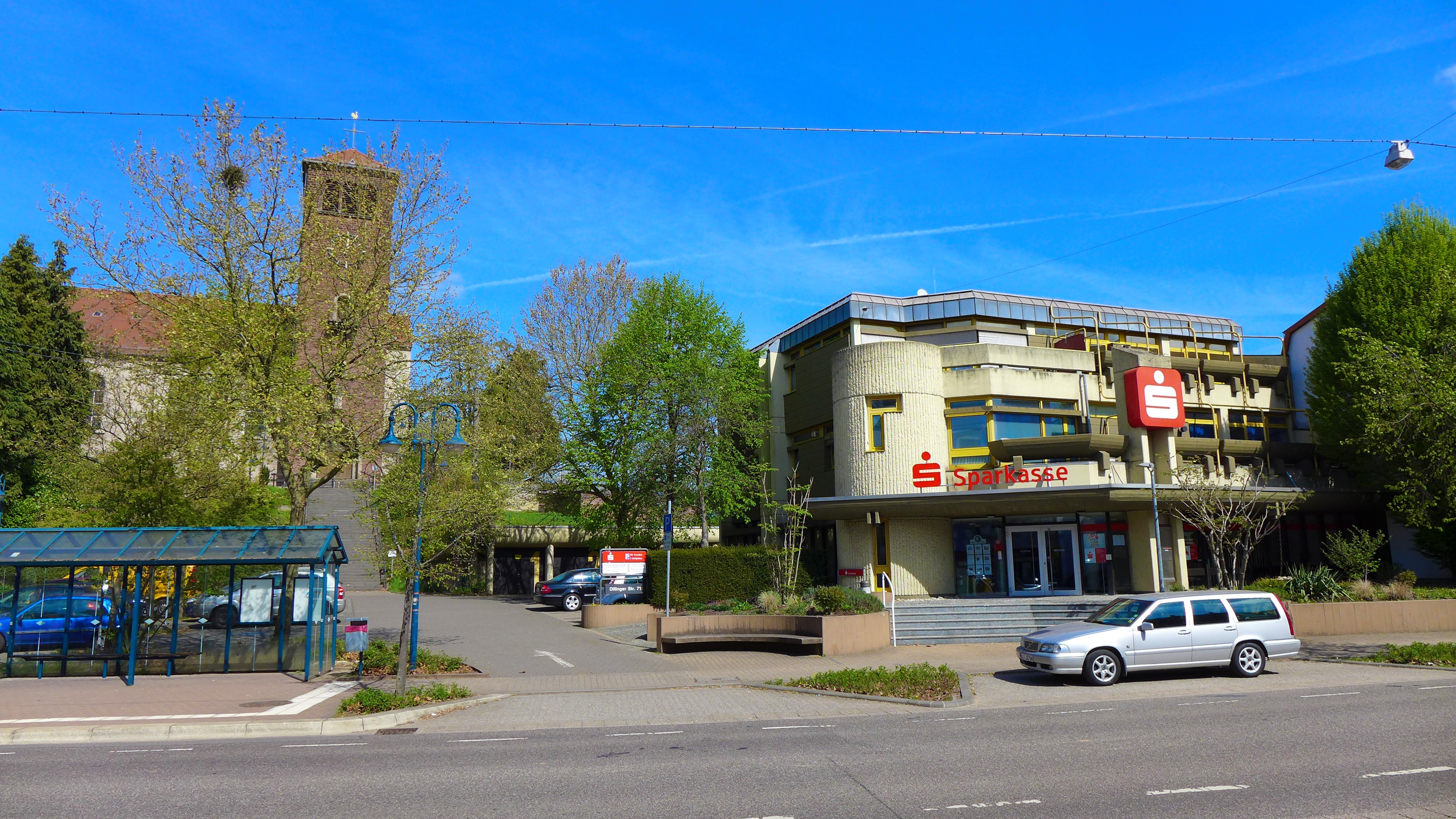
Diefflen, Dillinger Straße am Kirchplatz

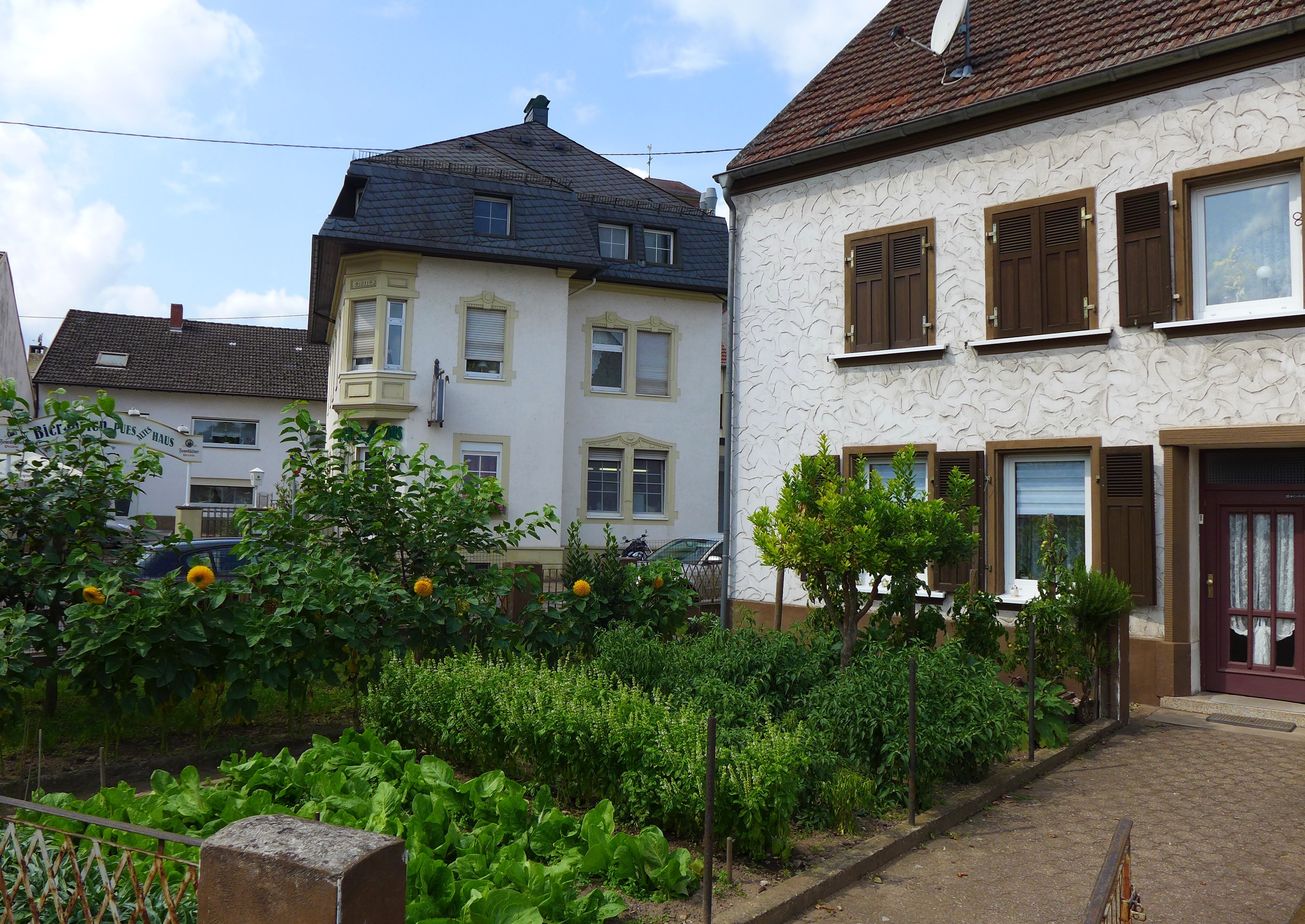
Diefflen, Partie am Dorfplatz, Ecke Düppenweilerstraße/Beckingerstraße

Diefflen (hochdeutsche Aussprache: Dieflen; im örtlichen, moselfränkischen Dialekt Dejfeln) ist eine Ortschaft und ein Stadtteil von Dillingen/Saar im Landkreis Saarlouis (Saarland) und zählt etwa 4700 Einwohner. Es liegt an der unteren Prims, einem Nebenfluss der Saar. Seit seiner Gründung im Hochmittelalter war Diefflen historischer Teil des Hochgerichtes Nalbacher Tal. Auch hinsichtlich seines Weichbildes ist Diefflen mit dem Altort Nalbach sowie dessen Siedlungen Bierbach und Ziegelei verschmolzen. Aus dem bisherigen kommunalen Verband schied der Ort durch die Angliederung an die Stadt Dillingen/Saar im Jahr 1969 aus.

## Geographie

### Physisch-geographische Einordnung

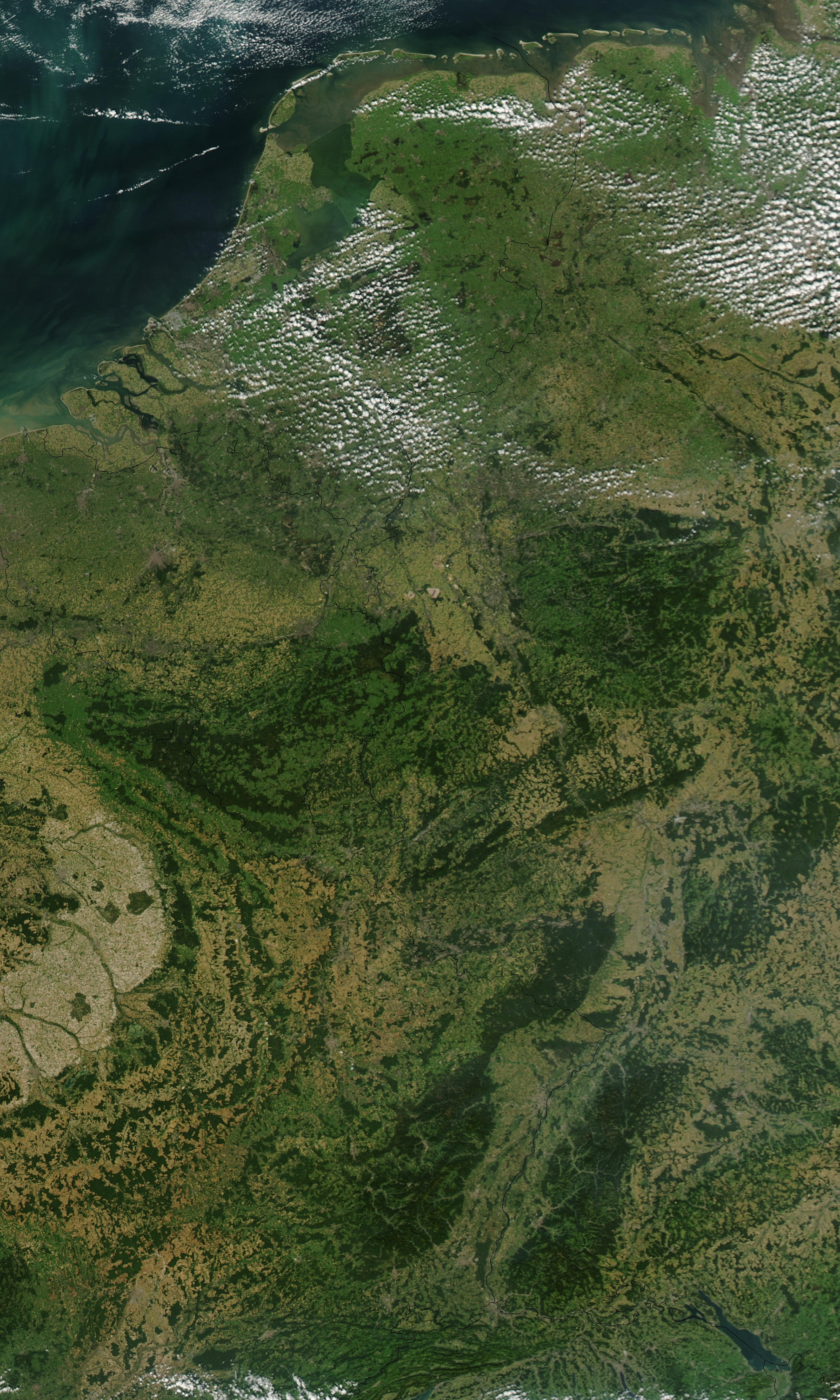
Saar-Nahe-Bergland südlich der dunkelgrün bewaldeten Hunsrück-Taunus-Linie, der südlichen Grenze des Rheinischen Schiefergebirges; Oben links die Rheinmündung in die Nordsee; Unten rechts der Bodensee (Satellitenaufnahme)

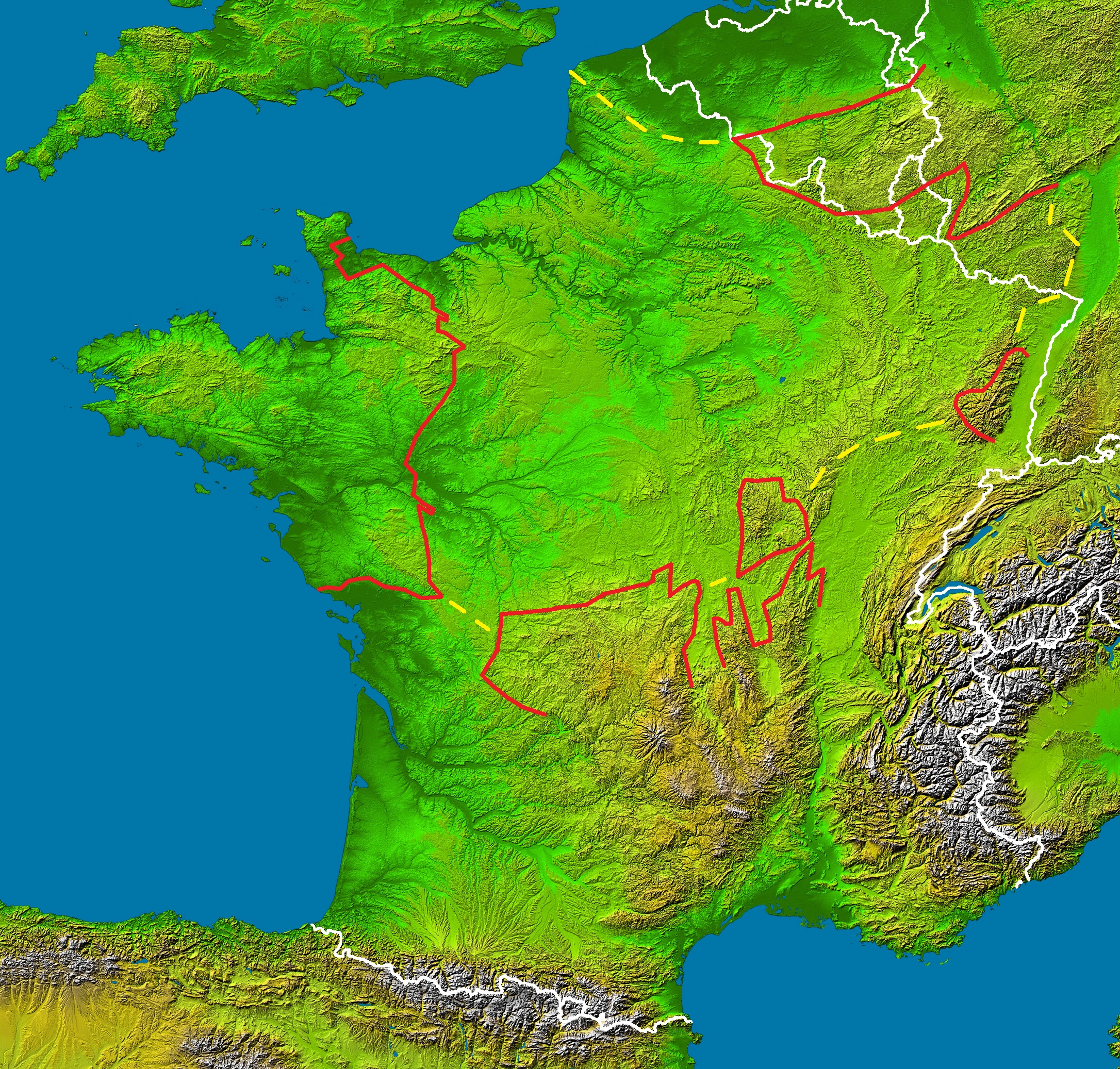
Umrisskarte des Pariser Beckens. Die umgebenden Grundgebirgsmassive sind durch rote Linien markiert, gelb-gestrichelt sind die Verbindungen zu anderen Becken

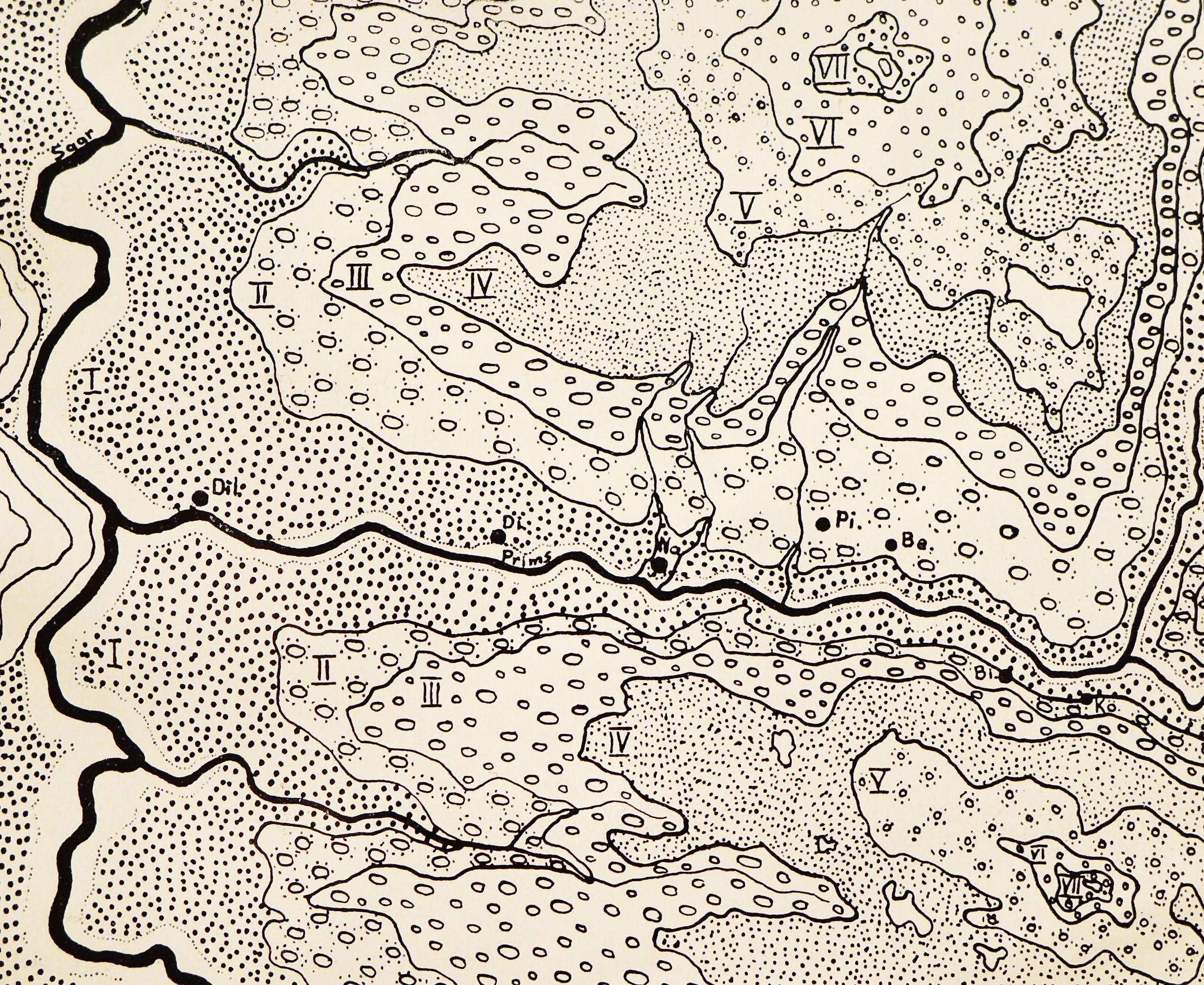
Flussterrassen im Mündungsgebiet der Prims in die Saar; Dil = Dillingen/Saar, Di = Diefflen, Na = Nalbach, Pi = Piesbach, Bettstadt, Bi = Bilsdorf, Kö = Körprich; I = Sohlenterrasse, II = Niederterrasse, III = Untere Hauptterrasse, IV = Obere Hauptterrasse, V = Mittelterrasse, VI = Hochterrasse, VII = Trogterrasse (Gliederung nach Johann Jakob Reichrath)

Diefflen ist dem Hunsrück-Vorland und damit dem Saar-Nahe-Bergland sowie dem Lothringer Stufenland, dem östlichsten Glied des Pariser Beckens, zuzuordnen. Charakteristisch für das Saar-Nahe-Bergland ist ein Gefüge aus Flächen in unterschiedlichen Höhenlagen, die durch größere Täler mit zugehörigen Seitentälern zerschnitten werden. Die Flächen werden zu Teilen von ausgeprägten Stufen voneinander abgegrenzt. Zu Beginn des Tertiärs vor etwa 65 Millionen Jahren bildete das heutige Gebiet eine leicht gewellte Ebene, die sich kaum vom variskischen Rumpf des Rheinischen Schiefergebirges unterschied. Damals lag der Raum nur wenig über Meeresniveau. Anschließend erfolgte in mehreren Phasen seine heutige Heraushebung.
Im Gebiet des Saar-Nahe-Berglandes gehört Diefflen zu einem Sporn des mittleren Saartales, der in nordöstlicher Richtung in das Saarlouiser Becken hineinstößt und im Prims-Blies-Hügelland endet. Der Unterlauf der Prims bildet mit seinem Mündungsgebiet in die Saar eine Talverbreitung mit breiter Talaue und sehr flächig ausgebildeten Terrassen.
Die Prims ist der größte Nebenfluss der Saar aus dem devonischen Hunsrückgebiet. In ihrem Unterlauf hat die Prims von Körprich abwärts in den weicheren oberen Kuseler Schichten und dem grobkörnigen Vogesensandstein eine weite Talung geschaffen. Im ausgedehnten Mündungstrichter in die Saar hat sie mächtige Schotter- und Lehmterrassen hinterlassen. Die breiten Talböden, die sich von einer gedachten Linie zwischen Litermont und Steinberg auf beiden Talflanken nach Südwesten hinziehen, sind sowohl gegen die Prims als auch gegen die Saar geneigt. Die Talflanken sind nur im äußersten Mündungsgebiet durch die Erosion der Saar entstanden. Die mächtigen Erosionsmassen aus Geröll, Sand und Lehm wurden durch die Ur-Prims mit ihren Parallelbächen (Lochbach, Rodener Bach, Kondeler Bach, Beckinger Bach bzw. deren Vorgängern) nach Südwesten zur Saar hin bewegt und haben dadurch den Lauf der Saar mitbestimmt.
In der Saarlouiser Talweitung ist das Saartal auf einer Länge von etwa 15 km und in durchschnittlicher Breite von 2 km von großen Schottermassen gefüllt. Bei Fundamentgründungsmaßnahmen im Zusammenhang mit Brückenbauten des ersten Drittels des 20. Jahrhunderts in Wallerfangen (1927), Fraulautern (1929), Dillingen (1933) sowie bei Eisenbahnbauten und Flussregulierungen bei Dillingen erreichte man den festen Buntsandstein erst bei einer Tiefe von 6 m. Diese Erosionsmassen können nicht der Saar zugeschrieben werden, da diese hier nur ein Gefälle von 0,36 ‰ aufweist. Ebenso kommen nicht die linken Saarnebenflüsse als Verursacher in Frage.
Die Ursache dieser starken Aufschotterung im Saartal durch die Ur-Prims liegt vermutlich in einer gegen Ende des Tertiär erfolgten stärkeren Hebung der Scholle des Ostflügels an der mittleren Saar. Die Saar glitt auf der rechten, stärker geneigten Scholle nach Westen ab und schuf an der linken, schwächer geneigten Triasplatte steile Prallhänge, wie z. B. die Wallerfanger Saarengt. Die Ur-Prims muss also als ein Fluss mit stärkerem Gefälle, als dies heute der Fall ist, gedacht werden. Im Diluvium übte die wasserreiche Ur-Prims von Osten her einen starken Druck auf den Flusslauf der Saar aus und zwang diese durch Ablagerung von Erosionsmaterial, teilweise nach Westen auszuweichen. So sind am Limberg (358,9 m) und am Hoesberg (325,7 m) links der Saar noch Spuren alter Flussbetten der Saar zu erkennen. Damals floss die Saar im Altdiluvium südlich von Itzbach, bog um den Itzbacher Königsberg (344, m) nach Norden um und floss über Eimersdorf in das heutige Saartal. Westlich von Büren nahm sie die Nied auf.
Die Gerölle der Prims bestehen hauptsächlich aus Gang- und Kluftquarzen, Quarziten, Quarzitschiefern, Kieselschiefern, permischen Kieselhölzern, Sandsteinen, Konglomeraten aus dem Rotliegenden, Porphyren sowie Melaphyren. Der charakteristische Primsschotter ist auch auf den Saarterrassen zu finden. In diluvialer und alluvialer Zeit haben die riesigen Schuttmassen das Flussbett öfter verbaut und die Mündung in die Saar mehrfach verlagert. Erst in jüngerer Zeit wurde der Steilhang am Fuß des Dillinger Waldes und in der Dillinger Straße in Diefflen ausgebildet, von dem sich die Prims wieder zurückgezogen hat. Diese Verlagerung des Primsbettes ist der Entwicklung der lokalen Erosionsbasis der Prims, das heißt der Saar an der Primsmündung, geschuldet. Durch die Einschneidung der Saar nach der letzten Eiszeit musste ihr die Prims dem Gesetz der regressiven Erosion entsprechend folgen. Diese regressive Erosion hat die eiszeitlichen Ablagerungen der Prims im Unterlauf um 4 bis 5 m durchsenkt. Die rückwärtsschreitende Abtragungsentwicklung der Prims ist aktuell von der Primsmündung ausgehend etwa 12 km primsaufwärts vorgedrungen und hat ungefähr die Höhe der Mündung der Theel in die Prims erreicht.
Die Siedlungen des unteren Primstales (Piesbach, Bilsdorf, Nalbach, Diefflen, Dillingen) entstanden alle auf den hochflutfreien Niederterrassen der Prims bzw. den zugehörigen Berghängen. Das Gefälle der Prims nimmt vom Ursprung an, wo es noch 20 ‰ ausmacht, kontinuierlich ab. Unterhalb von Körprich hat die Prims nur noch ein Gefälle von ca. 2 ‰. Nach mehrfachen Verästelungen in der Nalbach-Dieffler Talweitung erreicht die Prims bei Dillingen die Saar in einer Höhe von 173,5 m. Um die Gefahr der ständig drohenden Überschwemmungen zu vermindern, wurde häufig durch künstliche Regulierung des Primsbettes der Fluss in der breiten Talniederung eingedämmt und die Mündung mehrfach saarabwärts nach Norden verlegt. Im ersten Drittel des 20. Jahrhunderts wurden bei Primsbegradigungsmaßnahmen bei Nalbach, Diefflen und auf dem Gelände der Dillinger Hütte in der Sohlenterrasse auf Diluvialschotter Eichenstämme von 6 bis 10 m Länge und mehr als 1 m Durchmesser freigelegt. Diese Funde können als Hinweise auf die Gewalt des ehemals reißenden Primflusses oder als Eindämmungshölzer des Menschen in geschichtlicher Zeit gedeutet werden.
Unter der Voraussetzung der Richtigkeit der durch den Geographen Johann Jakob Reichrath vorgetragenen These, dass der Buntsandsteinhang in der Nalbacher Straße (Nalbacher Kirchenweg) und der Dillinger Straße in vorgeschichtlicher Zeit einstmals das rechte Primsufer bildete, müsste der seit dem 20. Jahrhundert verrohrte Dieffler Dorfbach (gespeist von der „Schlungenbach“, der „Obersten Bach“ und der „Augrätbach“) zu dieser Zeit in einem annähernd rechten Winkel im Bereich des Petersberges unterhalb der Zipp in die Prims eingemündet sein. Die relativ scharfe Hangkante des Petersberges dürfte diese Vermutung belegen. Aufgrund der stärkeren Strömungsgeschwindigkeit der Prims, ihrer größeren Erosionskraft und ihrer größeren Menge an mitgeführtem Sediment dürfte diese die Einmündung des Dorfbaches mit der Zeit Richtung Westen derart verschoben haben, dass sich die Gräth des Dieffler Dorfbaches trichterförmig ausweitete. Zentrum dieses ausgespülten Taldreieckes wäre der heutige Dieffler Dorfplatz zwischen Weilerstraße und Beckinger Straße/Düppenweilerstraße. Als sich das Flussbett der Prims dann zunehmend in seine heutige Talaue Richtung Süden verlagerte, könnte die ursprüngliche Einmündung des Dorfbaches durch Sedimente so zugeschüttet gewesen sein, dass er durch die heutige Dillinger Straße nach Westen floss und vermutlich erst im Gebiet der heutigen Straße „In der Gaul“ nach Süden, Richtung Prims, umlenkte.

### Geologisch-geomorphologische Situation

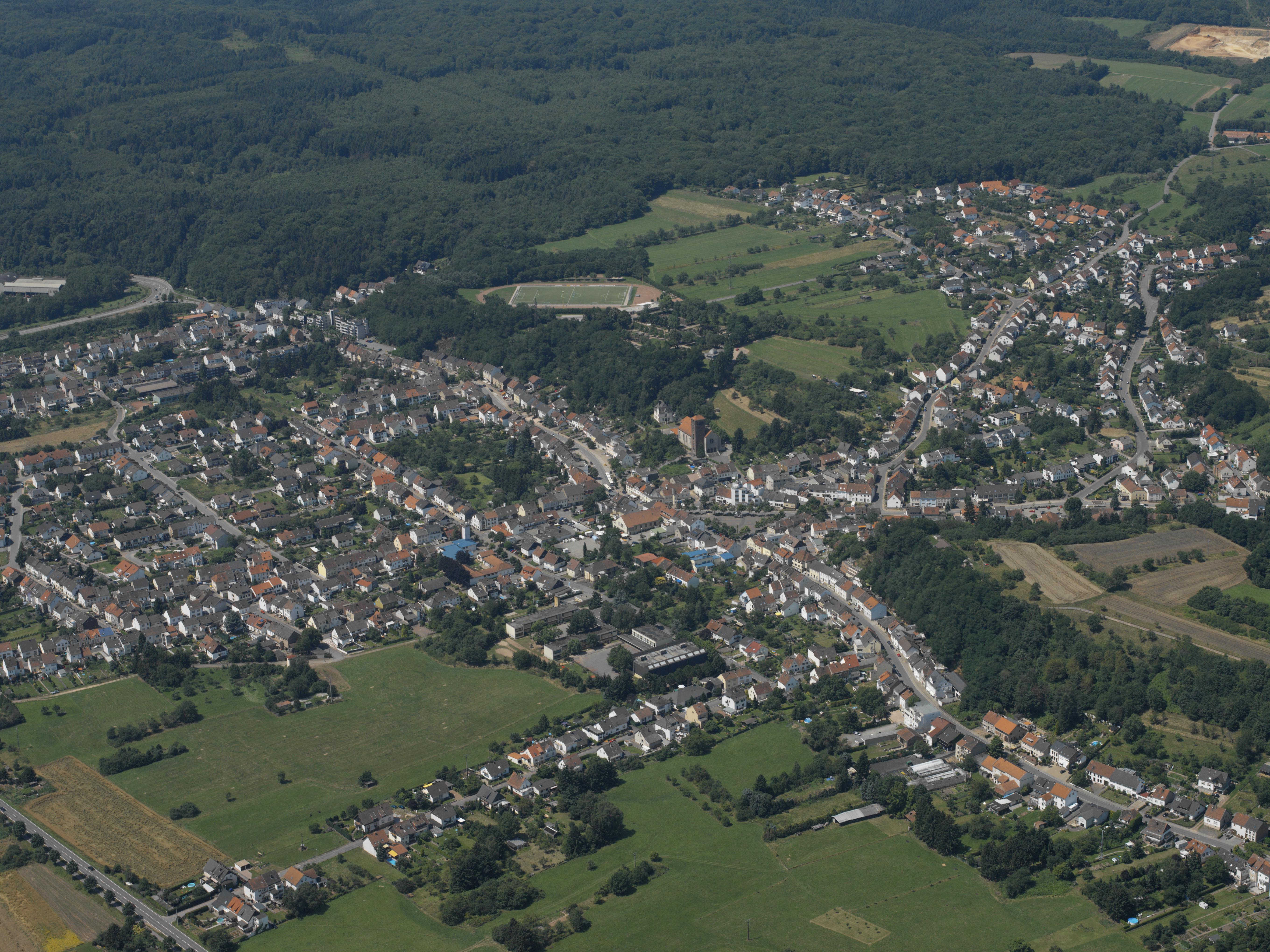
Diefflen, Luftbild von Südosten Richtung Dillinger Wald, Der Verlauf der Dillinger Straße und der Nalbacher Straße (Nalbacher Kirchenweg), also die Bilddiagonale von links oben nach rechts unten, bezeichnet mit seinem anstehenden Buntsandstein einen ehemaligen Prallhang der Prims und trennt die Auenzone von der Hang- und Gräthenzone

Der geologische Untergrund Diefflens ist der mittlere Buntsandstein. Der Buntsandstein ist das älteste Gesteinspaket der Trias und der äußerste Rand des Pariser Beckens. Die petrographische Beschaffenheit des Dieffler Buntsandsteins ist mittelfest bis sandig, wodurch eine freie Zirkulation des Grundwassers gewährleistet ist. Der Buntsandstein ist daher ein wichtiger Grundwasserträger, der wie ein riesiger Schwamm hohe Speicherkapazitäten für Wasser aufweist. Er ist rötlich gefärbt und fossilienfrei. Dies deutet darauf hin, dass er unter festländischen Bedingungen als Ablagerung in flachen Flusstälern oder Einschüttung in seichte Inlandseen entstanden ist. Die klimatischen Verhältnisse seiner Entstehungszeit vor ca. 220 Millionen Jahren sind mit dem heutigen trocken-subtropischen Klima vergleichbar.
Der Buntsandstein verwittert zu nährstoffarmen, leichten Sandböden, die für eine landwirtschaftliche Nutzung wenig günstig sind und in der Geschichte weitgehend bewaldet blieben. Im Gegensatz zu den Waldbeständen auf den basischen Böden des Muschelkalks (Saargau) sind die Böden des Buntsandsteins eher sauer geprägt, sodass sich Hainbuchen und Edellaubhölzer weniger stark ansiedeln. Stattdessen treten auch Birken und Kiefern auf. Charakteristisch für die unteren Waldlagen ist ein Eichenmischwald mit Buchen, wobei in zunehmender Höhe die Buche die Oberhand gewinnt. Die Geschlossenheit des Waldes wurde dort vom Menschen aufgebrochen, wo dem Buntsandstein fleckenartig jüngere, tertiäre Sedimente, wie die Schwemmlehme, aufgelagert wurden. Dies geschah bis in die geologische Gegenwart hinein beiderseits des unteren Talabschnittes der Prims.
Zu einem geringeren Teil ist der Buntsandstein in Diefflen oberflächlich anstehend; in weit größerem Maß wird er überdeckt von den pleistozänen und holozänen Ablagerungen von Saar und Prims, die hier ursprünglich flossen. Diese Ablagerungen gehören zu einem großen Sedimentationskörper, der sich im Grundriss dreieckig darstellt, wobei die Eckpunkte etwa durch die Lage der Orte Saarlouis, Beckingen und Bilsdorf beschrieben werden können. Diefflen als Teil des Saarlandes war während der Eiszeiten nie vergletschert. Doch konnten Saar und Prims ihr Abtragungsmaterial, das unter den klimatischen Bedingungen der Kaltzeiten in großen Mengen abfiel, nur in begrenztem Maße transportieren, sodass es auf breiten Talböden akkumuliert wurde. Während der zwischengeschalteten Warmzeiten schnitten sich Saar und Prims jeweils wieder in ihre alten Talböden ein.
Sowohl der Sedimentationskörper wie auch der darunterliegende Untergrund sind im Verlauf des Quartärs durch die Kräfte der Verwitterung und Abtragung verändert worden. Dies führte letztlich dazu, dass der Raum einerseits durch horizontale Flächen, andererseits durch Hänge geprägt ist. Die Flächen stellen sich dar als die Bänke der vom Prämindel bis zum Würm datierten Flussterrassen und als Verebnungen der Flussaue der Prims. Zu den Hängen zählen die Flanken größerer und kleinerer Täler und die Wände junger Erosionsschluchten („Gräthen“). Die Flächen sind anteilsmäßig das dominierende Raumelement; ihr Anteil beläuft sich auf etwa vier Fünftel. Diefflen gliedert sich in drei Zonen: die Aue als Teil der Raumeinheit Unteres Primstal, die Hang- und Gräthenzone und die Hochfläche der Dieffler Terrassenplatten.

#### Auenzone
Die Primsniederung (208 bis 186 m), die vom Fluss in zahlreichen, meist begradigten und verbauten Mäandern durchflossen wird, ist neun Kilometer lang und ein bis zwei Kilometer breit. Sie unterscheidet sich von der ähnlich gearteten Saarniederung besonders durch die stärkeren Grobschotter- und Geröllführungen. Die Kiese wurden und werden in zahlreichen Gruben abgebaut, die als geflutete Baggerseen zurückbleiben. Durch den Grundwasserstau vor dem eigentlichen Schwemmkegel der Prims ist der größte Teil der natürlicherweise regelmäßig überfluteten Talaue anmoorig und wird von wenig ertragreichen Wiesen eingenommen, die von Erlen und Birken durchsetzt sind. Zahlreiche lehmig-sandige Schwemmkegel reihen sich unterhalb des stark zerschluchteten, 50 m hohen Buntsandstein-Steilhanges der Dieffler Terrassenplatten aneinander. Sie werden teilweise von Garten- und Ackerland eingenommen.

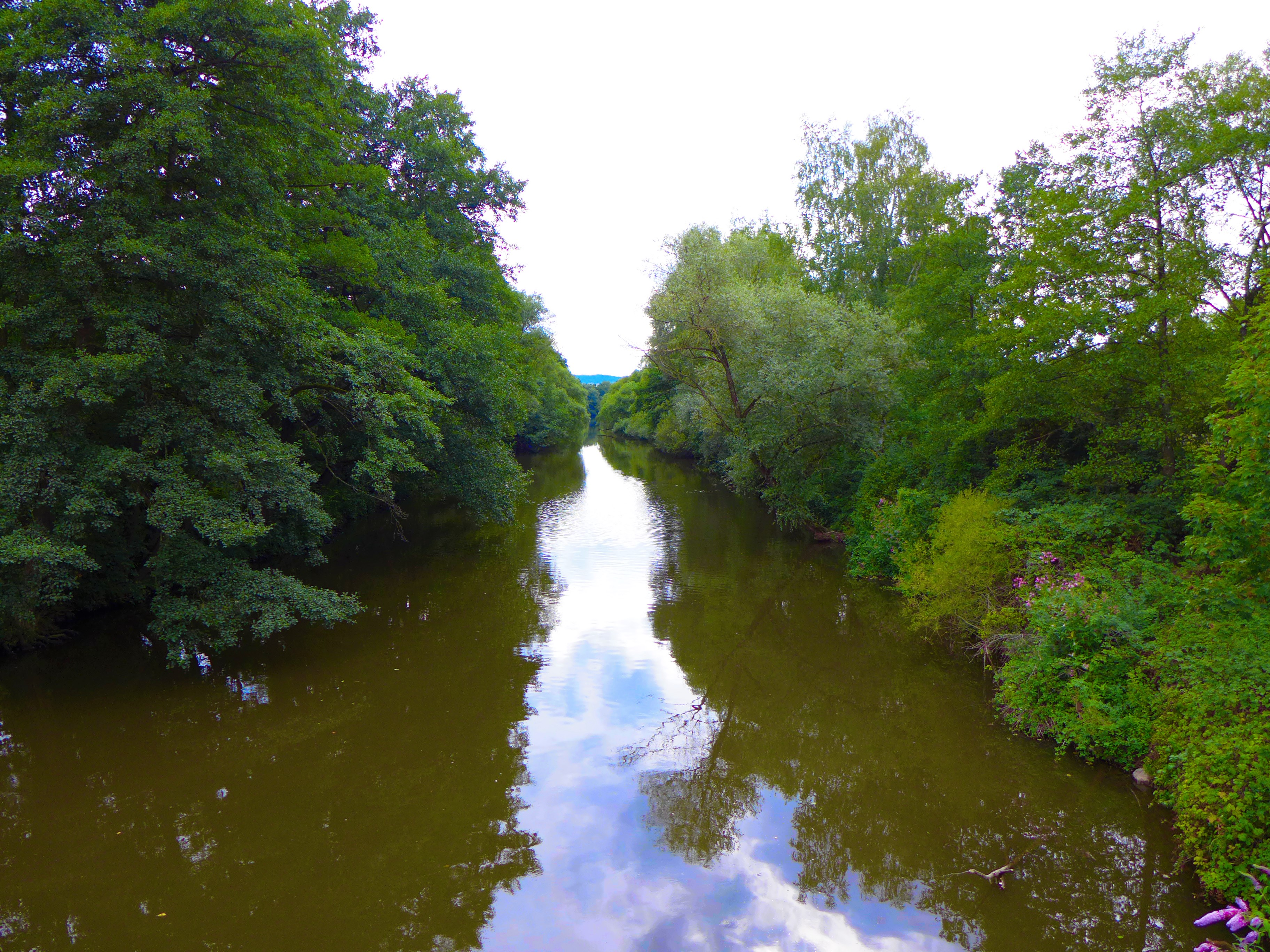
Diefflen, Prims, flussabwärts Richtung Dillingen
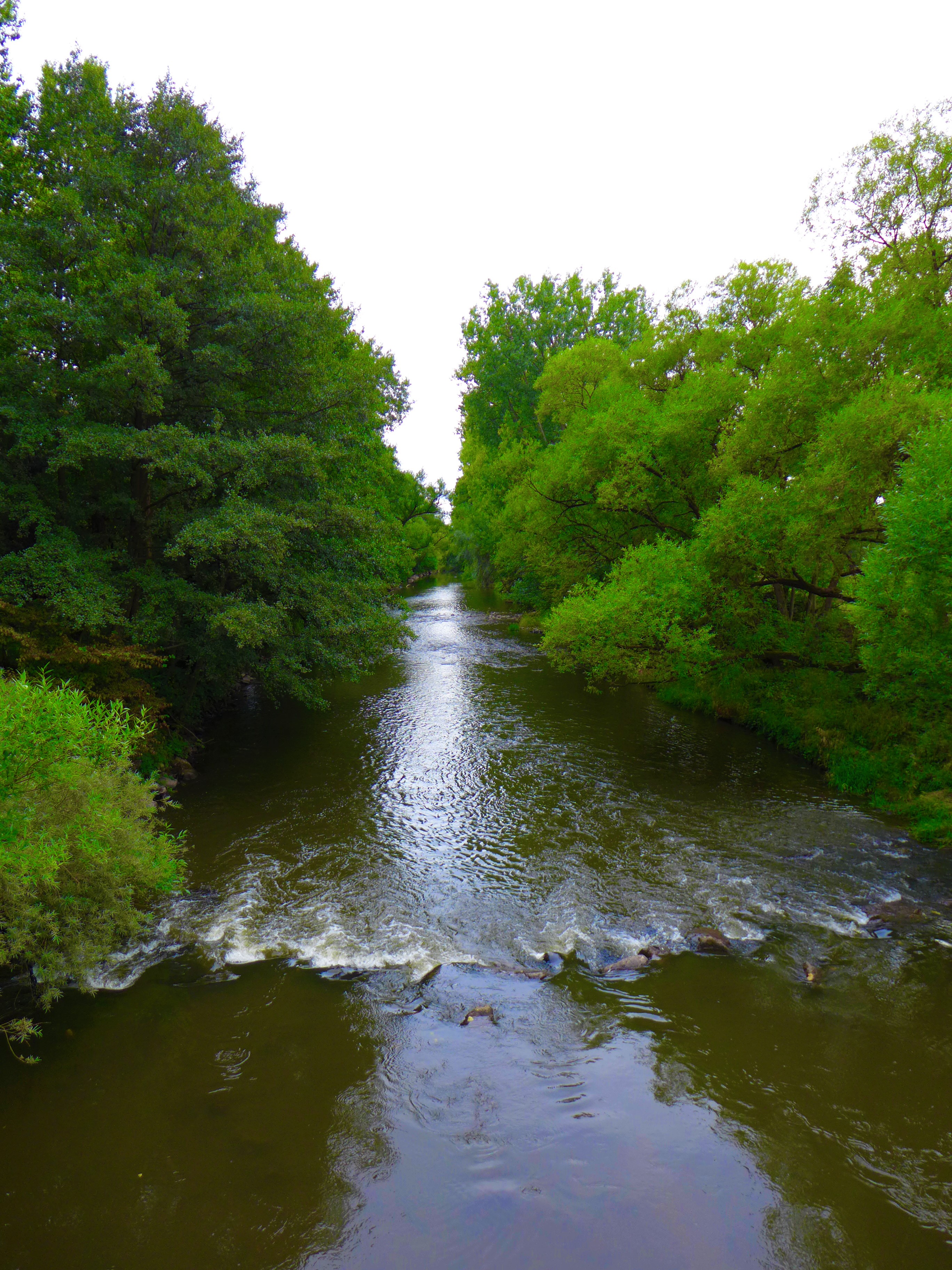
Diefflen, Primsrausch
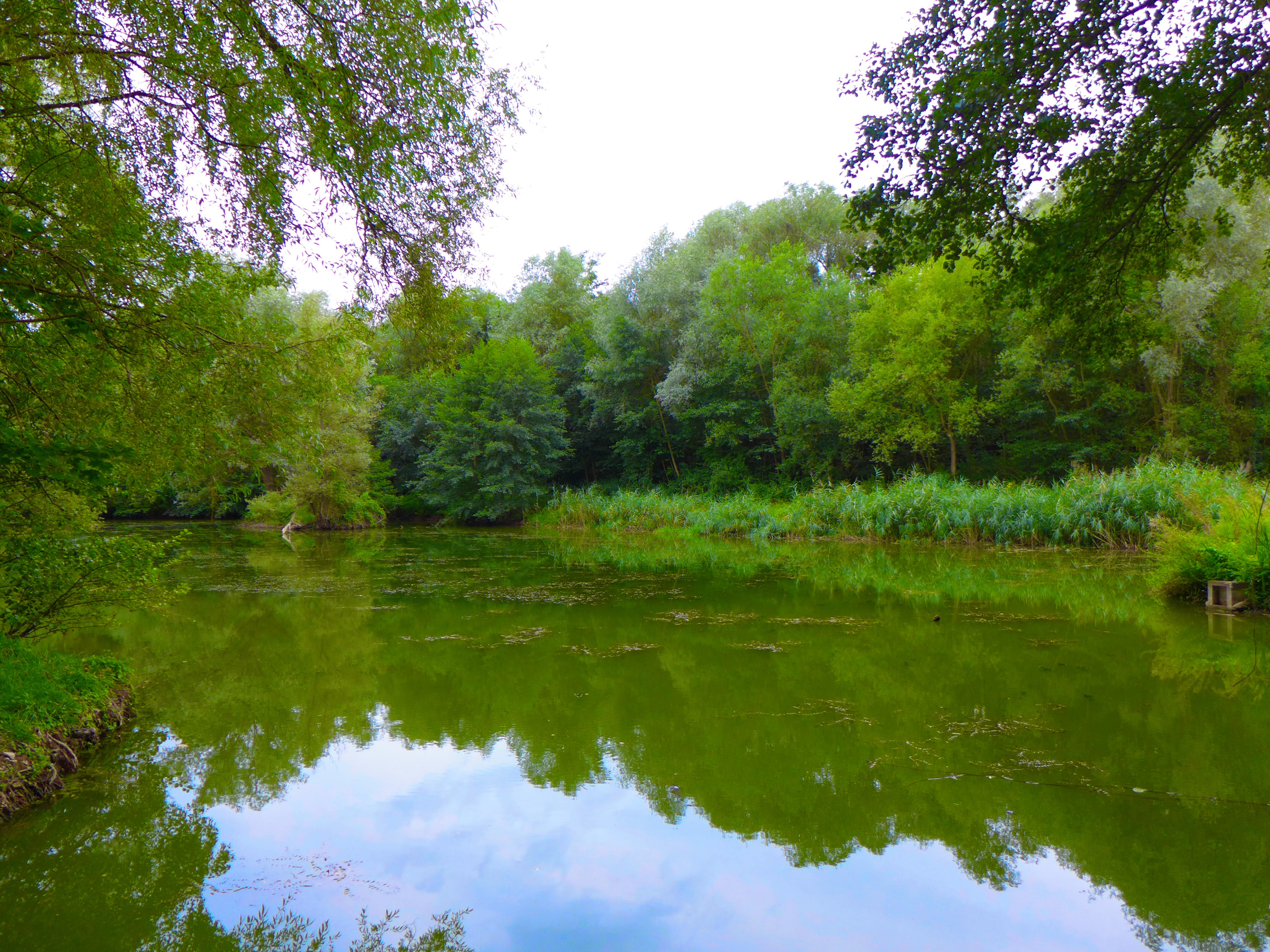
Diefflen, Weiher in der Auenzone
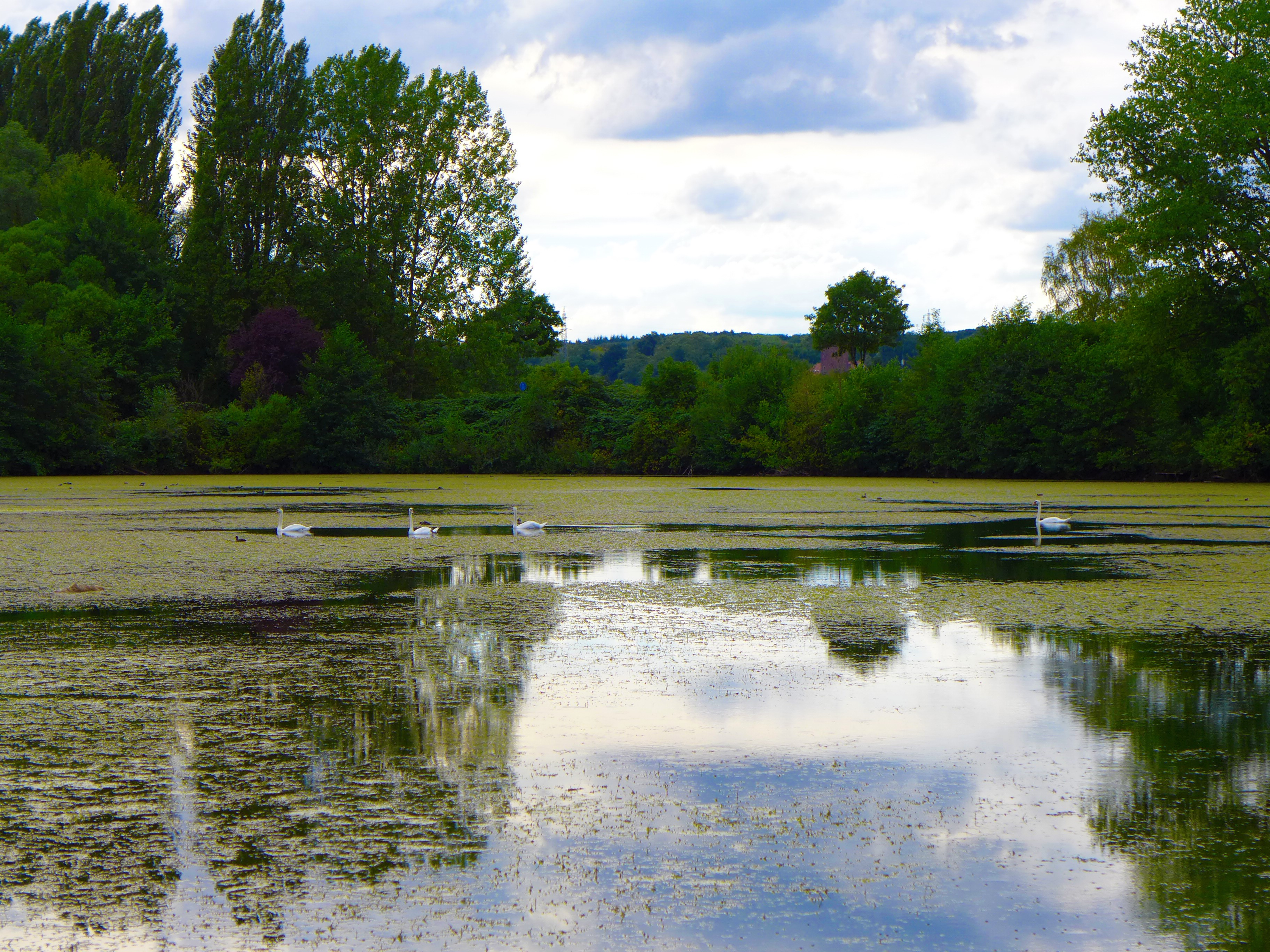
Diefflen, Weiher in der Auenzone mit dem Dieffler Kirchturm im Hintergrund
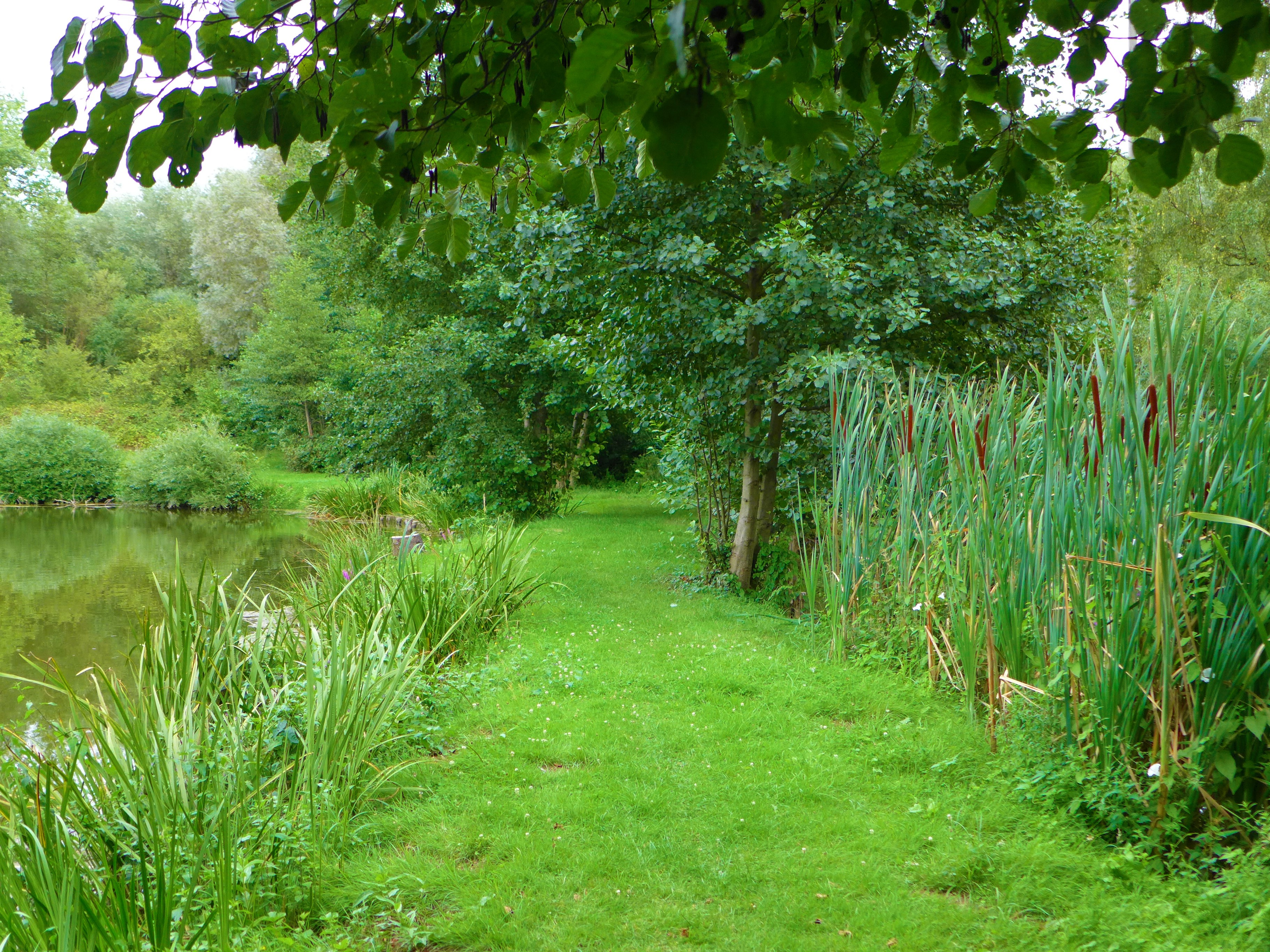
Diefflen, Weg in der Auenzone

Die Dieffler Primsauenzone wird im Westen, Süden und Osten begrenzt von den Linien, die die Gemarkung Diefflen von den Gemarkungen Dillingen, Roden, Saarwellingen und Nalbach trennen. Im Norden verläuft die Grenze zwischen anstehendem Buntsandstein und der Niederterrasse, wobei letztere der Aue zuzurechnen ist. Der Verlauf der Grenzen verleiht der Aue die Form eines Vierecks, dessen Länge von Ost-Süd-Ost nach West-Süd-West ca. 1,6 km und dessen durchschnittliche Breite von Nord-Nord-West nach Süd-Süd-Ost 0,9 km beträgt. Die Fläche beträgt 1,44 km². Im Verhältnis zur Gesamtgemarkungsfläche von 5,04 km² entfällt so auf die Auenzone ein Prozentsatz von 27,7.
Die Aue hat eine Höhenlage zwischen 190 und 185 m über NN. Die Nordgrenze verläuft im Bereich der 190-m-Isohypse; die Südgrenze erreicht Werte von 186 m bis 187 m. An der Ostgrenze finden sich Werte von 190 m, die Westgrenze liegt in einer Höhenlage von 185 m.
Die Prims durchfließt die Aue in ihrer südlichen Hälfte von Ost nach West. Auf ihrem Weg durch die Aue überwindet der Fluss eine Höhendifferenz von ca. 5 m. Somit ergibt sich bei einem geradlinigen Verlauf ein Gefälle von 5 m pro 1,6 km (= 3,125 m/km). Ohne künstliche Regulierung (Dammbauten, Grundwasserspiegelabsenkungen) wäre die Prims ein mäandrierender Fluss mit mehreren Auüberflutungen im Jahr.

#### Hang- und Gräthenzone

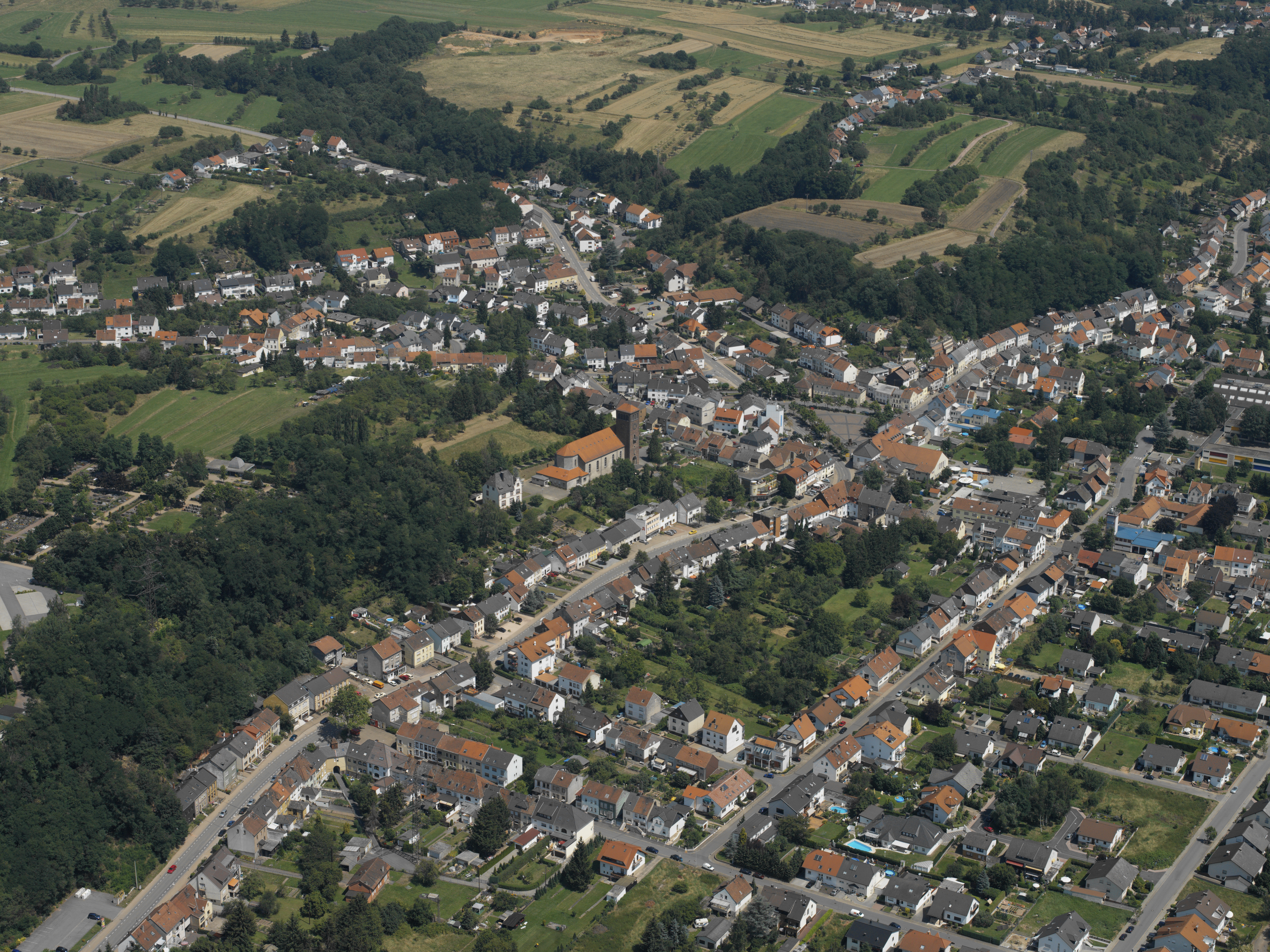
Diefflen, Luftbild von Südwesten; Die bewaldeten und verbuschten Streifen bezeichnen die Hang- und Gräthenzone
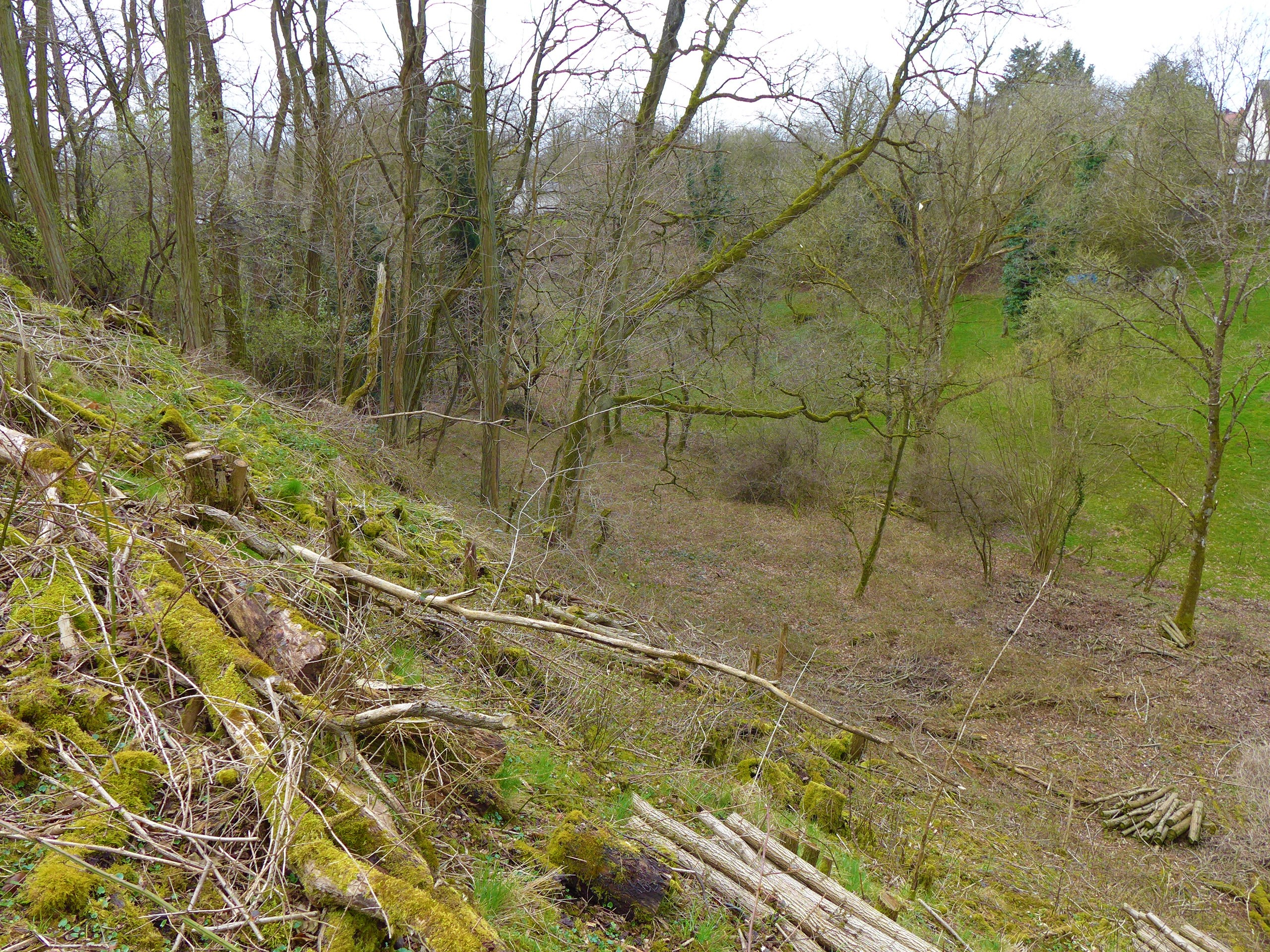
Diefflen, Hang- und Gräthenzone, Gewann „Auf der obersten Bach“, Flur 4, Blickrichtung Süden nach dem Gewann „Auf der Scheib“, Flur 5
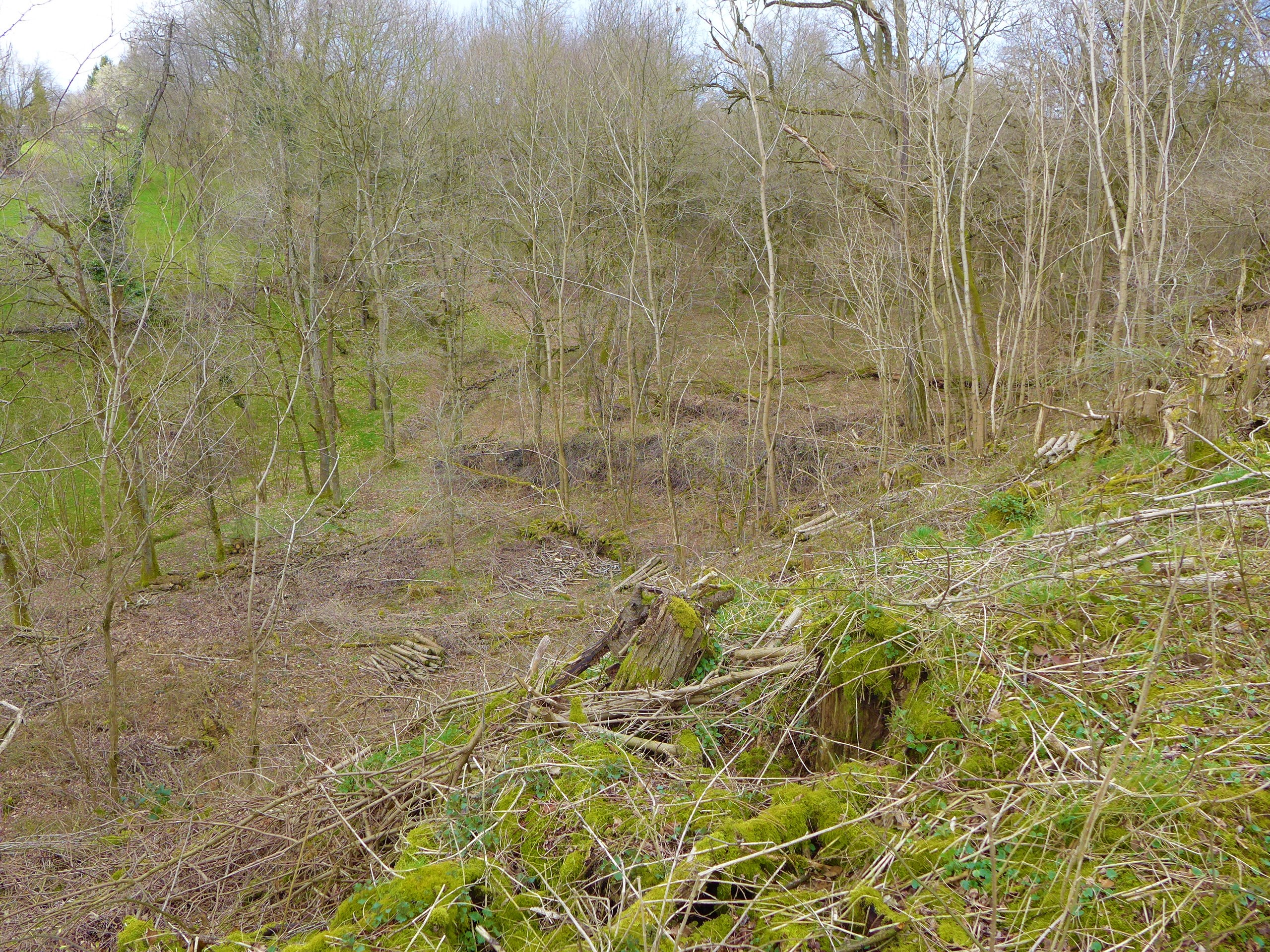
Diefflen, Hang- und Gräthenzone, Gewann „Auf der obersten Bach“, Blickrichtung Norden, Flur 4

Die Hang- und Gräthenzone umfasst 20,8 % der Dieffler Gemarkungsfläche. Sie besteht aus drei voneinander getrennten Teilkomplexen. Von Nord nach Süd folgen aufeinander:
- der zum Kondeler Bach hin abfallende Hang
- das obere Hainbachtal
- der Nordhang des Primstales und die ihm angeschlossenen Gräthen

Der Hangbereich am Kondeler Bach fällt von der 240-m-Isohypse nach Norden bzw. nach Nordwesten zum Kondeler Bach hin bis auf 205 m über NN ab. Die durchschnittliche Hangneigung hat ein Gefälle von 12–13 % (d. h. 6°). Der Hang entstand durch das Einschneiden des Kondeler Baches in die Hochfläche.
Das obere Hainbachtal ist ebenfalls eine Erosionskerbe in der Hochfläche und verläuft von Nordost nach Südwest. Sein tiefster Punkt innerhalb der Dieffler Gemarkung liegt bei 220 m. Hier gibt es eine etwa 40 m breite Talaue. Der Nordwesthang weist ein Gefälle von 60° auf. Das entspricht 133,3 %, wenn eine 45°-Neigung mit 100 % angesetzt wird. Das Gefälle der anderen Talflanken liegt um 20 %.
Der Bereich des Nordhanges des Primstales mit den ihm angeschlossenen Gräthen wird im Süden durch die Grenzlinie zur Aue abgeschlossen. Der südexponierte Hang des Primstales wurde im jüngeren Pleistozän durch Flusserosion geschaffen. Die Prims schnitt sich in ihre eigenen Schotter und in den darunterliegenden Buntsandstein ein. Der Hangkörper ist an zwei Stellen zerschnitten. Dies geschah nach der Eintiefung der Prims auf Auenniveau. Daraufhin mussten sich die von der Hochfläche kommenden Niederschlagswässer auf die tieferliegende Erosionsbasis einregeln und schufen so die beiden Einkerbungen im Westen und im Zentrum. Das aus der Hochfläche freigesetzte Material wurde vom Wasser abtransportiert und bildete Schwemmfächer, die sich mit der Niederterrasse der Primsaue verzahnten.

#### Hochflächenzone
Die Hochflächenzone der Dieffler Gemarkung und die angrenzenden Terrassenplatten der Gemarkungen Dillingen, Pachten und Nalbach werden in der geographischen Forschung als „Dieffler Terrassenplatten“ bezeichnet. Die Terrassenplatten sind vom Litermont beherrscht und bilden ziemlich ebene und großenteils bewaldete Flächen, die durch tiefeingeschnittene Kastentäler und Schluchten längs- und quergegliedert sind und zum Saar-Prims-Tal steil abfallen. Sie liegen mit 230 bis 250 m Meereshöhe ungefähr 60 m über der Talsohle und bestehen aus einem kiesig-sandigen Terrassenkörper, der im Ostteil unterhalb des 414 m hohen Litermontes von mächtigen Decklehmen überzogen ist. Diese Lehme wurden bis ins 20. Jahrhundert durch mehrere Ziegeleien abgebaut, verarbeitet und gebrannt.
Basis des steil abfallenden Sockels ist der Hauptbuntsandstein. Die südliche, stark durch tiefe Hangrisse zerschluchtete Begrenzung ist eine Terrassenleiste (225 bis 240 m). Die Hangrisse (Gräthen) sind mit Schwemmkegeln verknüpft und reichen weit auf die Platte hinauf. Gegen den Mündungszwickel von Prims und Saar sind die „Pachtener Köpfe“ (240 und 230 m Höhe, auf der Pachtener Gemarkung) als steil abfallende Rücken vorgeschoben und durch ein gestuftes, asymmetrisches Tal getrennt. Folge einer jungen Bodenerosion ist das um 50 m eingesenkte, mit Schwemmsanden angefüllte, anmoorige Längstal des Kondeler Baches, der am Nordhang des Litermontes entspringt. Die nördliche Dieffler Terrassenplatte grenzt mit einem 60 m hohen, zerkerbten und von Voltziensandsteinkuppen gesäumten Steilhang an das „Haustadter Tal“, das vom Steilanstieg der Merziger Muschelkalkplatte beherrscht wird.
Die ökologische Wertigkeit der Dieffler Terrassenplatten ist je nach dem Anteil der vernässenden Decklehme verschieden. Die Decklehme sind durch sumpfige Talursprünge sanft eingemuldet, größtenteils waldfrei und von Einzelsiedlungen (Nalbacher Ortsteile „Ziegelei“ und „Bierbach“, Dieffler Ortsteil „Siedlung“) durchsetzt. Das mit 40 bis 59 als gut bewertete, streuobstreiche Ackerland bleibt als Bauerwartungsland vielfach unbewirtschaftet. Tiefe Zerschneidung und Bewaldung setzt dort ein, wo die Lehmauflage ausgedünnt ist. Die Ackerzahlen sind hier mit 20 bis 39 anzusetzen. Auf den zum Teil ehemals beackerten, schwach lehmbedeckten Riedeln und auf den trockenen Talböden überwiegen junge Aufforstungen mit Fichten, Kiefern und Lärchen. Die Buntsandsteinhänge sind von hochwüchsigen Buchen und Eichen besiedelt. Diese zusammenhängenden Waldkomplexe liegen als Naherholungsgebiet zwischen den Industrieballungen von Dillingen und Beckingen. Die in der Neuzeit gerodete ehemalige Waldfläche auf den Pachtener Köpfen (Pachtener Heide) wurde seit den 1960er Jahren zur Wohnbebauung erschlossen.
In der Umgebung des Dieffler Sportflugplatzes, wo intensiver Sand- und Kiesabbau betrieben wird, lagern bis zu 15 m mächtige Kies- und Sandschichten des Pleistozäns. Die Sande auf hellen, mürben Sandsteinen des Mittleren Buntsandsteins sind von rotbrauner Farbe. Die Terrassenfläche entspricht dem durch den Geographen Friedrich Fischer im Jahr 1957 beschriebenen D-Horizont. Die Ablagerungen sind zyklisch gegliedert und enthalten drei Paläoböden, von denen sich zwei auf eingeschalteten Lössen entwickelt haben. Der Geograph Ludwig Zöller sieht in der Schichtung der von der Prims abgelagerten Böden des Hochflächenareals vier Kaltzeiten und vier Warmzeiten repräsentiert. Nach paläomagnetischen Messungen soll das Maximalalter der Sedimentschichten hier geringer als die Matuyama-Brunhes-Grenze, also weniger als 690 000 Jahre sein. In sandig-schluffigen Horizonten sind periglazial entstandene Kryoturbationen vorhanden.

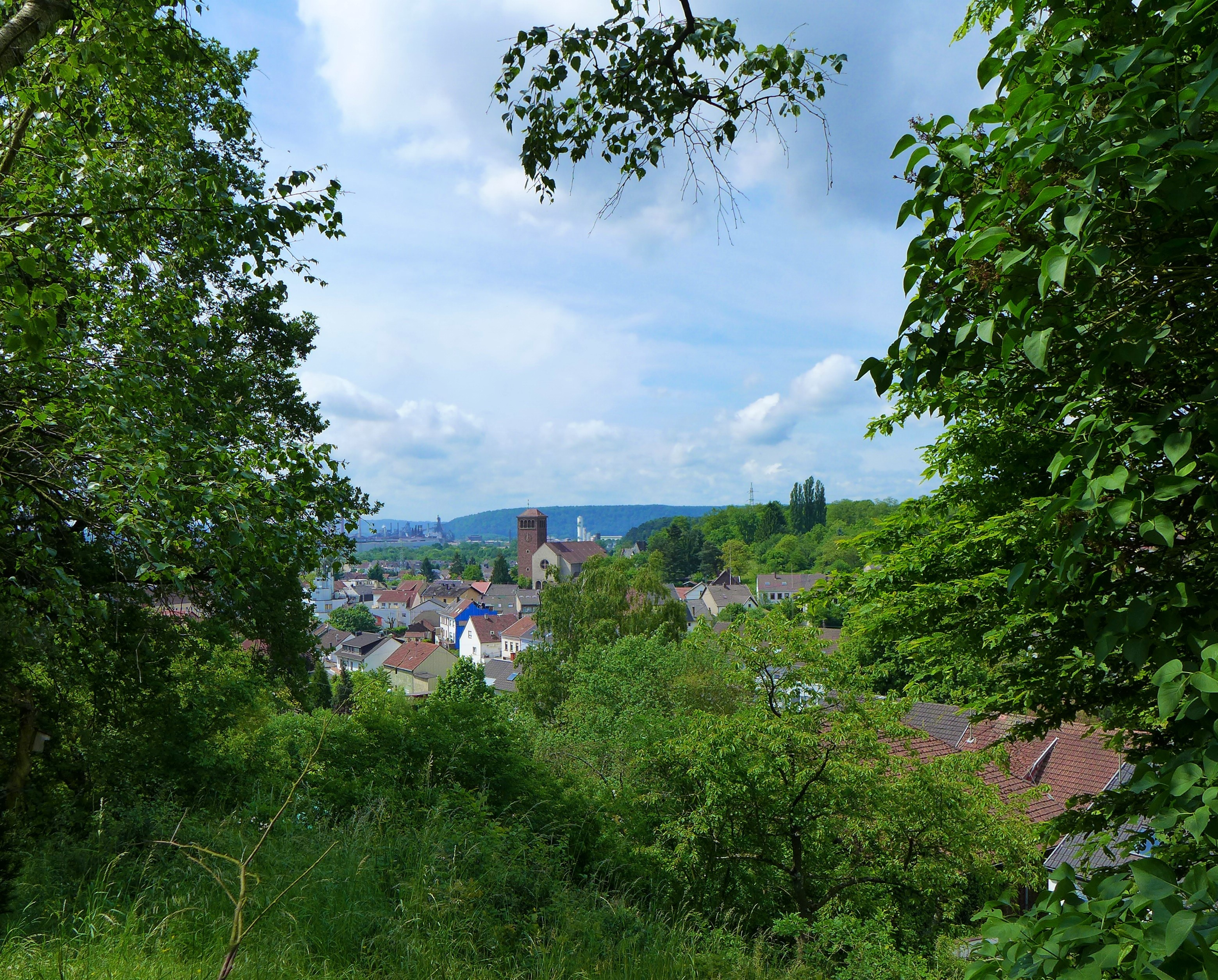
Diefflen, Blick von der Zipp
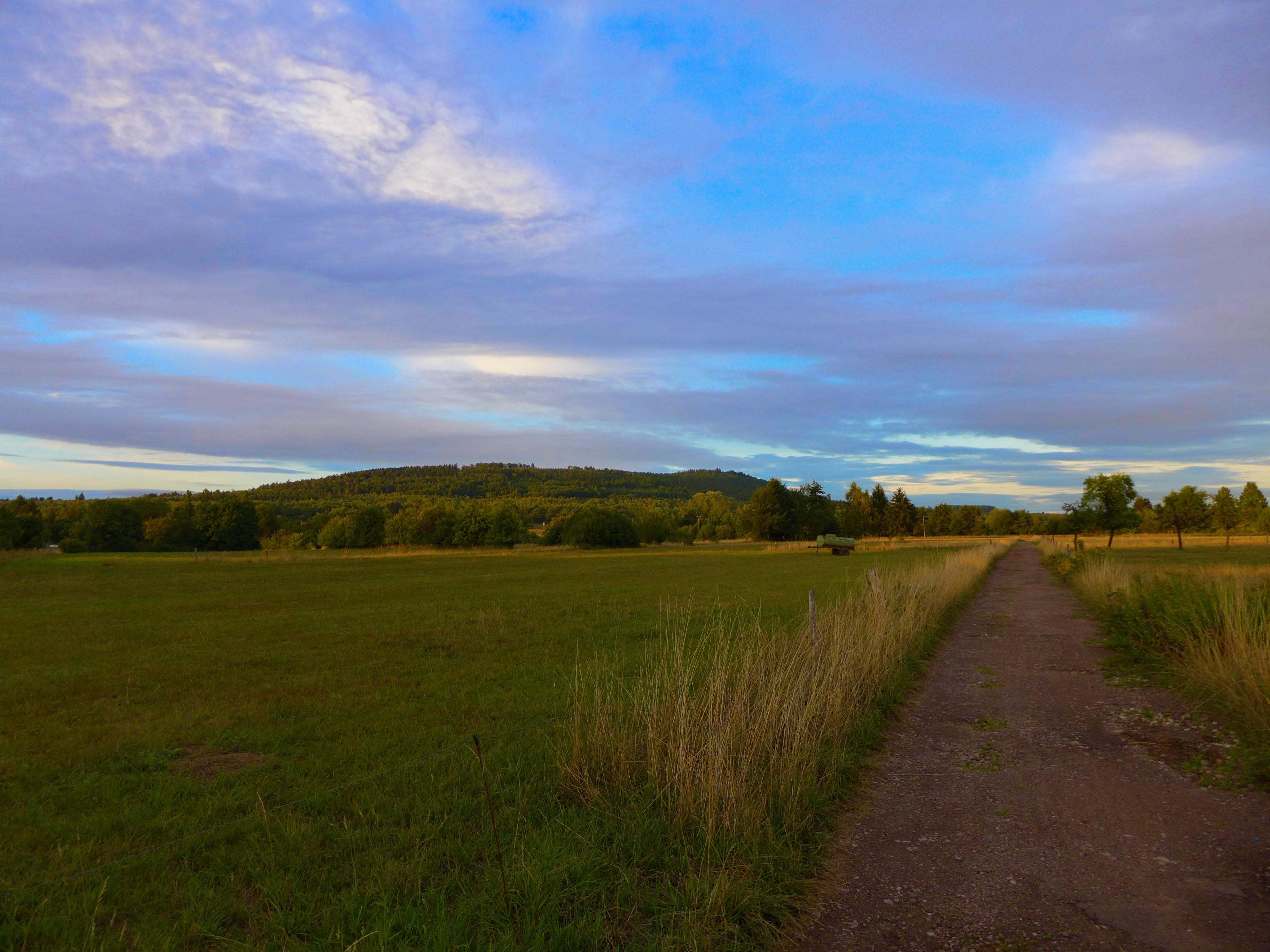
Diefflen, Hochfläche mit Blick zum Litermont
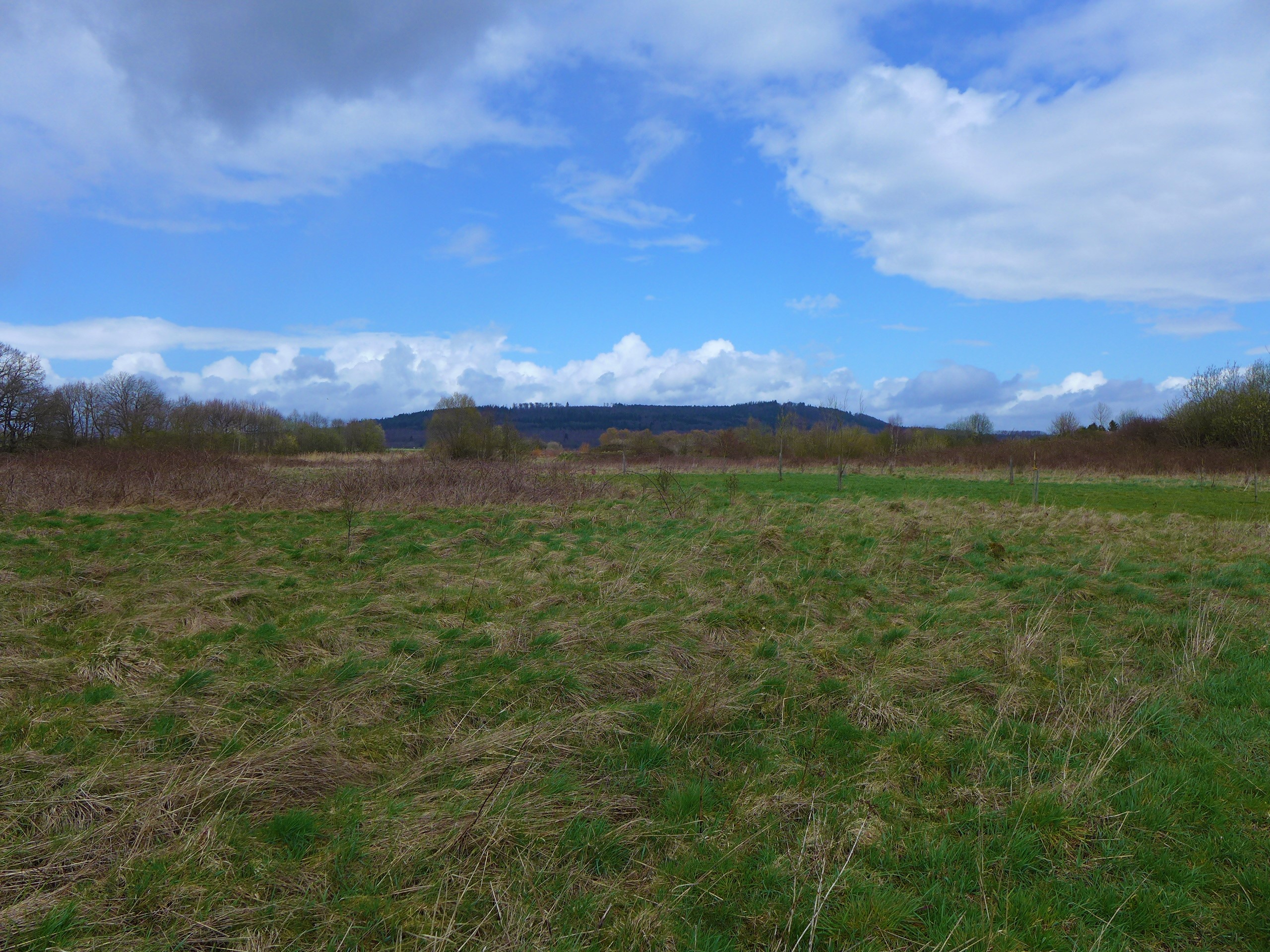
Diefflen, Hochflächenzone mit Blick zum Litermont, ehemaliges Kiesabbaugebiet, Gemarkung „Rosselstein“, Flur 4
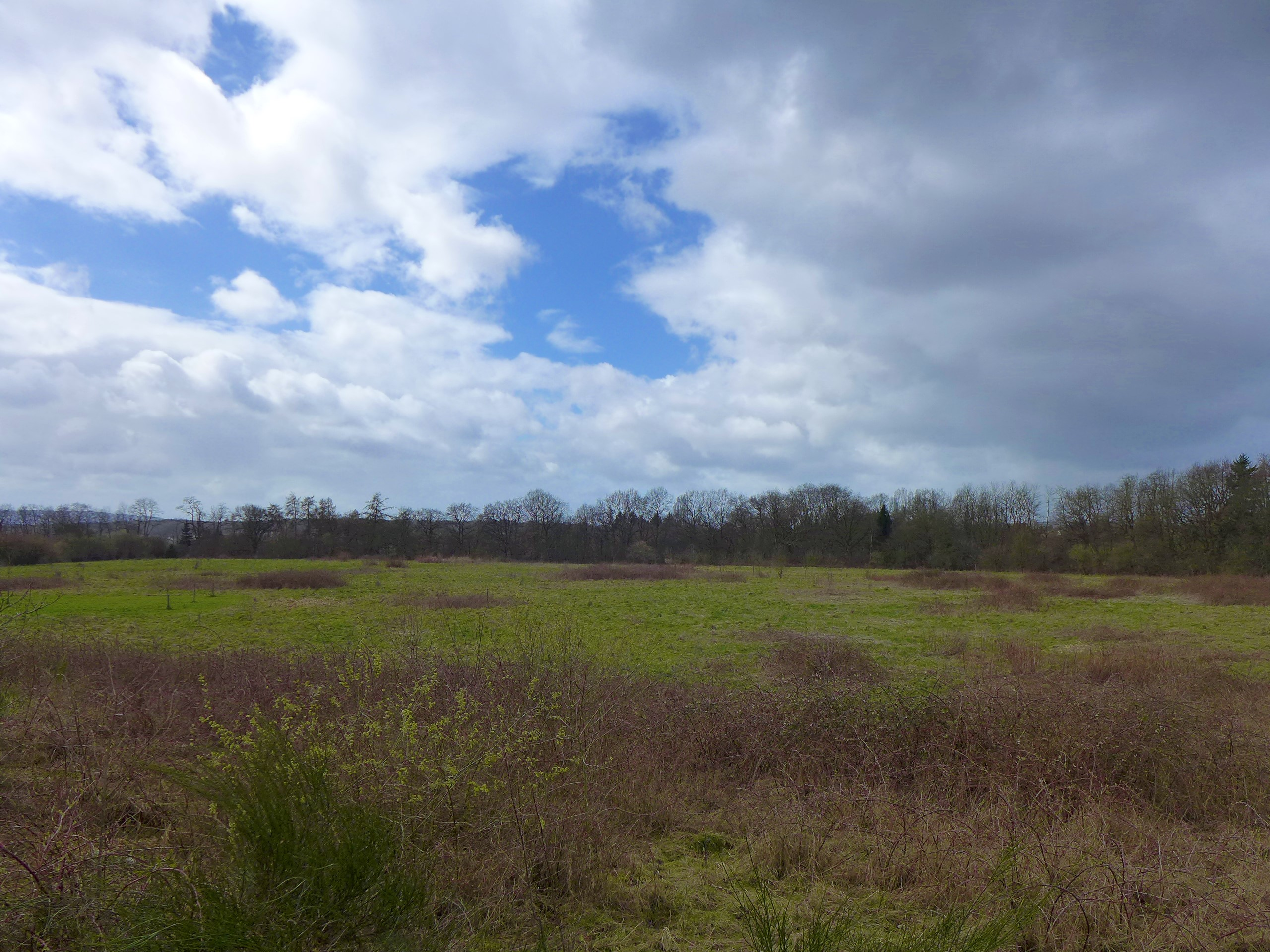
Diefflen, Hochflächenzone, Gemarkung „Rosselstein“, ehemaliges Kiesabbaugebiet, Die Baumreihe im Hintergrund markiert die Gräthenzone in der Gemarkung „Auf der obersten Bach“, Flur 4
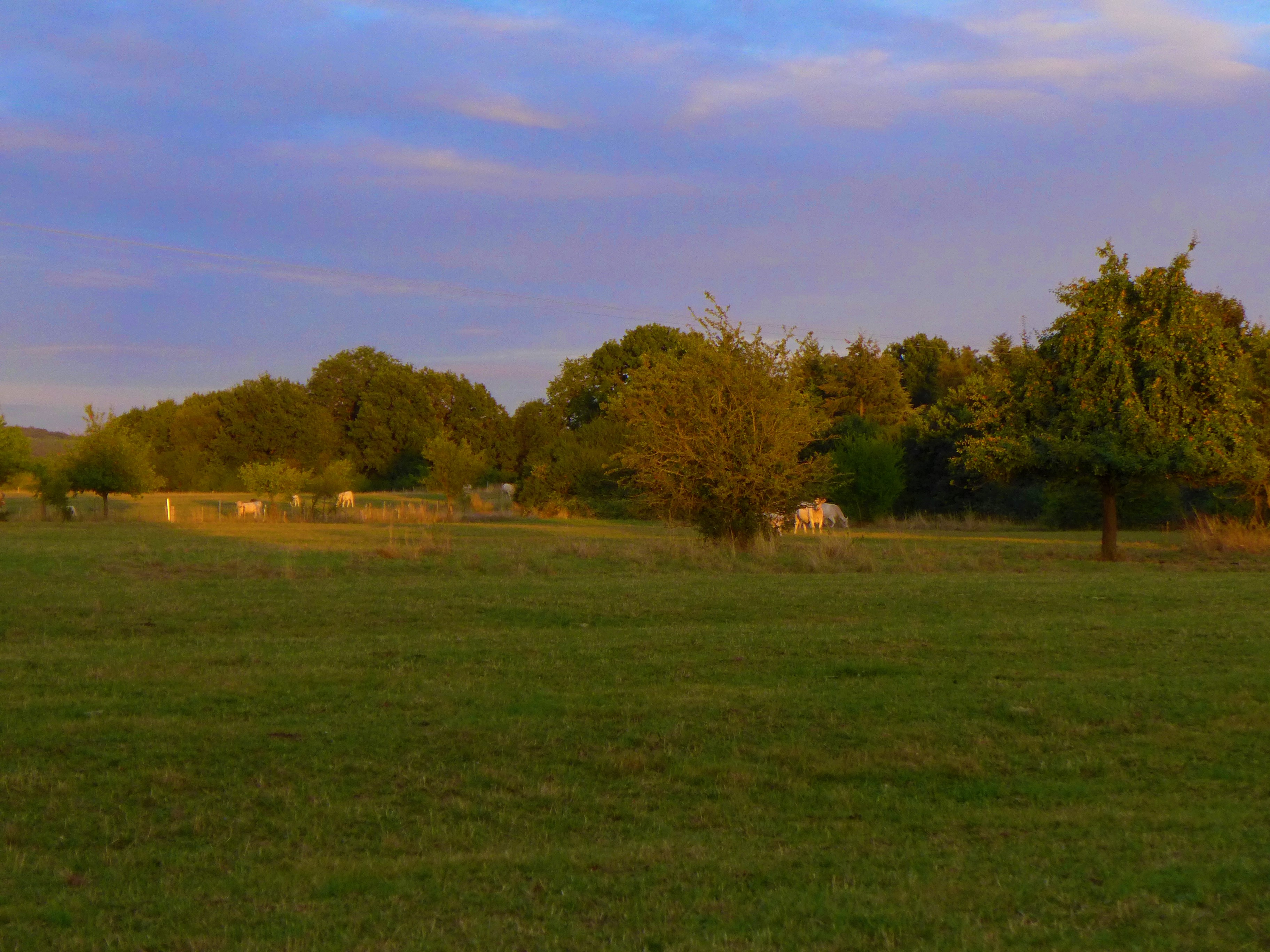
Diefflen, Hochfläche, Streu-Obst-Wiesen mit Rinderhaltung
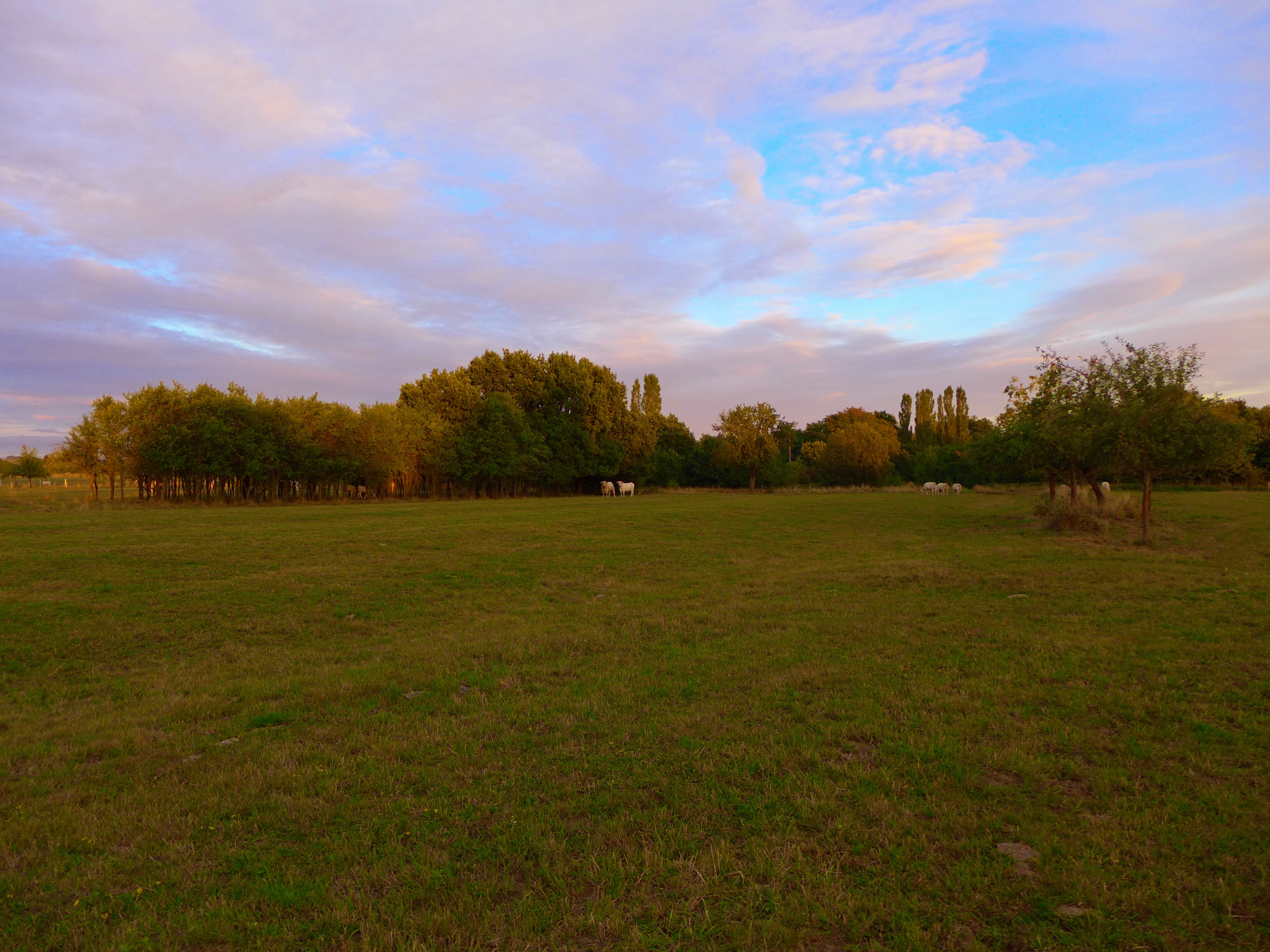
Diefflen, Hochfläche, Streu-Obst-Wiesen mit Rinderhaltung

Die Hochflächenzone besitzt einen Anteil von 51,5 % an der Gemarkungsfläche. Sie endet im Westen und Osten an den Gemarkungsgrenzen, ansonsten wird sie umschlossen von den Grenzlinien der Hang- und Gräthenzone. Die Hochfläche lässt sich in zwei Niveaus gliedern. Es handelt sich um mehrere Meter mächtige Schotterpakete von Saar und Prims. Das untere Niveau liegt im Bereich von 225 m über NN und ist der Riß-Kaltzeit zuzurechnen. Das obere Niveau beginnt bei 240 m über NN und gehört dem Altpleistozän an, das heißt die Schotter werden als mindeleiszeitlich und älter datiert. Die Hochfläche erreicht im Norden und Nordwesten eine Höhe von über 250 m und fällt von dieser Höhe nach Südwesten und Süden bis auf ca. 225 m ab.
Weite Teile der Hochfläche besitzen eine auf dem Schotterkörper aufsitzende Lehmschicht, deren Mächtigkeit von wenigen Zentimetern bis über zwei Meter schwankt. Das Oberflächenwasser sammelt sich so bei Starkregen oder Schneeschmelzen in Überschwemmungsarealen, die teilweise ihr Wasser über tiefer eingesenkte, langgezogene Dellen, sogenannte „Sanken“ abgeben. Die Sanken erhalten ihre Feuchtigkeit aber nicht allein durch direkte Niederschläge, sondern auch durch Wasser, das langfristig vom Litermont her aus nordöstlicher Richtung in die Schotterkörper eindringt. Der Litermont überragt die Hochfläche um ca. 160 m. Er liefert einen Teil seines überschüssigen Wassers in eine an seiner Südwest-Flanke befindliche Hangschuttzone. Von dort gelangt das Wasser meist unterirdisch in die Schotterpakete der Hochfläche. So können hier auch nach wochenlanger Trockenheit noch feuchtere Physiotope existieren. Der sich an die Hochflächenzone anschließende Litermont ist Überbleibsel einer vulkanischen Intrusion, einem Magmaerguss in Spalten und Schichtfugen. Diese Intrusion aus Porphyr-Ergussgestein mit größeren Kristalleinsprenglingen aus Feldspat und Quarz wurde später freigelegt.

### Historisch-anthropogene Raumprägung

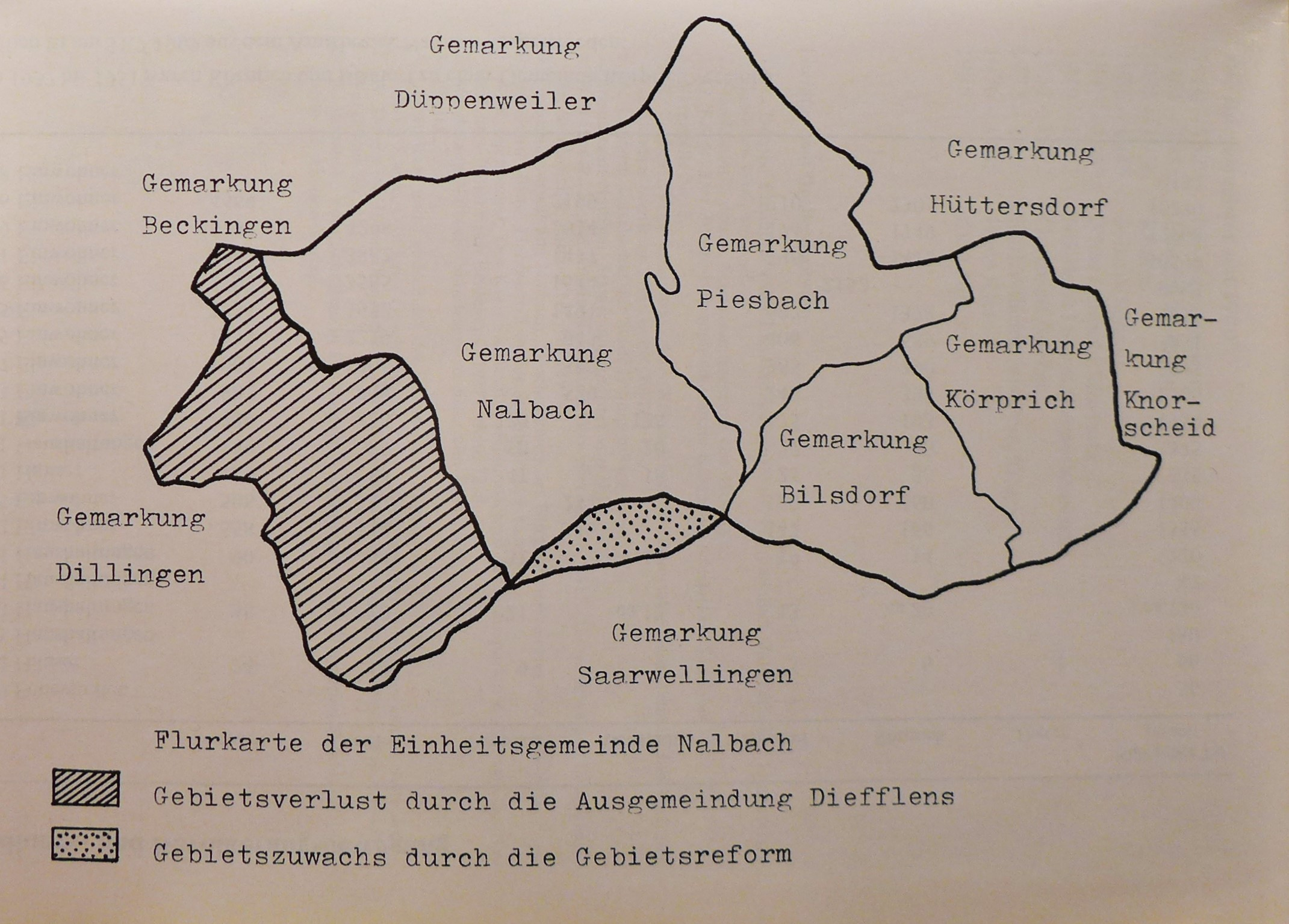
Gemarkungen des Nalbacher Tales: Das schraffierte Gebiet bezeichnet die Gemarkung Diefflens, die am 1. August 1969 nach Dillingen ausgemeindet wurde. Das punktierte Gebiet (Bahnhofsviertel) wurde von der Gemeinde Saarwellingen am 1. Januar 1974 an die Gemeinde Nalbach abgetreten.

Das Gebiet um Diefflen ist seit prähistorischer Zeit vom Menschen in Nutzung genommen worden. Die naturräumliche Einheit des Prims-Blies-Hügellandes weist eine mittelmäßige bis teilweise schon günstige Siedlungsgunst auf. Die Besiedelung des Gebietes der mittleren Saargegend begann vermutlich im Neolithikum. Kerngebiet der Gegend war das Moselland um Metz. Von hier aus wurde das Prims-Blies-Hügelland besiedelt. Zwar sind auf dem Boden der Ortsgemarkung keine handgreiflichen Bodenfunde gemacht worden, aber die Zeugnisse aus den Nachbargemarkungen deuten darauf hin, dass auch die Dieffler Gemarkung als Lebens- und Wirtschaftsraum in Frage kam. Die einheitliche Waldbedeckung des Prims-Blies-Hügellandes wurde zur Römerzeit überwunden.
Bei der wohl mittelalterlichen Gründung Diefflens als Weiler, der von Nalbach aus grundherrliche und kirchliche Direktiven empfing, schied die Aue als Siedlungsplatz wegen teilweiser Versumpfung und der drohenden Hochwasser aus. Die Neusiedler entschieden sich für die Anlage des Weilers in der Hang- und Gräthenzone, wo der das Primstal begrenzende Hang seinen zentralen Einschnitt besitzt. Für die Lage des neuen Siedlungsplatzes am Petersberg fiel möglicherweise die Tatsache ins Gewicht, dass am anschließenden Steilhang der mittlere Buntsandstein ansteht. Er eignet sich für die Anlage von Felsenkellern. Mit einer Eingangsbebauung könnten diese Felsenkeller auch zu Wohnzwecken genutzt worden sein (Halb-Troglodytentum). Der neue Weiler lag so, dass nach Westen und Osten bis zur Gemarkungsgrenze eine Distanz von je 0,8 km zurückzulegen war. Nach Süden betrug die Entfernung etwa 1 km. In nördlicher Richtung waren es maximal 3 km. Die Wasserbeschaffung für Mensch und Tier wurde durch Brunnen gewährleistet, die in den von stauenden Lettenschichten durchsetzten Buntsandstein gegraben wurden, und durch den Dorfbach, der die neue Siedlung durchfloss. Aufgrund ihres hohen Grundwasserstandes wurde die Auenzone nicht für den Obstanbau genutzt. Die Hochfläche wurde als Getreideanbaufläche bevorzugt.
Diefflen ist heute Teil des Verdichtungsraumes Saar. Im Tal der unteren Prims bildet Diefflen einen Abschnitt einer nahezu geschlossenen Siedlungsgasse, die sich aus den Orten des historischen Nalbacher Tales zusammensetzt.
Die Gesamtgemarkung des Nalbacher Tales ist in Flure untergliedert. Die Gemarkung der bis zum Jahr 1969 zum Nalbacher Tal gehörenden Gemeinde Diefflen umfasst 10 Flure. Das Ortszentrum befindet sich in Flur 6. Insgesamt verfügte die Gemeinde Nalbach vor 1969 über 49 Flure. Seit der Angliederung Diefflens an die Stadt Dillingen/Saar sind es nur noch 39 Flure.

### Historische Wegeführung

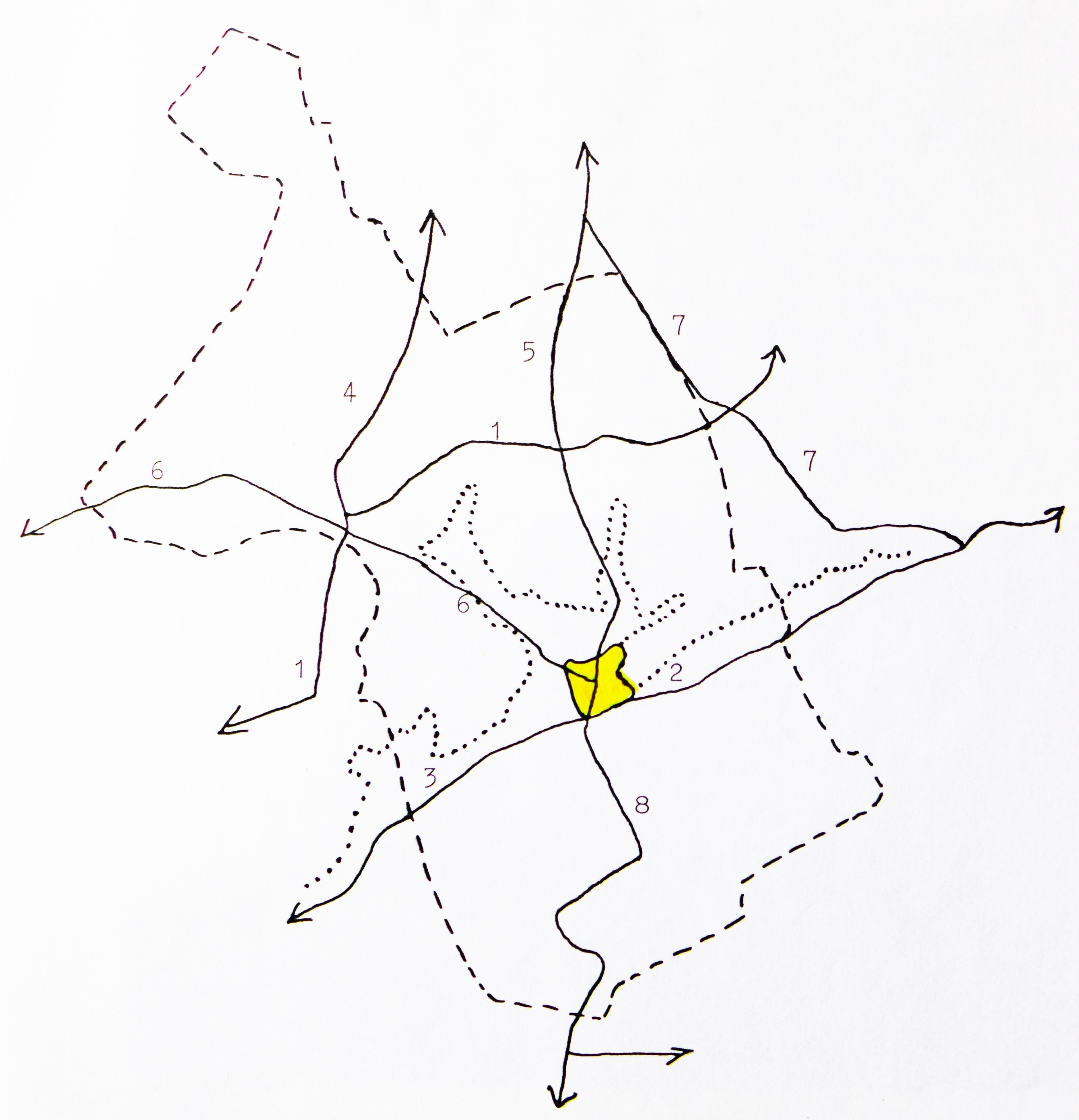
Diefflen, Vermutetes Grundmuster der wichtigsten Verkehrslinien im hochmittelalterlichen Diefflen, Maßstab 1 : 25.000, Konzeption und Zeichnung Josef Antonius Jost; Die Pfeillinien stellen die historischen Verkehrslinien dar: 1 = Pfaffenweg, 2 = Nalbacher Straße, (Kirchenweg), 3 = Dillinger Straße, 4 = Düppenweilerweg, 5 = Düppenweilerstraße, 6 = Beckinger Straße, 7 = Düppenweilerstraße in Nalbach, 8 = Wiesenstraße; Die punktierte Linie markiert die Südgrenze der Hochfläche. Die gestrichelte Linie stellt die Gemarkungsgrenze dar. Die gelb eingefärbte Fläche zeigt die Ortslage.

Das Nalbacher Tal war wohl bereits in der Bronzezeit (etwa 2200 bis 800 v. Chr.) von einem wichtigen Verkehrsweg, der von der Mosel an den Rhein führte, durchzogen. Der Weg verband die meisten keltischen Siedlungszentren des heutigen Saarlandes mit ihren Befestigungsanlagen und ihren Fürstengräbern. Innerhalb des heutigen Saarlandes führte er von Merten über Wallerfangen durch das Nalbacher Tal. Ab der Mündung der Theel in die Prims folgte er dem rechten Theelufer nach Theley. Hier gabelte sich der Weg zum sogenannten Hunnenring von Otzenhausen, nach Rheinheim, sowie nach Freisen und Schwarzerden. Die heutige Hauptachse Diefflens orientiert sich ganz an dieser seit der Bronzezeit vorgegebenen Wegeführung.
In der Römerzeit seit der Eroberung Galliens durch Gaius Julius Caesar in den Jahren 58 bis 51 v. Chr. überquerte die Straße von Metz an der Mosel nach Bingen am Rhein bei Pachten die Saar und führte dann über Tholey und Kreuznach weiter. Diese Straße, deren Verlauf in seiner Gänze noch nicht erforscht ist, verlief ebenfalls wohl über Dieffler Bann als Höhenstraße, die einer in der Forschung vermuteten Salzstraße der Vorzeit folgte.
Der mittelalterliche Weiler Diefflen war oder wurde mit Wegen an die drei Raumeinheiten (Aue, Hang- und Gräthenzone, Hochfläche) und die Nachbargemeinden zum Zweck des Gütertransportes angebunden. Dabei ist nicht bekannt, ob die wichtigsten Verbindungslinien während der Ausbauperiode neu angelegt wurden, oder ob sie im Wesentlichen schon bestanden. Es darf vermutet werden, dass der Pfaffenweg und die Nalbacher Straße (historischer Kirchenweg) bereits angelegt waren. Der Pfaffenweg war möglicherweise schon zur Römerzeit in Benutzung.
Die Nalbacher Straße am Fuß der markant ausgeprägten Landstufe (Auf der Zipp, Am Beienberg, Bei den sieben Eichen) war wohl schon vor der Gründung des Weilers Diefflen landwirtschaftlicher Verbindungsweg zwischen der Nalbacher Ortslage und den land- und forstwirtschaftlichen Flächen des heutigen Dieffler Bannes. In westlicher Richtung fortgeführt ist der Nalbacher Kirchenweg die Verbindungsstraße nach Dillingen. Die Wegelinie der Dillinger Straße und der Nalbacherstraße folgt ganz der Buntsandstein-Landstufe, sodass die unterhalb der Hangkante verlaufende historische Bebauungslinie auf eine adäquate Nutzfläche hinter den Häusern verzichten musste, während die Häuser auf der anderen Straßenseite hinsichtlich der Ausbreitung ihrer unmittelbaren Wirtschaftsfläche durch die noch nicht regulierte Prims und die damit zusammenhängende Bodenfeuchte eingeschränkt waren.
Parallel zu dieser von Ost nach West verlaufenden Verbindungsstraße zwischen Nalbach und Dillingen über Diefflen zieht im Abstand von ca. 1 km der Pfaffenweg über die Hochfläche. Beide Wege, Pfaffenweg und Kirchenweg, orientieren sich in Richtung der uralten Verbindungslinie Mainz-Metz, der bei Pachten (Contiomagus) die Saar überquerte. Möglicherweise war einer dieser beiden Dieffler Wege Teil des Handelsweges vom Rhein an die lothringische Mosel. Im Grundmuster der beiden Verkehrsstränge wurden später im Bereich der Gemarkung Diefflen Querverbindungen eingefügt. Als solche Querverbindungen haben zu gelten:
- der heute außer Funktion befindliche Düppenweilerweg als die kürzeste Verbindung zwischen Dillingen und Düppenweiler,
- die Düppenweilerstraße, die das Ortszentrum Diefflens mit der Hochfläche verbindet und nach Düppenweiler führt,
- die Beckinger Straße, die vom Ortszentrum Diefflens aus die Hochfläche erreicht und in Richtung Beckingen verläuft,
- sowie die von Nalbach kommende Düppenweilerstraße.

Alle diese Querverbindungen erreichen die Hochfläche über mäßig steile Hänge. Die das Primstal begrenzende Landstufe war aufgrund ihrer Steilheit ungeeignet und die Gräthen kamen wegen ihrer Enge und der dort drohenden Erosionsgefahr als zu befestigende Hauptwegestrecken nicht in Frage.
Die Dieffler Auenzone wird durch die Wiesenstraße erschlossen. Der Weg verläuft zunächst über eine in die Aue vorspringende Buntsandsteinzunge und sucht dann in direkter Linie die Prims zu erreichen. An der Stelle des Aufeinandertretens von Prims und Wiesenstraße wurde der Fluss allerdings nicht per Furt oder Brücke überquert, sondern der Weg verläuft parallel zur Prims flussabwärts. Erst im Südwesten der Gemarkung Diefflens überschreitet der Weg an einer seichten Stelle die Prims und führt dann weiter in Richtung Roden. In der Gemarkung Roden trifft der Weg auf eine vermutete römische Straßenanlage, einen alten Salzweg, der vom lothringischen Salinengebiet um Moyenvic und Marsal kommend durch das Primstal linksseitig des Flusses zum Rhein führte. Vom Treffpunkt mit dieser vermuteten alten Salzstraße aus lässt sich auch Saarwellingen erreichen.

### Nachbargemeinden

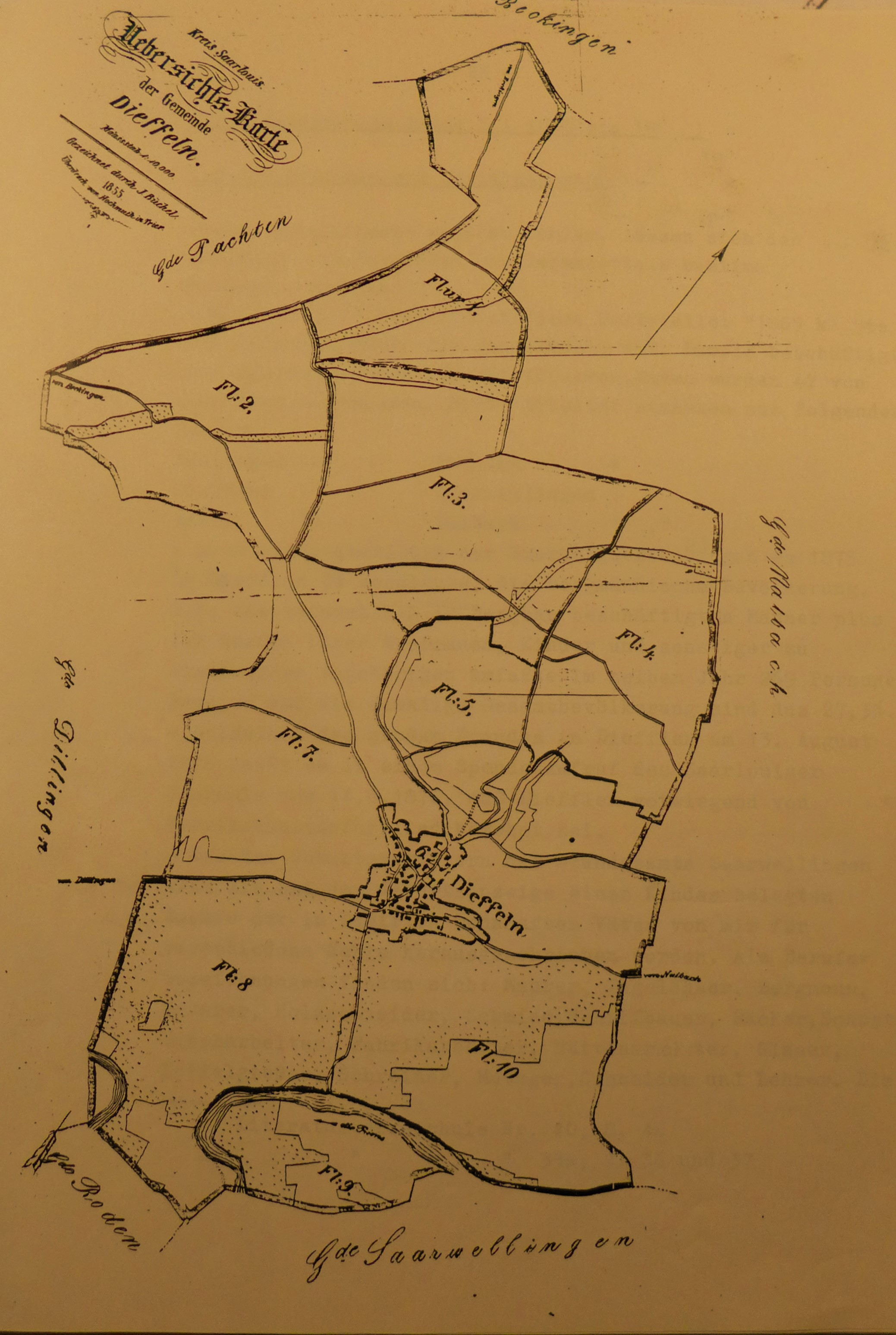
Diefflen, Übersichtskarte der Dieffler Fluren und der angrenzenden Nachbargemeinden aus dem Jahr 1855, gezeichnet von J. Büchel, Maßstab 1:10.000, Katasteramt Saarlouis

Das Dieffler Gemeindegebiet grenzt an folgende Gemeindegebiete an:
| Stadt Dillingen/Saar (Stadtteil Pachten, Ortsteil Pachtener Heide) | Gemeinde Beckingen (Ortsteil Beckingen)     | Gemeinde Nalbach (Ortsteile Bierbach/Ziegelei)  |
| Stadt Dillingen/Saar (Stadtteil Dillingen-Innenstadt)              | Kompassrose, die auf Nachbargemeinden zeigt | Gemeinde Nalbach (Ortsteil Nalbach)             |
| Stadt Dillingen/Saar (Stadtteil Dillingen-Innenstadt)              | Stadt Saarlouis (Stadtteil Roden (Saar))    | Gemeinde Saarwellingen (Ortsteil Saarwellingen) |

### Klima
Das Klima in Diefflen ist gemäßigt, aber warm. Es gibt das ganze Jahr über deutliche Niederschläge. Selbst der trockenste Monat weist noch hohe Niederschlagsmengen auf. Im Jahresdurchschnitt herrscht eine Temperatur von 9,7 °C. An Niederschlag fallen im Durchschnitt innerhalb eines Jahres 724 mm. Der geringste Niederschlag mit 48 mm fällt im Monat April. Im Gegensatz dazu ist der August der niederschlagsreichste Monat des Jahres mit 71 mm Niederschlag. Hinsichtlich der Temperatur ist der Juli der wärmste Monat mit einer durchschnittlichen Temperatur von 18,2 °C. Mit durchschnittlich 0,9 °C ist der Januar der kälteste Monat des ganzen Jahres. Die Differenz der Niederschläge zwischen dem niederschlagsärmsten Monat und dem niederschlagsreichsten Monat beträgt 23 mm. Hinsichtlich der Temperatur schwanken die durchschnittlichen Werte im Jahresverlauf um 17,3 °C.
|                        | Jan  | Feb  | Mär  | Apr  | Mai  | Jun  | Jul  | Aug  | Sep  | Okt  | Nov | Dez |   |      |
| Mittl. Temperatur (°C) | 0,9  | 2,2  | 5,5  | 9,2  | 13,2 | 16,6 | 18,2 | 17,8 | 14,9 | 10,3 | 5,5 | 2,7 | ⌀ | 9,8  |
| Mittl. Tagesmax. (°C)  | 3,5  | 5,6  | 10,0 | 14,3 | 18,9 | 22,2 | 23,9 | 23,3 | 20,4 | 14,7 | 8,2 | 4,9 | ⌀ | 14,2 |
| Mittl. Tagesmin. (°C)  | −1,6 | −1,1 | 1,1  | 4,1  | 7,6  | 11,1 | 12,6 | 12,3 | 9,5  | 5,9  | 2,4 | 0,6 | ⌀ | 5,4  |
|                        |      |      |      |      |      |      |      |      |      |      |     |     |   |      |
| Niederschlag (mm)      | 58   | 53   | 55   | 48   | 65   | 68   | 62   | 72   | 58   | 55   | 66  | 65  | Σ | 725  |

| −1,6 |

| −1,1 |

| 1,1 |

| 4,1 |

| 7,6 |

| 11,1 |

| 12,6 |

| 12,3 |

| 9,5 |

| 5,9 |

| 2,4 |

| 0,6 |

| −1,6 |

| −1,1 |

| 1,1 |

| 4,1 |

| 7,6 |

| 11,1 |

| 12,6 |

| 12,3 |

| 9,5 |

| 5,9 |

| 2,4 |

| 0,6 |

| N i e d e r s c h l a g | 58  | 53  | 55  | 48  | 65  | 68  | 62  | 72  | 58  | 55  | 66  | 65  |
|                         | Jan | Feb | Mär | Apr | Mai | Jun | Jul | Aug | Sep | Okt | Nov | Dez |

## Geschichte
Zur Geschichte Diefflen, seinem lokalen moselfränkischen Dialekt, seiner traditionellen südwestdeutschen Querheinhaus-Hausform sowie seiner ehemaligen Trachtenbekleidung siehe:

## Politik

### Wappen

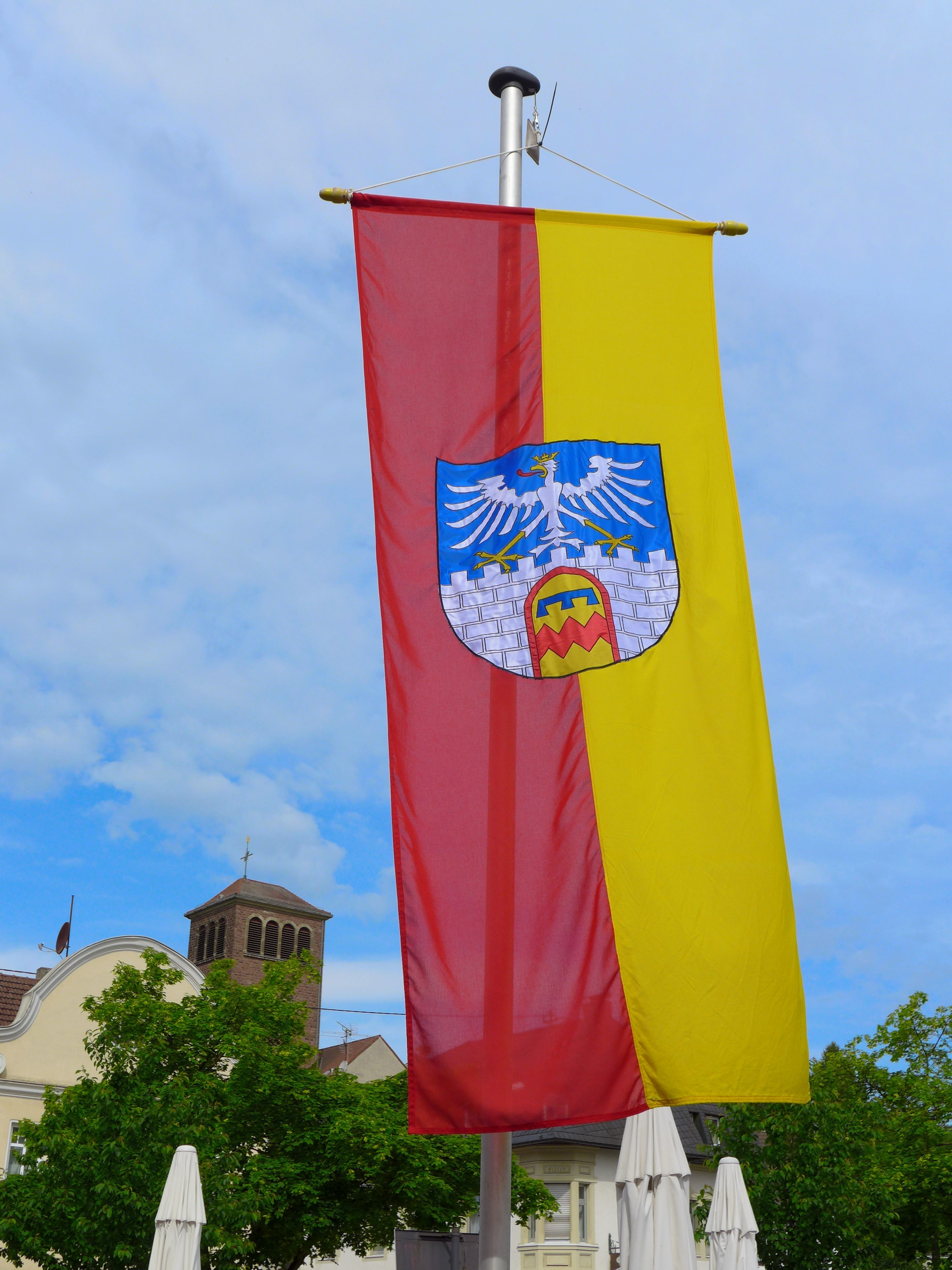
Diefflen, Beflaggung des Dorfplatzes mit der Stadtflagge Dillingen/Saar, Stadtfarben „Rot-Gold“

Als Stadtteil führt Diefflen auch das Wappen der Stadt Dillingen/Saar.
Die Blasonierung des Wappens:

Auf blauem Grund eine silberne, gezinnte und gefugte Mauer, darüber ein silberner, goldgekrönter und goldbewehrter Adler mit ausgebreiteten Flügeln und roter Zunge. In der Mauer ein goldenes Tor mit rotem Rand. Darauf einen roten Zickzackbalken, der von einem dreilätzigen, blauen Turnierkragen überragt wird. Die Wappenfarben „Rot-Gold“ des alten Herzogtums Lothringen und der lothringischen Herrschaft Siersberg-Dillingen werden als Stadtfarben geführt.
Siehe dazu auch:

### Bürgermeister
| Amtszeiten | Bürgermeister |
| --- | --- |
| 1845–1859 | Johann Reuter |
| 1859–1867 | Johann Jakob Schamper |
| 1867–1870 | Bernhard Scherer |
| 1871–1872 | Peter Reuter-Scherer |
| 1873–1879 | Nikolaus Weyand |
| 1880–1886 | Peter Scherer-Marx |
| 1887–1893 | Peter Bach-Senzig |
| 1894–1899 | Nikolaus Scherer |
| 1900 (Ausscheiden aus der Bürgermeisterei Fraulautern am 1. Januar 1900; Einrichtung der Bürgermeisterei Nalbach) –1918 | Johann Scherer-Schamper (bis März 1918) |
| 1918–1918 | Johann Bellmann-Zenner (bis Dezember 1918) |
| 1919–1920 | Johann Scherer-Schamper |
| 1920–1922 | Johann Albert Brutty (SPD) |
| 1922–1926 | Jakob Wagner-Bach (SPD) |
| 1926–1930 | Johann Dittgen-Kunz (Zentrum) |
| 1930–1935 | Peter Reiter-Scholer (Zentrum) |
| 1935–1940 | Hermann Greilach (ohne vorherige Wahl von der NSDAP als Ortsbürgermeister eingesetzt)                                                                                            |
| 1940–1945 | Johann Feld (ohne vorherige Wahl von der NSDAP als Ortsbürgermeister eingesetzt; bereits seit September 1938 als Erster Beigeordneter mit der Führung der Amtsgeschäfte betraut) |
| 1945–1946 | Peter Baumann (ohne vorherige Wahl als Kommunist von der US-Besatzungsmacht eingesetzt)                                                                                          |
| 1946–1949 | Johann Scholer-Diwo |
| 1949–1950 | Jakob Lorang-Bach |
| 1950–1953 | Jakob Jost-Kunz (CVP) |
| 1953–1956 | Josef Spurk (CVP) |
| 1956–1960 | Willi Dräger |
| 1961–1965 | Hans Meiers |
| 1965–1968 | Nikolaus Friedolin Domma |
| 1968–1969 | Hans Ring |

### Gemeindehaus

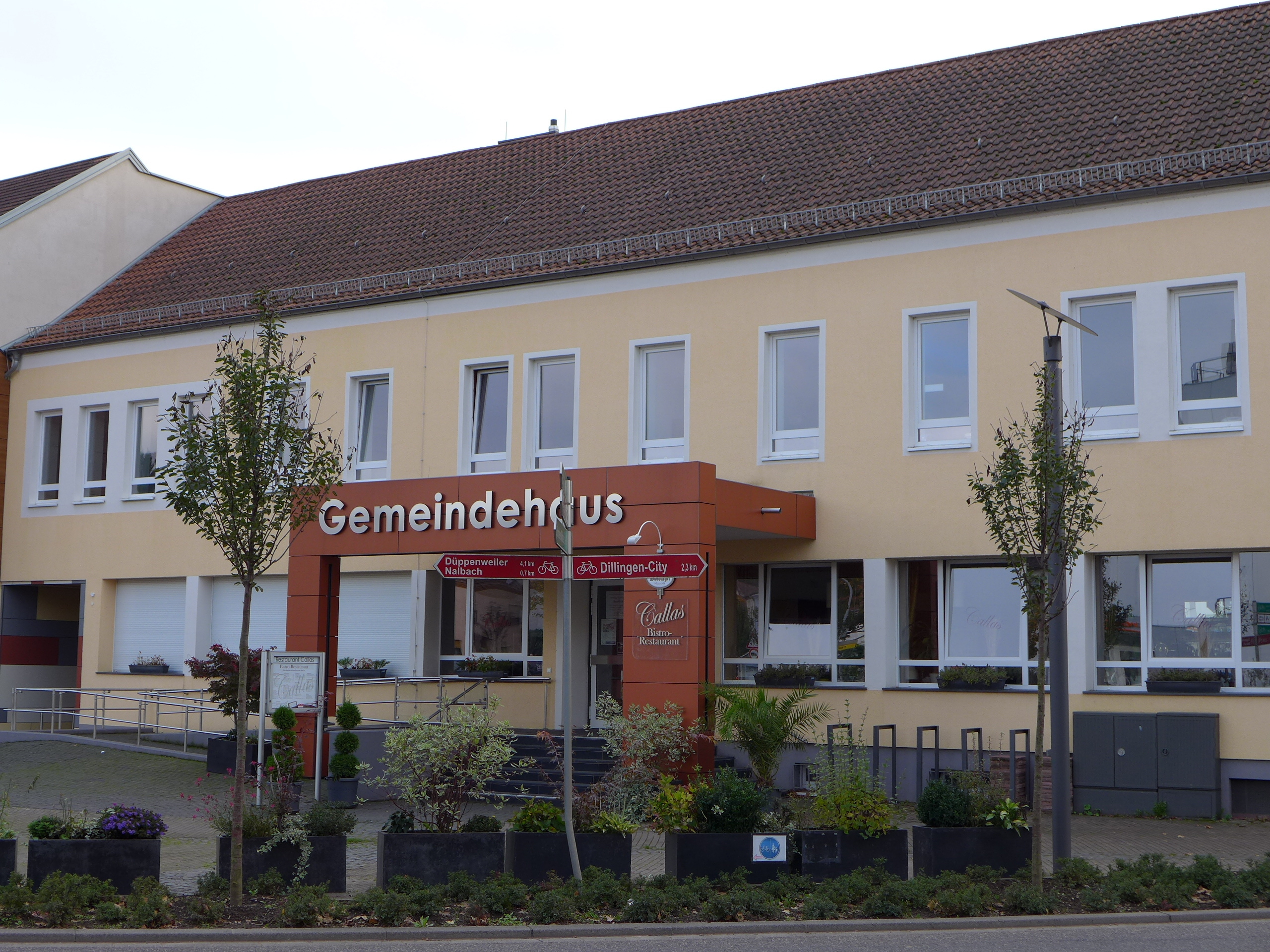
Diefflen, Gemeindehaus nach den Umbaumaßnahmen im Jahr 2012; davor der Abschnitt der Nalbacher Straße, der in den 1980er Jahren dem neuangelegten Dorfplatz zugeschlagen wurde
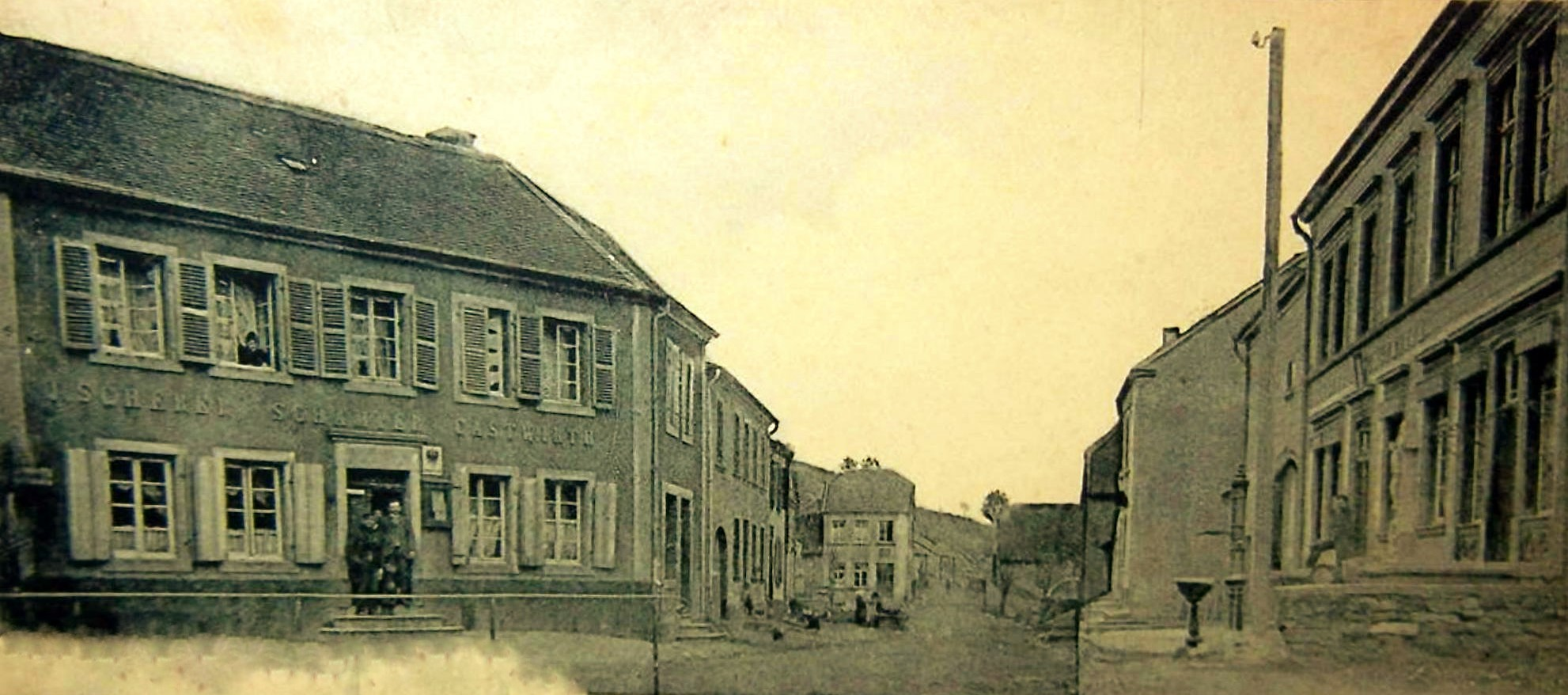
Diefflen, Ecke Nalbacher Kirchenweg (heute Nalbacher Straße) / Düppenweilerstraße; An der Stelle des linken Gasthofes befindet sich heute der Dorfbrunnen von Oliberius; An der Stelle des Hofes am rechten Bildrand befindet sich heute das Gemeindehaus (Aufnahme um 1900)

Das in den 1950er Jahren errichtete Gemeindehaus Diefflen in der Dillinger Straße ist eine Halle für kulturelle und gesellschaftliche Veranstaltungen. Der Hauptsaal (Saal: 270 m², Bühne: 45 m²) bietet bei Konzertbestuhlung 288 Plätze. Im Gemeindehaus befinden sich im Obergeschoss die ehemaligen Bürgermeisterverwaltungsräume und der ehemalige Ratssaal der früher selbstständigen Gemeinde Diefflen. Im Erdgeschoss befindet sich ein Restaurant.

## Bildung

### Kindertagesstätten
Für die Betreuung von Kleinkindern stehen in Diefflen zwei Einrichtungen zur Verfügung:

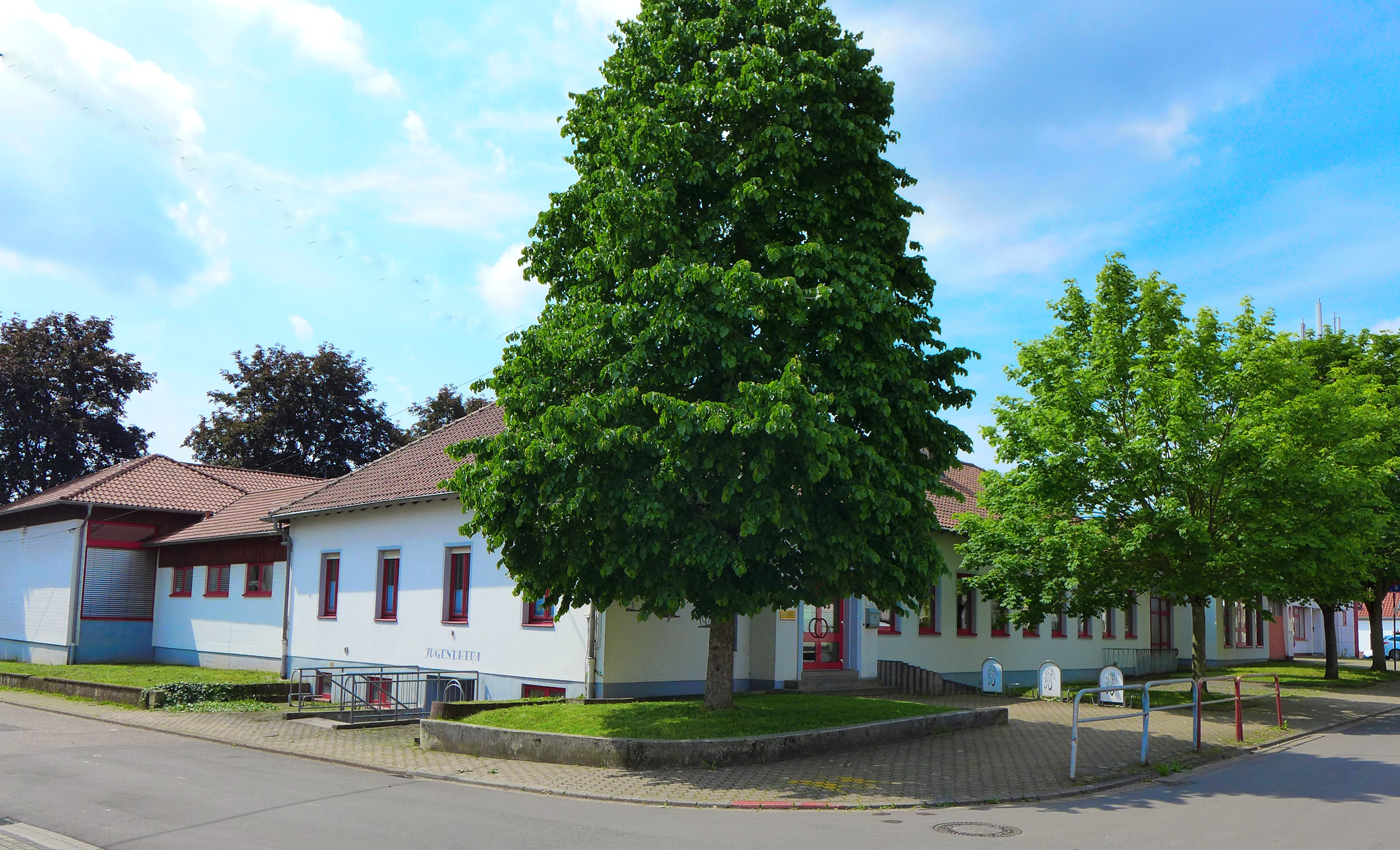
Diefflen, Kindergarten St. Josef

- „Kinderinsel Diefflen“ (Kindergarten, Tagesstätte und Krippe)
- Katholischer Kindergarten St. Josef (Kindergarten und Tagesstätte)

### Schulentwicklung

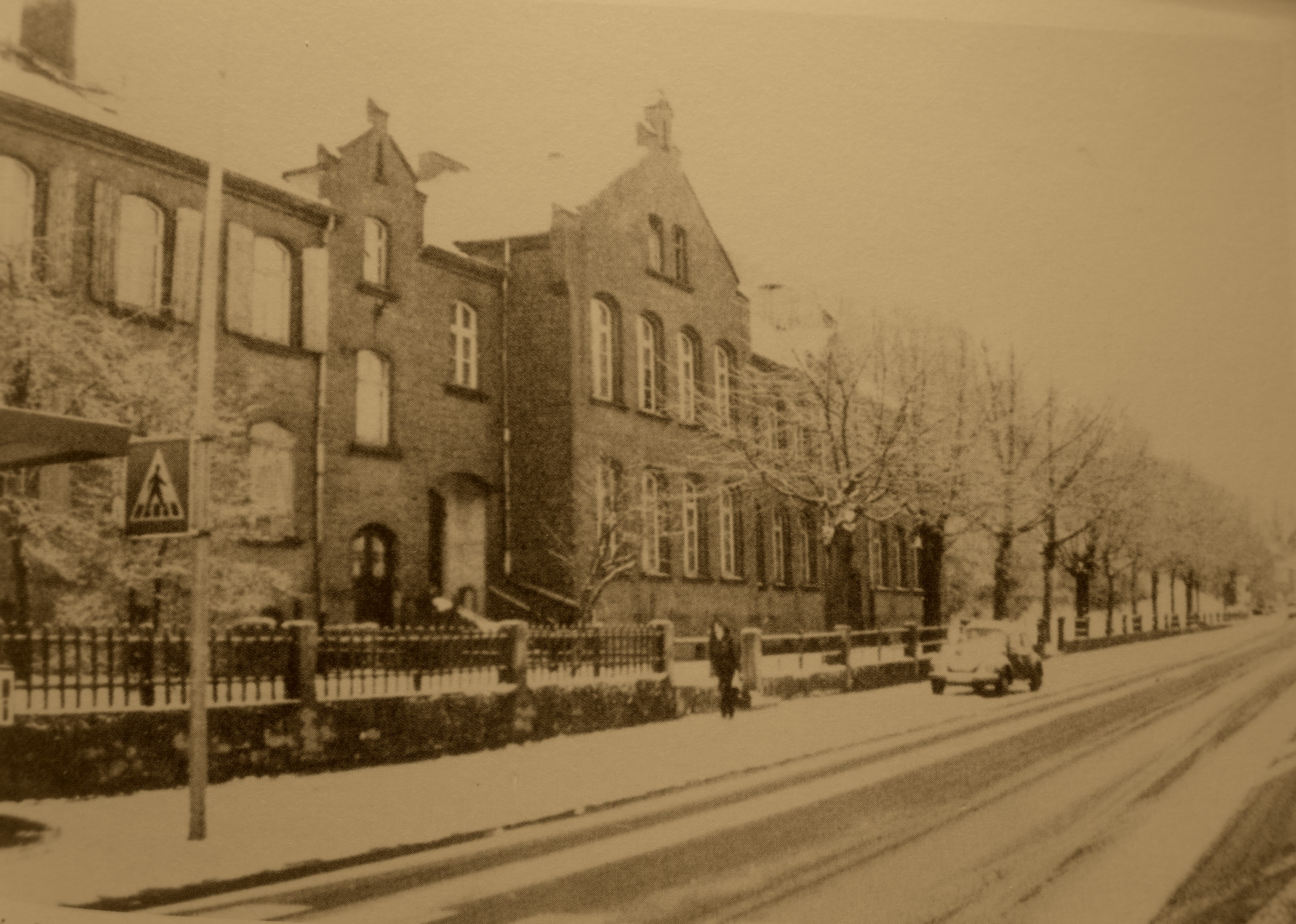
Diefflen, Volksschule in der Dillinger Straße, errichtet ab 1902, abgerissen zugunsten der im Jahr 1986 vollendeten Wohn- u. Hotelanlage „Bawelsberger Hof“ (Stadtarchiv Dillingen/Saar)

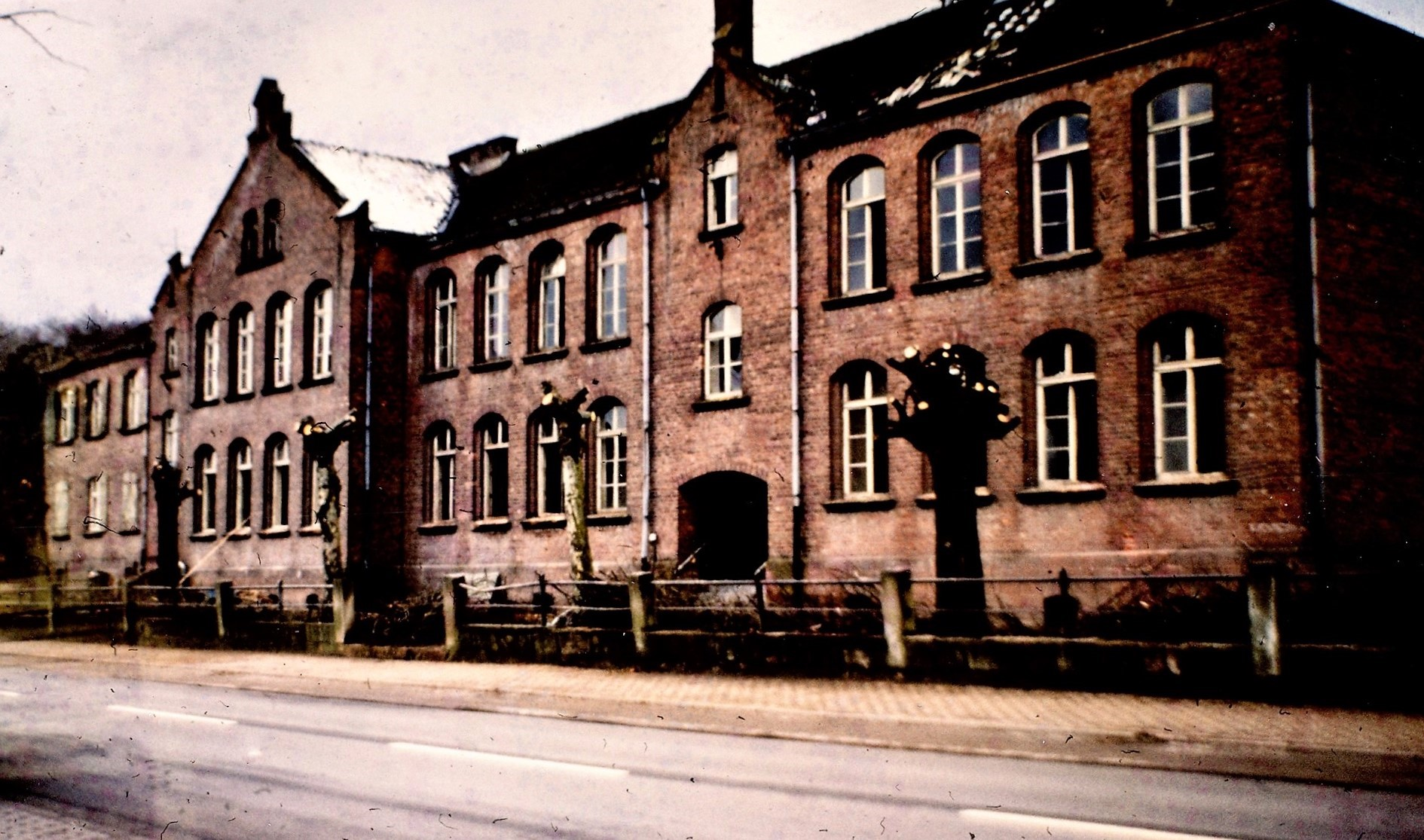
Diefflen, Schulhaus in der Dillinger Straße kurz vor dem Abriss in den 1980er Jahren

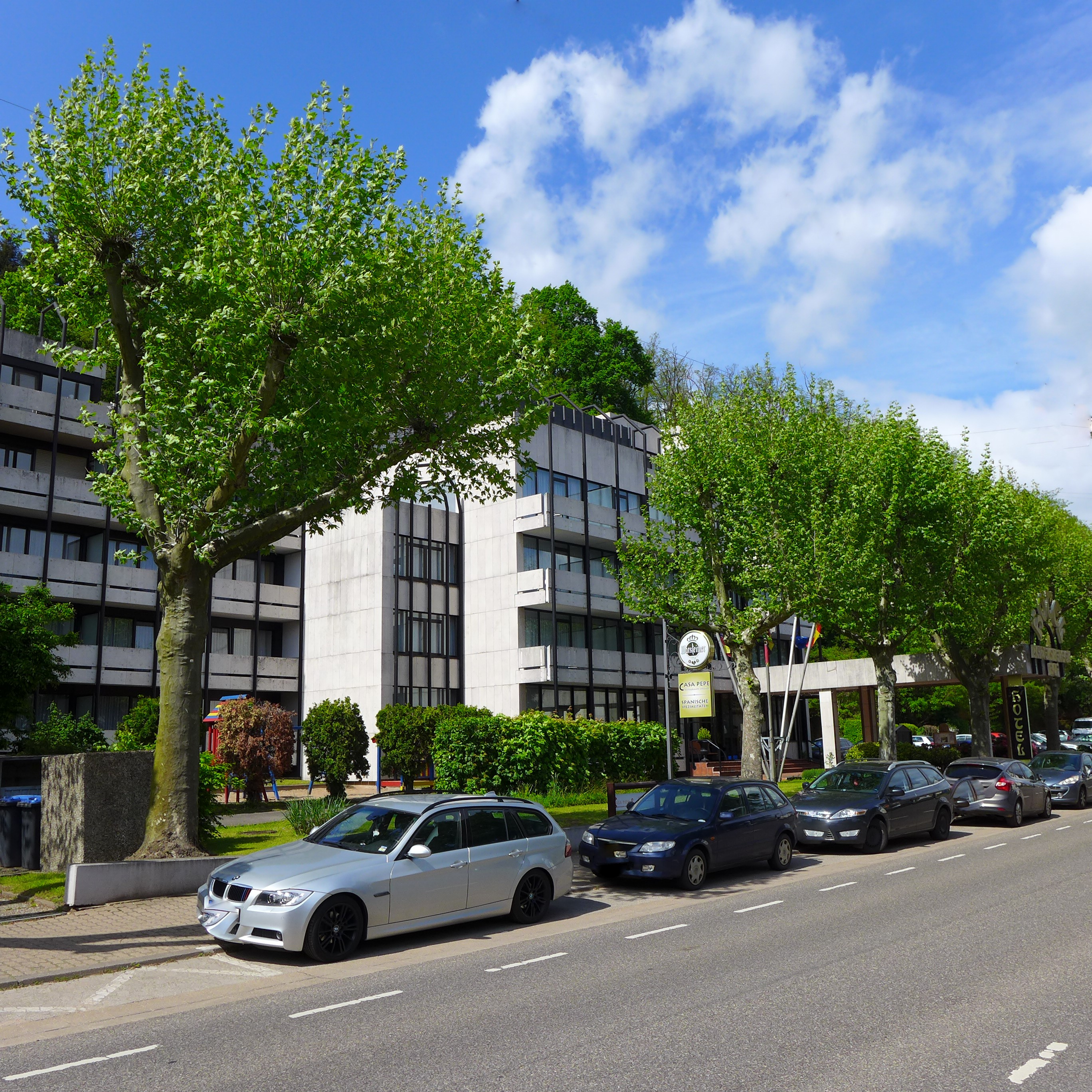
Diefflen, Wohn- und Hotelanlage „Bawelsberger Hof“ der 1980er Jahre am Ort der früheren Volksschule in der Dillinger Straße

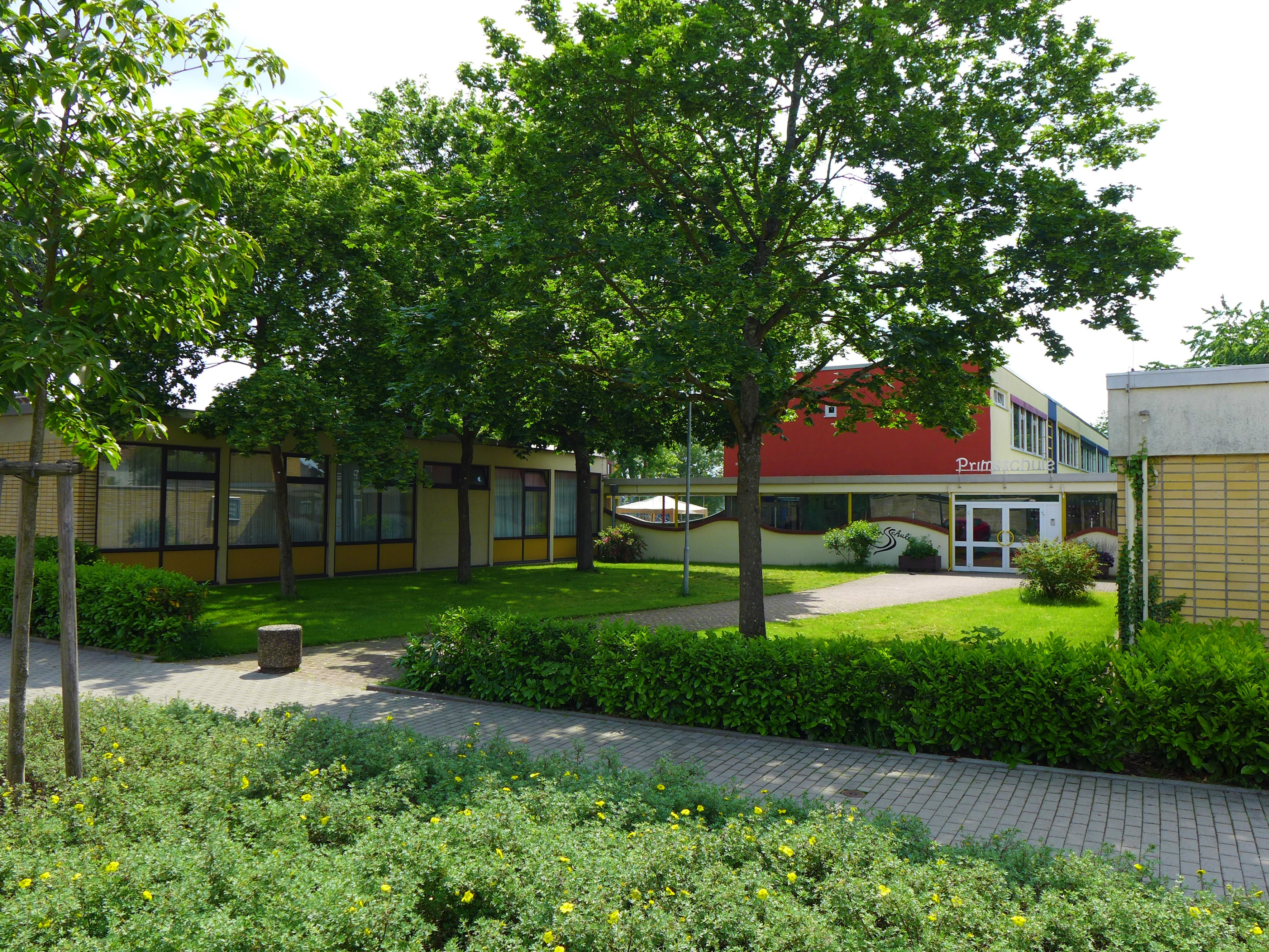
Diefflen, Grundschule „Primsschule“ in der Richard-Wagner-Straße

Im Jahr 1618 wurde im Nalbacher Tal durch Wilhelm Marzloff von Braubach die Einrichtung einer Schule mit Schulmeister verordnet.

„Item es soll gemeinerseits von den Herren auf einen qualifizierten Scholmeister bedacht werden, der in allen und zutragenden Fällen vor einen gemeinen Schreiber gebraucht werden soll, welcher vor sein Salarium (Lohn) pro qualitate von den Beamten solle Ordnung bekommen.“

Der Schulmeister sollte also die Kinder des gesamten Nalbacher Tales unterrichten als auch als Gemeinde- und Gerichtsschreiber amten und nach Leistung entlohnt werden. In einer Liste aus dem Jahr 1623 wird ein Cornelius Noper als „Ludimagister“ (Elementarschullehrer) genannt. Noper war ebenso Wirt in Nalbach. Der Schulbetrieb war auf den Winter beschränkt, da die Kinder in der übrigen Zeit ihren Eltern in der Landwirtschaft zur Hand gehen mussten. Durch den Dreißigjährigen Krieg ging diese Schuleinrichtung unter. Erst für das Jahr 1708 findet sich in den Sterberegistern der Nalbacher Pfarrei St. Peter und Paul wieder ein Ludimagister namens Friedrich Meyer. Dessen Amtsnachfolger Johann Martin Reichard nennt sich „Schulmeister des Nalbacher Tales“. Wie seine Amtsvorgänger war Reichard auch Gemeindeschreiber. Für das Jahr 1739 sind für Nalbach zwei Klassenräume verzeichnet. Allerdings scheinen die Eltern den Schulbesuch ihrer Kinder recht nachlässig gehandhabt zu haben, sodass Polizeiverordnungen säumigen Eltern mit Geldbußen drohen mussten. Ebenso weist die Polizeiverordnung für die Ortschaften des Nalbacher Tales vom 6. Juni 1726 auf diesen offensichtlichen Missstand hin:

„Die unterthanen sollen ihre Kinder fleißig in die schulen schücken, würden sie es aber nicht thun, so sollen selbe gleichwohlen von der gewöhnlichen Zeit nicht allein der Kinder schuelgeldt dem lehrmeister zahlen, sondern nach befinden noch darbey mit einer andern Bestrafung eines goldguldten angesehen werden.“

In einer Verordnung des Bischofs von Trier aus dem Jahr 1737 wird bemängelt, dass in den Pfarreien des Landkapitels Merzig aus extrem verstandenen Sparsamkeitsgründen wenig qualifizierte Lehrpersonen, ja sogar Landstreicher, als Lehrer angestellt worden seien, da diese weniger Lohn verlangten als die wirklich befähigten Lehrer. Die Trierer Verordnung ermahnt diesbezüglich die Pfarrer, solche Missstände abzustellen. Für das Jahr 1759 verzeichnen die Nalbacher Kirchenbücher einen Petrus Spanda und für das Jahr 1784 einen Petrus Willmuth als Ludimagister. Im Jahr 1787 wird ein Paulus Lampen genannt. Alle diese Nalbacher Lehrer stammten nicht aus dem Nalbacher Tal, sondern waren von auswärts zugezogen.
Im Gefolge der Neuordnungen der Französischen Revolution wurden in allen Teilgemeinden des Nalbacher Tales eigene Schulen eingerichtet, die jedoch im Vergleich zu heutigen Verhältnissen eher behelfsmäßigen Charakter hatten. Bis in die zweite Hälfte des 19. Jahrhunderts hinein finden sich nämlich in den Nalbacher Standesamtsregistern Einträge zu Personen, besonders Frauen, die nicht in der Lage waren, selbständig ihren Namen bei der Unterschriftsleistung einzutragen.
Mit dem Übergang des Nalbacher Tales an das Königreich Preußen im Jahr 1816 wurde offiziell die allgemeine Schulpflicht eingeführt. Im Jahr 1818 richtete man in Trier ein erstes Lehrerseminar ein und es wurden Pfarrschulinspektoren ernannt. Für die Bürgermeistereien auf der rechten Saarseite war dies der Nalbacher Pfarrer Matthias Kimmer. Paulus Lampen, der sich jetzt Paulus Lamp nannte, übernahm die Nalbacher Gemeindeschule. Der Leiter der Dieffler Schule wurde im Jahr 1819 Paul Kiefer. In Körprich unterrichtete der im Trierer Seminar ausgebildete Nikolaus Puhl in einem kleinen Haus unterhalb der Michaelskapelle. In Bilsdorf leitete Peter Scholer den Unterricht und in Piesbach-Bettstadt Johannes Spurk. Alle Gemeindeschulen waren einklassig und verfügten nur über eine einzige Lehrerstelle. Angesichts der prekären Finanzlage in der ersten Hälfte des 19. Jahrhunderts waren die Dörfer des Nalbacher Tales nicht in der Lage, neue Schulhäuser zu errichten. Die Schulpflicht begann mit dem siebten oder achten Lebensjahr und endete mit dem zehnten oder elften. Erst im Jahr 1867 wurde angeordnet, dass die Kinder bis zum vollendeten 14. Lebensjahr schulpflichtig seien. Die Winterschulen wurden ebenfalls aufgehoben.

#### Schulhaus Kirchenweg
In Diefflen wurde der Schulunterricht bis zum Bau eines neuen Schulhauses in der Wiesenstraße (heute Standort des Feuerwehrhauses Diefflen) im Jahr 1863 in der alten Wendelinus-Kapelle im Kirchenweg (heute Nalbacher Straße) erteilt. Die Schule war bis zum Jahr 1858 einklassig und zählte zu dieser Zeit 176 Schüler.

#### Schulhaus Wiesenstraße

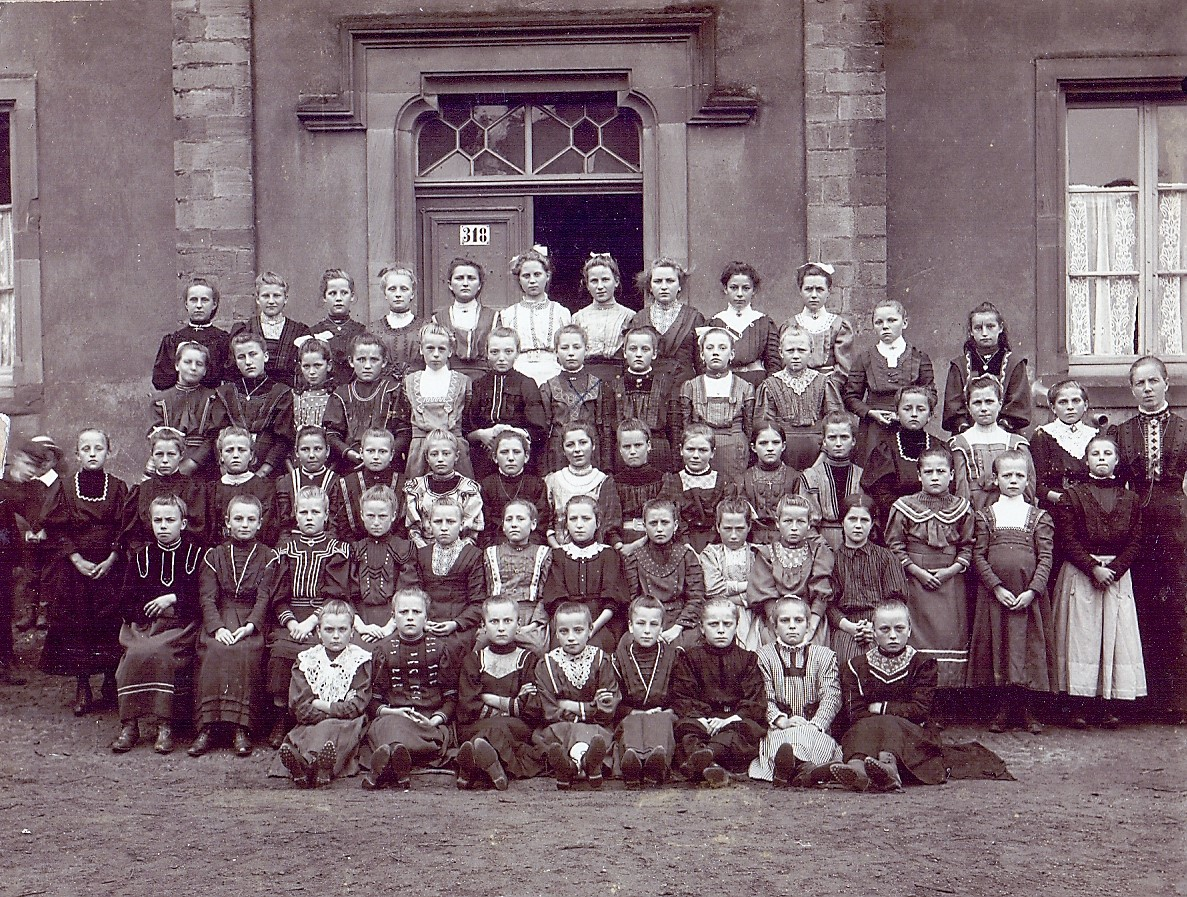
Diefflen, Mädchenschulklasse um 1900 vor dem Schulhaus in der Wiesenstraße am Standort des heutigen Feuerwehrhauses

Das im Jahr 1863 errichtete, schiefergedeckte Schulhaus wies zwei Vollgeschosse und ein Dachgeschoss auf und war in einer Mischung aus klassizistischen und neogotischen Bauformen gestaltet worden. Es wies auf seiner Traufseite fünf Fensterachsen sowie einen Zwerchhausgiebel mit Eingangsportal sowie auf seinen beiden Giebelseiten drei Fensterachsen auf. Portal und Fenster des Mittelrisaliten waren mit Bügelverdachungen geschmückt. Im Zentrum des Giebelfeldes öffnete sich ein Rundfenster mit Bügelverdachung. Auf der linken Giebelseite des Schulgebäudes befand sich ein Geräteanbau der Feuerwehr. Im Jahr 1899 wurden im Schulhaus in der Wiesenstraße mehr als 300 Schüler aufgenommen, sodass sogar Unterricht in umgebauten Ställen erteilt werden musste.

#### Schulhaus Dillinger Straße
Wegen der gestiegenen Schülerzahlen wurde im Jahr 1902 mit dem Bau eines Schulhauses am Babelsberg in der Dillinger Straße begonnen. Es wurde im Jahr 1912 nochmals um sechs Klassen erweitert. Das Schulgebäudes aus den 1860er Jahren in der Wiesenstraße / Ecke Richard-Wagnerstraße diente lange als Kindergarten, bis es dem aktuellen Feuerwehrhaus in den Jahren 1959/1960 weichen musste. Ein neuer Kindergarten war auf dem Nachbargrundstück in der Richard-Wagner-Straße erstellt worden.

#### Schulhaus Richard-Wagner-Straße
In den Jahren 1962/63 errichtete die Gemeinde Diefflen nach den Plänen des Dillinger Architekten Konrad „Conny“ Schmitz ein großes neues Schulgebäude mit zwei Klassenzimmertrakten, einem Verwaltungsbau mit Schüler-WC´s, einer überdachten Pausenhalle, einer Turnhalle mit Außensportanlagen sowie einem Innenhof-Arboretum in der Richard-Wagner-Straße. Der Schule wurde der Name „Primsschule“ gegeben. Bis 1983 wurde das Gebäude um eine zweite, größere Sporthalle mit Zuschauertribüne ergänzt.
Im Jahr 1970 wurde die Dieffler Hauptschule aufgelöst und die Klassen 5–9 in die Dillinger Odilienschule ausgegliedert. Die freigewordenen Räume wurden umgehend einer neuen Nutzung zugeführt:
Durch das starke Anwachsen der Schülerzahlen des Dillinger Gymnasiums (im Jahr 1973 auf über 2100 Schüler; damit eines der zahlenmäßig stärksten Gymnasien Deutschlands) wurden der gesamte Trakt II des neuen Schulgebäudes in der Richard-Wagner-Straße und der gesamte Altbau der ehemaligen Volksschule in der Dillinger Straße am Babelsberg als Gymnasialgebäude genutzt.
Erst mit dem Neubau eines Zweiggebäudes des Gymnasiums in der Dillinger Karcherstraße (und der Übernahme eines Traktes der ehemaligen evangelischen Volksschule ebenfalls in der Karcherstraße), der im Jahr 1982/1983 fertiggestellt war, verlegte das Gymnasium seinen Betrieb wieder ganz nach Dillingen. Das Schulgebäude am Babelsberg wurde in den 1980er Jahren abgerissen und durch eine umfangreiche Wohn- und Hotelanlage ersetzt.

## Infrastruktur und Wirtschaft

### Eisenbahn
Der nächste Personen- und Güterbahnhof ist der im Jahr 1858 eröffnete Bahnhof Dillingen (Saar). Er ist ein Bahnknoten an der Saarstrecke der Deutschen Bahn (Saarbrücken-Trier-Koblenz) mit Abzweig der Niedtalbahn ins französische Thionville sowie der Primstalbahn.
Die Eisenbahnstrecke Dillingen-Primsweiler sollte nach der Planungen der Gemeinderäte im Jahr 1888 ursprünglich am rechten Primsufer über Dieffler Gemeindegebiet führen. Sie sollte die Bahnstrecke Trier-Hermeskeil-Wemmetsweiler und Trier-Saarbrücken durch eine Querstrecke verbinden. Die Eisenbahnverwaltung entschied sich jedoch für eine Streckenführung auf der linken Primsseite. Die Bauarbeiten wurde 1897 begonnen und bis 1901 fertiggestellt. Der Diefflen nächstgelegene Bahnhof war Nalbach. Gleichzeitig wurde der Dillinger Bahnhof erweitert, mit einer Bahnunterführung versehen und von Rangklasse II auf Rangklasse I befördert, da Dillingen nun der bedeutendste Knotenpunkt der Strecke Saarbrücken-Trier war. Im Juni 1980 wurde der Personenverkehr auf der Strecke durch das Primstal eingestellt. Der Güterverkehr verläuft weiterhin nach Bedarf über die Strecke. Auf dem Teil des Betriebsgeländes der Dillinger Hütte, das auf der Dieffler Gemarkung auf der linken Primsseite liegt, befinden sich sechs Gleisstränge, die das Walzwerk 2 bedienen.

### Öffentlicher Personennahverkehr
Im Jahr 1913 wurden im Landkreis Saarlouis sieben elektrisch betriebene Straßenbahnlinien (Elektrische Straßen- und Kleinbahnen im Kreis Saarlouis) gebaut. Den Betrieb führte die Eisenbahnbau-Gesellschaft Becker & Co GmbH in Berlin, die auch den Bau ausgeführt hatte. Eine dieser Straßenbahnlinien führte von Saarlouis nach Dillingen und eine zweite von Dillingen über Diefflen nach Nalbach. Der Gemeinderat hatte im Jahr 1907 den Bau der Straßenbahn beschlossen, da Diefflen beim Bau der Eisenbahnlinie nicht berücksichtigt worden war. Nach der Kanalisierung der Dorfbäche wurden die Gleise verlegt und am 10. Oktober 1912 wurde der Straßenbahnbetrieb probeweise eingeführt. Die offizielle Inbetriebnahme erfolgte am 18. Oktober 1913. Seit dem Jahr 1928 gibt es eine Autobuslinie von Diefflen nach Düppenweiler. Im Zeitraum von 1953 bis 1963 wurde von Straßenbahn- auf Omnibusbetrieb umgestellt, wobei ab 1960 die Busse französischer Hersteller durch deutsche Busse abgelöst wurden.
Das gesamte Gemeindegebiet (mit Dillingen und Pachten) ist heute durch acht Buslinien der im Jahr 1913 gegründeten Kreisverkehrsbetriebe Saarlouis vernetzt und mit dem Umland verbunden. Hinzu kommen fünf Bahnbuslinien.

### Straßenverkehr
Diefflen ist über mehrere Autobahnanschlussstellen an das nationale und internationale Fernstraßennetz angebunden: Die Anschlussstellen Dillingen-Mitte (Nr. 8) und Dillingen-Süd (Nr. 10) liegen an der A 8. Zudem wird Diefflen über das dazwischenliegende Autobahndreieck Saarlouis (Nr. 9) auch an die A 620 angebunden. Im Jahr 1953 wurde anstelle der alten Furt über die Prims eine Betonbrücke errichtet.

### Flughäfen im näheren Umkreis

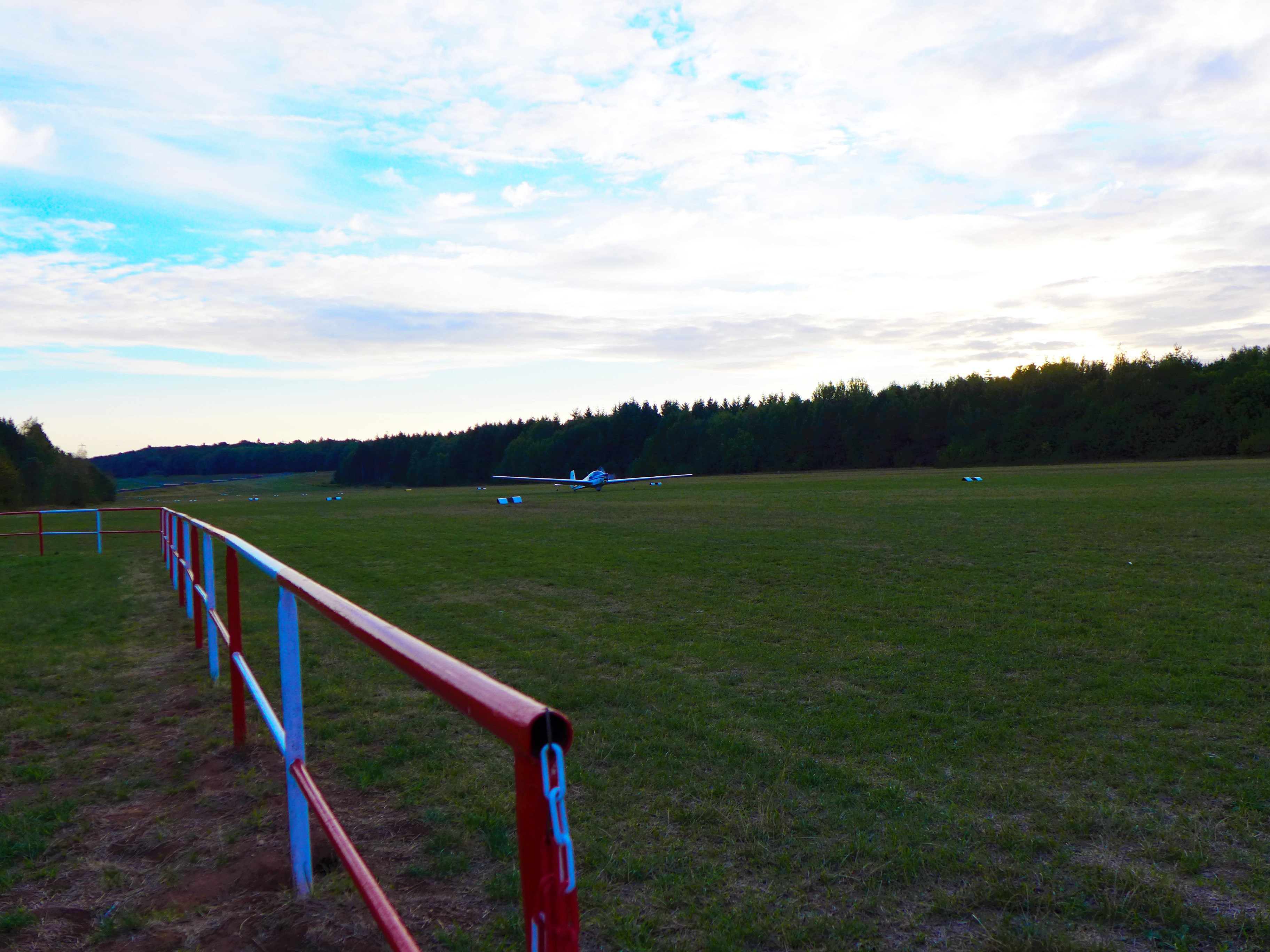
Diefflen, Segelflugplatz, Flugzeug im Landeprozess

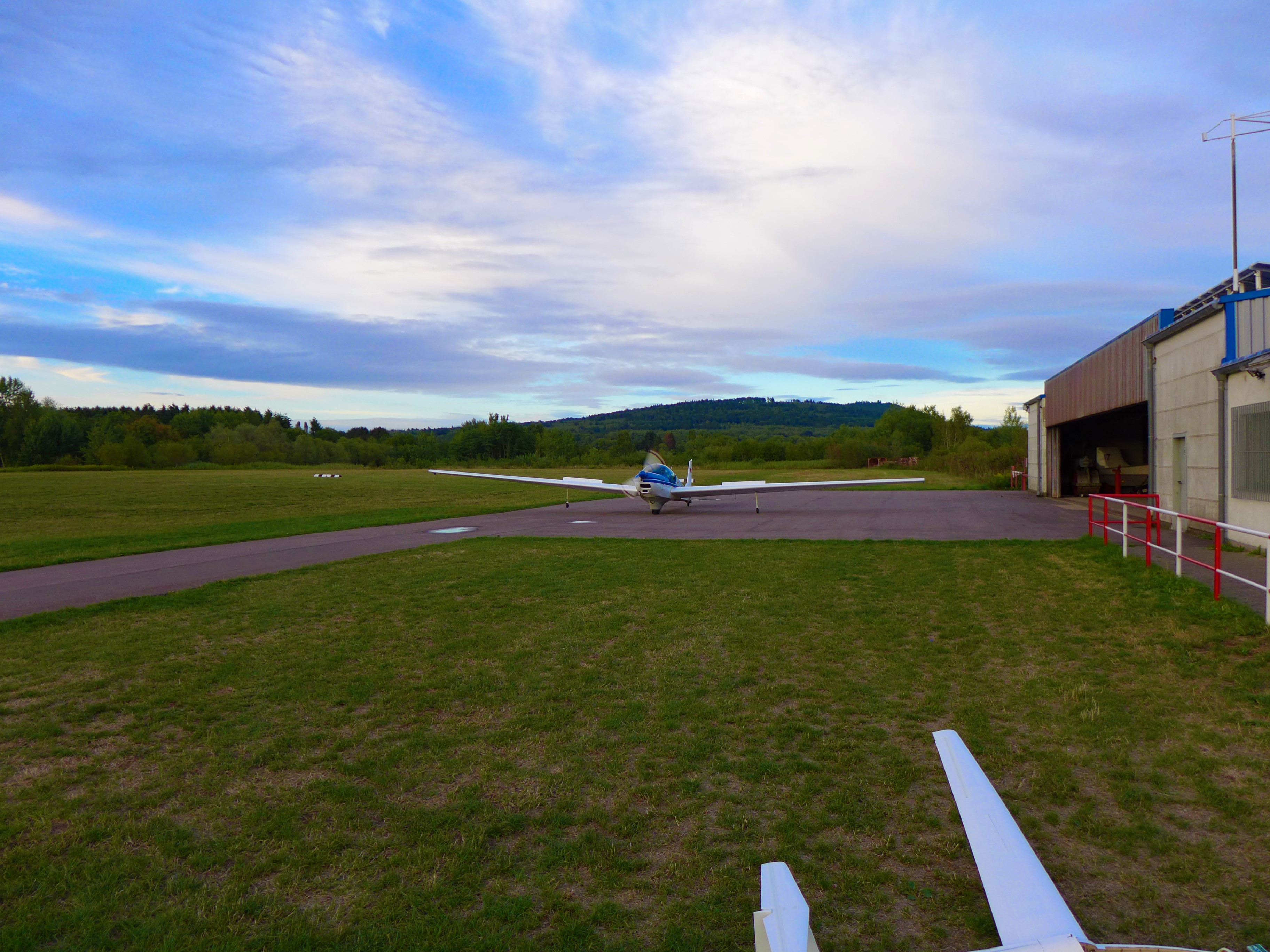
Diefflen, Segelflugplatz, Gelandetes Flugzeug vor dem Hangar

In einem Radius von 100 km um Diefflen herum befinden sich mehrere Flughäfen:
- Flughafen Saarbrücken
- Flughafen Luxembourg-Findel
- Flughafen Hahn im Hunsrück
- Flugplatz Zweibrücken
- Flugplatz Saarlouis-Düren als Verkehrslandeplatz für Privatmaschinen
- Segelfluggelände Dillingen in Diefflen

### Post

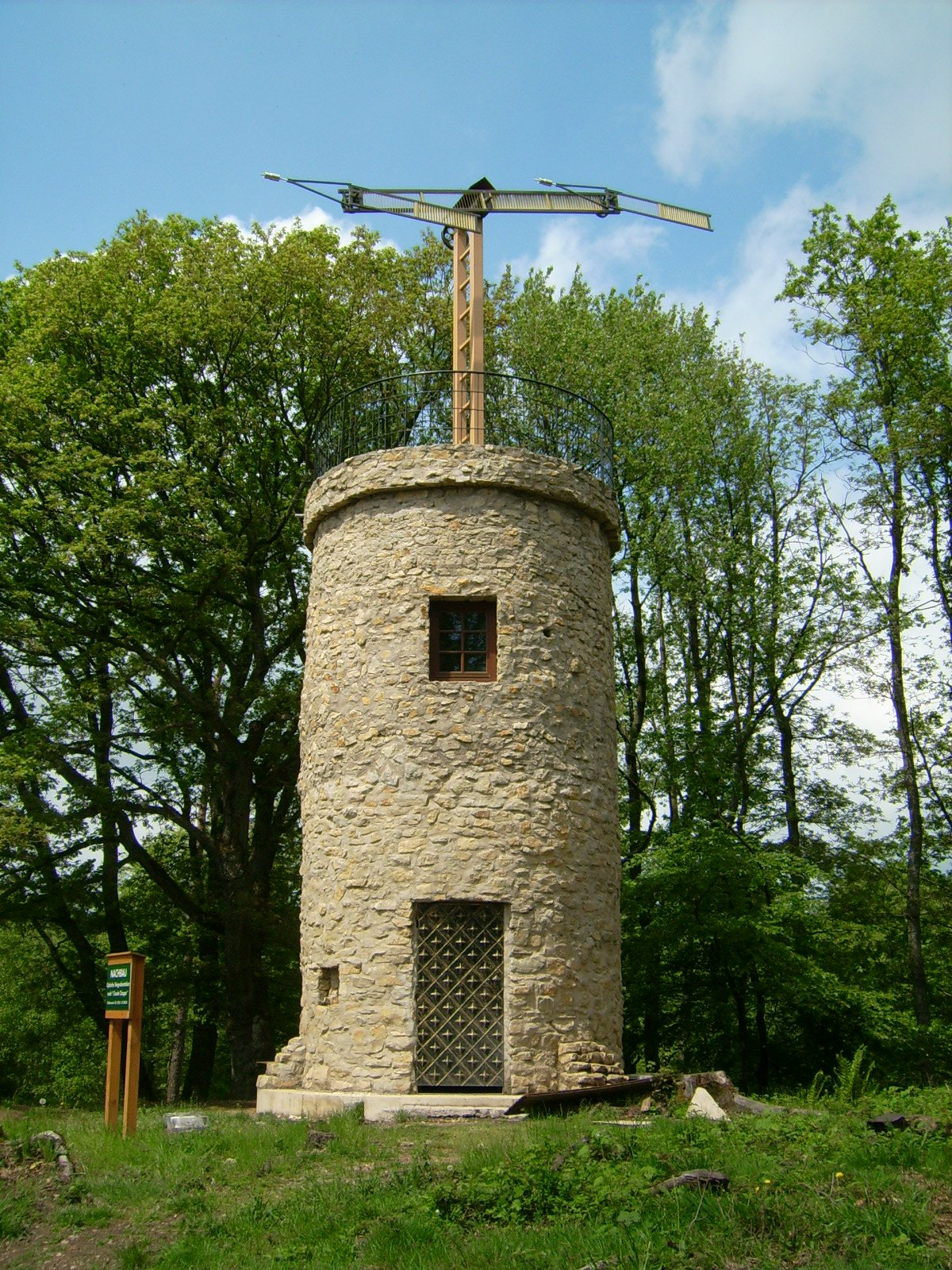
Rekonstruktion des Optischen Telegraphen auf dem Litermont

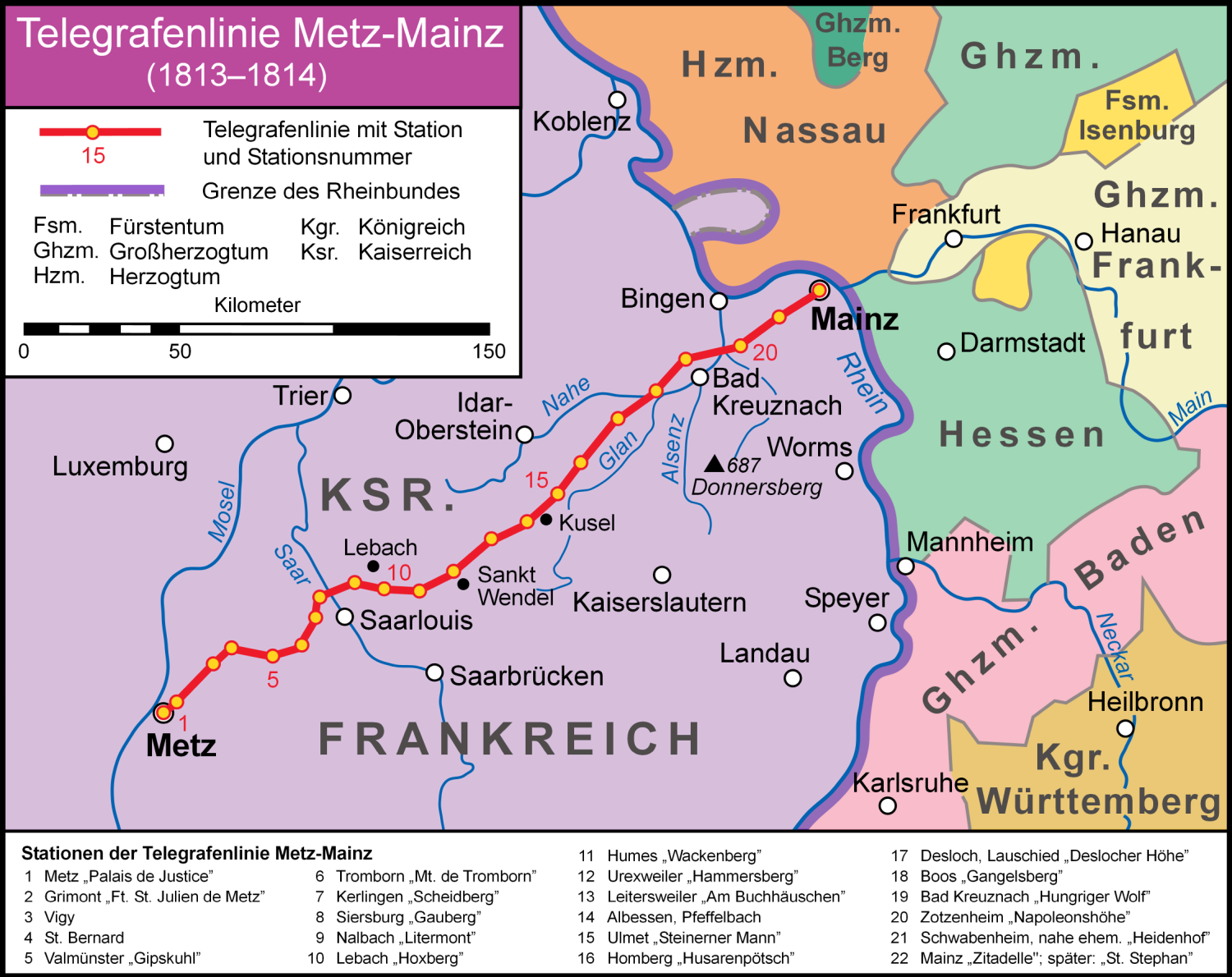
Telegrafenlinie Metz-Mainz

#### Napoleonische Zeit
Im Jahr 1813 wurde auf Befehl Kaiser Napoleons die erste optische Staats-Telegraphenlinie Deutschlands (Strecke Metz-Mainz, Linienlänge 225 km) nach dem System von Claude Chappe errichtet und am 29. Mai 1813 in Betrieb genommen. Somit war eine telegraphische Verbindung von Paris nach Mainz möglich geworden. Die Signallinie verlief über das heutige Dieffler Gemeindegebiet. Die Signal-Stationen, die Diefflen umgaben, waren der Siersberg und der Litermont. Die nächste Station war der Hoxberg. Mit den drei hölzernen Signalbalken konnte man bei gutem Wetter 196 Zeichen bilden. Die Signalanlage auf dem Litermont stand vermutlich auf einem hölzernen Gerüst. Zur 1050-Jahr-Feier der Gemeinde Nalbach wurde nach dem Vorbild des Signalturmes auf der elsässischen Burg Hohbarr bei Zabern mit den Planungen zum Bau eines steinernen Signalturmes auf dem Litermont begonnen. Die Signalstangen sind zum Zweck einer besseren Witterungsbeständigkeit aus Metall.

#### Preußische Eroberung
Mit der preußischen Eroberung des linksrheinischen Gebietes unter Gebhard Leberecht von Blücher wurde die Signallinie unterbrochen und kurze Zeit später der Telegraphen-Betrieb komplett eingestellt. Mit der Zuweisung des Nalbacher Tales an das Königreich Preußen durch den Wiener Kongress verfiel die Anlage.

#### Königlich-preußische Zeit
Am 3. August 1816 wurde durch den kommissarischen Landrat des neugegründeten Landkreises Saarlouis Jakob Christian Schmeltzer das Postwesen für Diefflen neu geordnet und Briefboten mit Verwaltungspost zweimal wöchentlich zu Fuß durch das Kreisgebiet geschickt. Zwar wurde auch Privatpost befördert, doch aufgrund hoher Analphabetenraten und mangelnden Bedarfs blieb dies in engen Grenzen. Am 30. April 1838 wurde die Reitpost auf der Strecke Saarlouis-Trier eingestellt. 1846 wurde das Landbrief-Bestellinstitut ins Leben gerufen. Die Postboten waren an bestimmten Wochentagen tätig, ab 1865 dann an allen Wochentagen außer sonntags. Die Personenbeförderung der Post ab Dillingen gewährleistete die Poststrecke Saarbrücken-Trier.
Nach Eröffnung der Eisenbahn in Dillingen wurde am 20. Januar 1858 die „Postexpedition Dillingen“ (II. Klasse) eröffnet. Nun fuhr täglich eine Landpostkutsche als einspänniges Pferdefuhrwerk mit Kastenaufbau von Dillingen über Diefflen in alle Orte des Nalbacher Tales, um Post und Personen zu befördern.
Seit dem 1. Juli 1891, als in Nalbach eine Postagentur eröffnete, wurde die Post von Dillingen aus mit der Postkutsche nach Nalbach befördert und von dort aus durch Landzusteller täglich in Diefflen und im Nalbacher Tal zugestellt. Aufgrund des Anwachsens der Dieffler Bevölkerung (1875: 982 Einwohner; 1900: 1958 Einwohner) wurde am 16. Mai 1903 in Diefflen eine eigene Postagentur mit Telegraphenbetrieb eröffnet. Diese Postagentur war auch für die Wohnstätten Bierbach und die Dieffler Ziegeleien zwischen Diefflen und Düppenweiler zuständig. Die Postagentur war dem Postamt Dillingen zugeordnet und in der Gastwirtschaft und Gemischtwarenhandlung des Dieffler Gemeindevorstehers Johann Scherer-Schamper in der Dorfstraße 98 (heute etwa Standort des Dieffler Dorfbrunnens auf dem Dorfplatz) untergebracht.
Seit dem Jahr 1901 wurde die gesamte Post des Nalbacher Tales von Dillingen aus mit der Bahn zum Bahnhof Nalbach-Saarwellingen befördert und von dort bis zum Jahr 1923 mit der Postkutsche weiterbefördert. Ab 1923 erfolgte die Weiterbeförderung durch Postboten mit Fahrrad, ab 1928 per Straßenbahn. Ab dem Jahr 1924 wurde die Dieffler Post mit dem Stempelaufdruck „Diefflen (Saar)“ versehen. Am 1. Mai 1937 wurde die Landkraftpostlinie 1, die zweimal täglich die Strecke Dillingen-Diefflen-Nalbach-Piesbach-Körprich befuhr, eröffnet. Damit verbunden war die Beförderung der Postagentur Diefflen zur Poststelle I.

#### Zweiter Weltkrieg
Aufgrund der Evakuierung Dillingens mit dem Beginn des Zweiten Weltkrieges musste das Dillinger Postamt am 3. September 1939 geräumt werden. Das Postamt Dillingen wurde nach Erfurt verlegt und konnte erst am 1. Juli 1940 wieder in Dillingen eröffnet werden. Am 1. Oktober 1942 wurde das Postamt Diefflen in eine Zweigstelle des Postamtes Dillingen umgewandelt. Am 1. Dezember 1944 wurde das Dillinger Postamt zum zweiten Mal geräumt und nach Deidesheim in der Rheinpfalz verlegt.

#### Nachkriegszeit
Nach dem Zweiten Weltkrieg wurde der Postbetrieb im Saarland auf Anordnung des Regierungspräsidiums Saar bereits am 28. Juli 1945 aus der Postorganisation der übrigen französischen Zone herausgelöst. Unter der Aufsicht der „Oberpostdirektion Saar“ kam der Postverkehr allmählich wieder in Gang. Am 17. November 1947 wurde das Postamt der „Post-, Telegraphen- und Telephon-Verwaltung des Saarlandes“ unterstellt. Am 1. Januar 1957 wurde das Postamt mit der Angliederung des Saarstaates an die Bundesrepublik Deutschland der Oberpostdirektion Saarbrücken der Deutschen Bundespost unterstellt.
Am 1. Oktober 2005 wurde das im Jahr 1961 errichtete Postamt Diefflen in der Düppenweilerstraße 5 geschlossen.
Die Deutsche Post unterhält heute im Dillinger Stadtgebiet mehrere Filialen, Paketshops und sogenannte Verkaufspunkte.

### Wasserversorgung

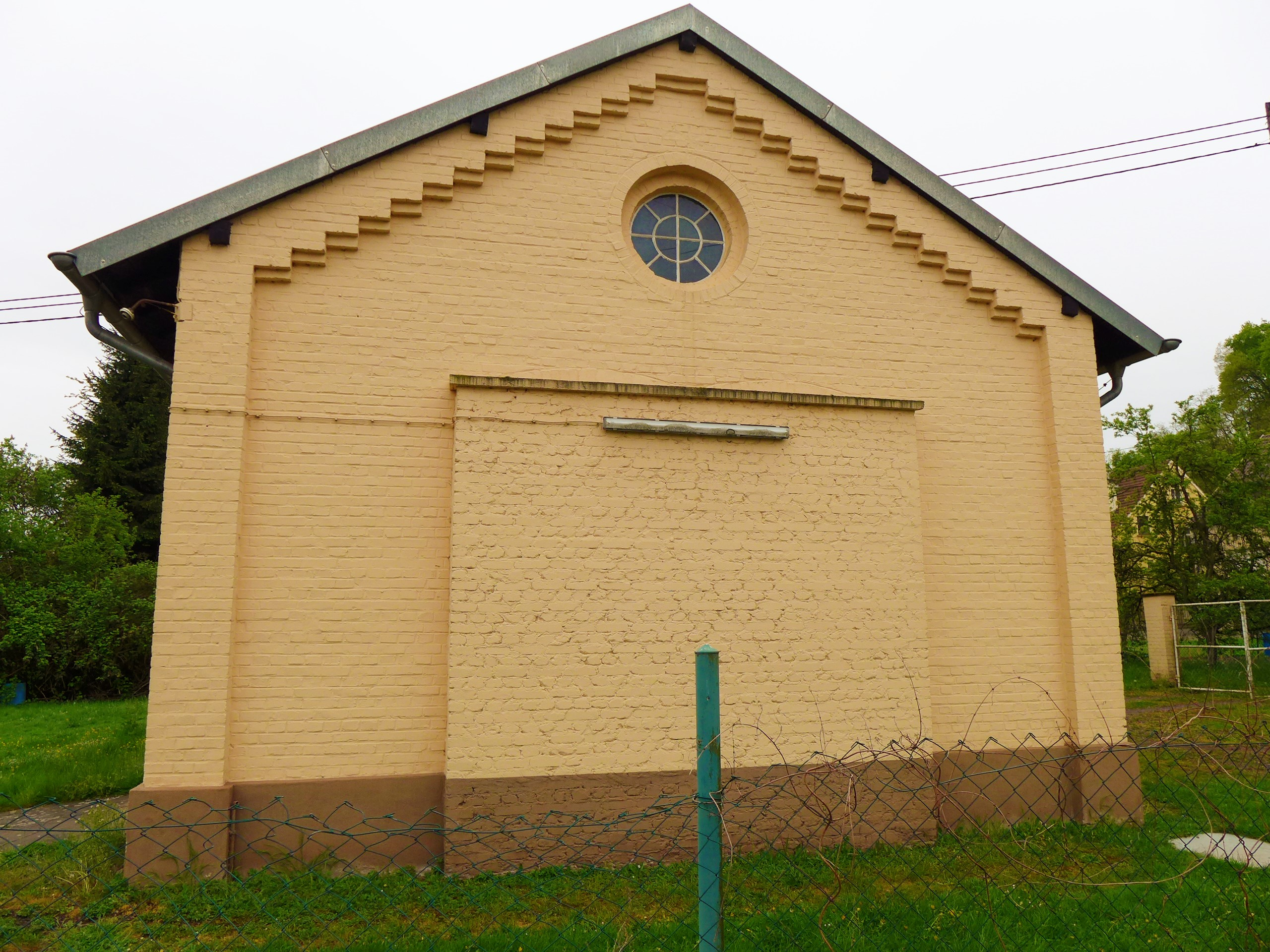
Diefflen, Pumpenhaus der Dillinger Hütte auf dem Gelände der Hüttenkolonie, Flur 8

#### Historische Situation
Bis zum Jahr 1878 gab es im heutigen Dillinger Stadtgebiet nur Grundwasser-Ziehbrunnen (mundartlich: „Pütz“) und einen Quellbrunnen (mundartlich: „Burren“) in Pachten. Einfachere Wassergewinnungsvorrichtungen waren die sogenannten „Burkeschen“ bzw. „Borrenkeschden“, die in ca. 3–4 m Bodentiefe Rieselwasser sammelten, das allerdings oft stark sedimenthaltig war. Zum Waschen wurde deshalb zumeist Regenwasser oder Flusswasser benutzt. In Diefflen geschah dies an der Prims, was der alte Flurname „Bei der Weschen“ noch anzeigt.
Dungstätten und Abortgruben befanden sich oft in der unmittelbaren Nähe und verseuchten das Grundwasser. Folge waren immer wieder ausbrechende Seuchen.

#### Zentrale Wasserversorgung
Im Jahr 1894 wurden durch die Dillinger Hütte Bohrversuche nach Wasser auf dem Dieffler Bann unternommen. Um sich den natürlichen Wasserdruck zu Nutze zu machen, fanden die Bohrungen in der Nähe des Litermontes statt. Die Bohrungen waren wenig erfolgreich. Erst im Jahr 1895 fand man ein lohnendes Wasservorkommen am Dieffler Babelsberg. Das gefundene Wasser wurde von den Hüttenwerken genutzt, aber auch für die Bevölkerung wurde ein Anschluss verlegt und die Gemeinde Diefflen erhielt im Jahr 1899 als Gegenleistung für die Nutzung des Gemeindewassers durch die Hütte vier öffentliche gusseiserne Ventilbrunnen („Drücker“) in der Ortsmitte, am Kirchenweg (Nalbacher Straße), an der Scheif und auf der Schnurr. Später auch einen „Drücker“ an der alten Schule in der Wiesenstraße. Hausleitungen wurden ab dem Jahr 1923 verlegt. Dabei kaufte die Gemeinde Diefflen die von der Dillinger Hütte ab dem Jahr 1895 verlegten Rohrleitungen.
Heute verfügt Diefflen mit der Stadt Dillingen über drei Wasserwerke: Das Wasserwerk im Wald oberhalb der Pachtener Heide versorgt die Innenstadt Dillingens. Das Wasserwerk Heiligenberg versorgt durch natürliches Gefälle die Innenstadt sowie die Stadtteile Überm Berg und Pachten. Der Stadtteil Diefflen wird über einen Hochbehälter mittels natürlichen Gefälles versorgt. Der Hochbehälter am Babelsberg verfügt über zwei getrennte Kammern mit einem Fassungsvermögen von je 750 m³ Trinkwasser. Die Abgabemenge beträgt hier etwa 500 – 600 m³ / Tag. Das Trinkwasser für die gesamte Stadt Dillingen wird in den Gebieten Haienbachtal, Diefflen und Kondeler-Bachtal gewonnen und in das Stadtnetz eingespeist.

### Energieversorgung

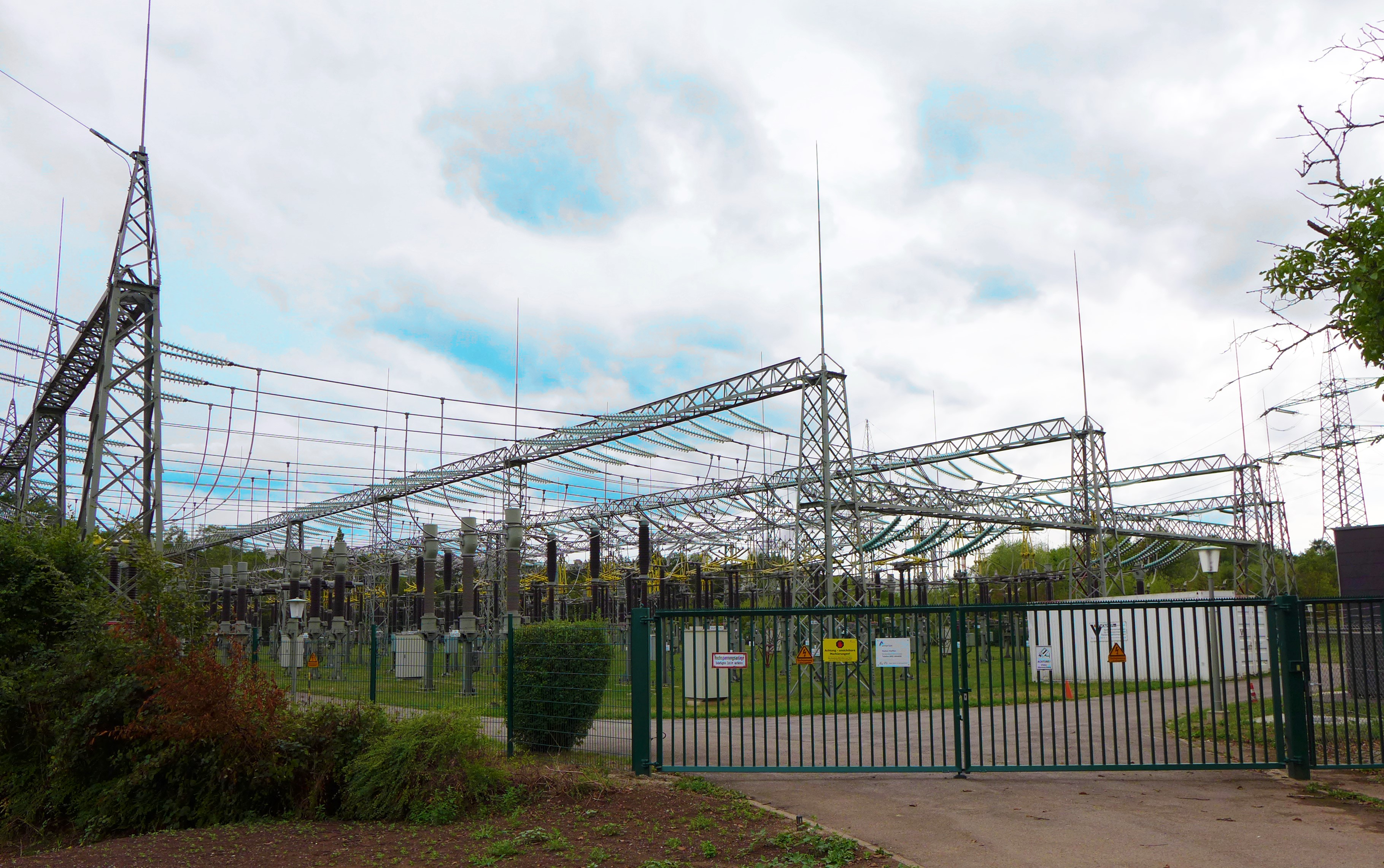
Diefflen, 220-kV-Schaltwerk des Übertragungsnetzbetreibers Amprion zwischen Umgehungsstraße und Prims, Flur 8, Gewann „In den Bäuningen“

Im Jahr 1923 wurde Diefflen an das Stromnetz der im Jahr 1912 als Electricitäts- und Gas-Vertriebsgesellschaft Saarbrücken (SVG) gegründeten „Saarland-Lothringen-Elektrizitäts-AG“ (SLE), heute VSE AG (Vereinigte Saarländische Elektrizitätswerke), angeschlossen.
Die „Stadtwerke Dillingen/Saar GmbH“ versorgt heute das Gemeindegebiet mit Energie. Das Unternehmen ist ein lokales Energieversorgungsunternehmen für Strom und Erdgas sowie Wasserversorger mit etwa 70 Mitarbeitern. Ein kaufmännischer und ein technischer Geschäftsführer vertreten die Gesellschaft. Der Aufsichtsrat besteht aus 14 Mitgliedern. Vorsitzender des Aufsichtsrates ist der Bürgermeister der Stadt Dillingen/Saar.
Beteiligt an der Stadtwerke Dillingen/Saar GmbH sind die Verkehrs- und Energiebeteiligungsgesellschaft der Stadt Dillingen/Saar mbH mit 46 Prozent, die Stadt Dillingen/Saar mit 5 Prozent und die energis GmbH mit 49 Prozent. Die Umwandlung vom Eigenbetrieb der Stadt Dillingen/Saar zur GmbH erfolgte am 1. Januar 1971. Im Jahr 2010 wurde die Stadtwerke Dillingen/Saar Netzgesellschaft mbH gegründet.
Vorgelagerter Hochspannungsnetzbetreiber ist die VSE Verteilnetz GmbH. An der Übergabestation „Schlachthof“ werden 35 kV, an der Übergabestation „Pachten“ 110 kV übernommen. Von dort aus wird der Strom über 114 Netzstationen in das 10-kV- bzw. 0,4-kV-Netz geleitet.
Vorgelagerter Gasnetzbetreiber ist die Creos Deutschland. Die Gasversorgung erfolgt über vier Gasübergabestationen in das rd. 115 km lange Niederdrucknetz. Seit Dezember 1977 wird das gesamte Versorgungsgebiet mit Erdgas in H-Qualität beliefert.

### Abfallentsorgung
Die Abfallentsorgung in Diefflen geschieht durch den Entsorgungsverband Saar (EVS).

### Feuerwehr

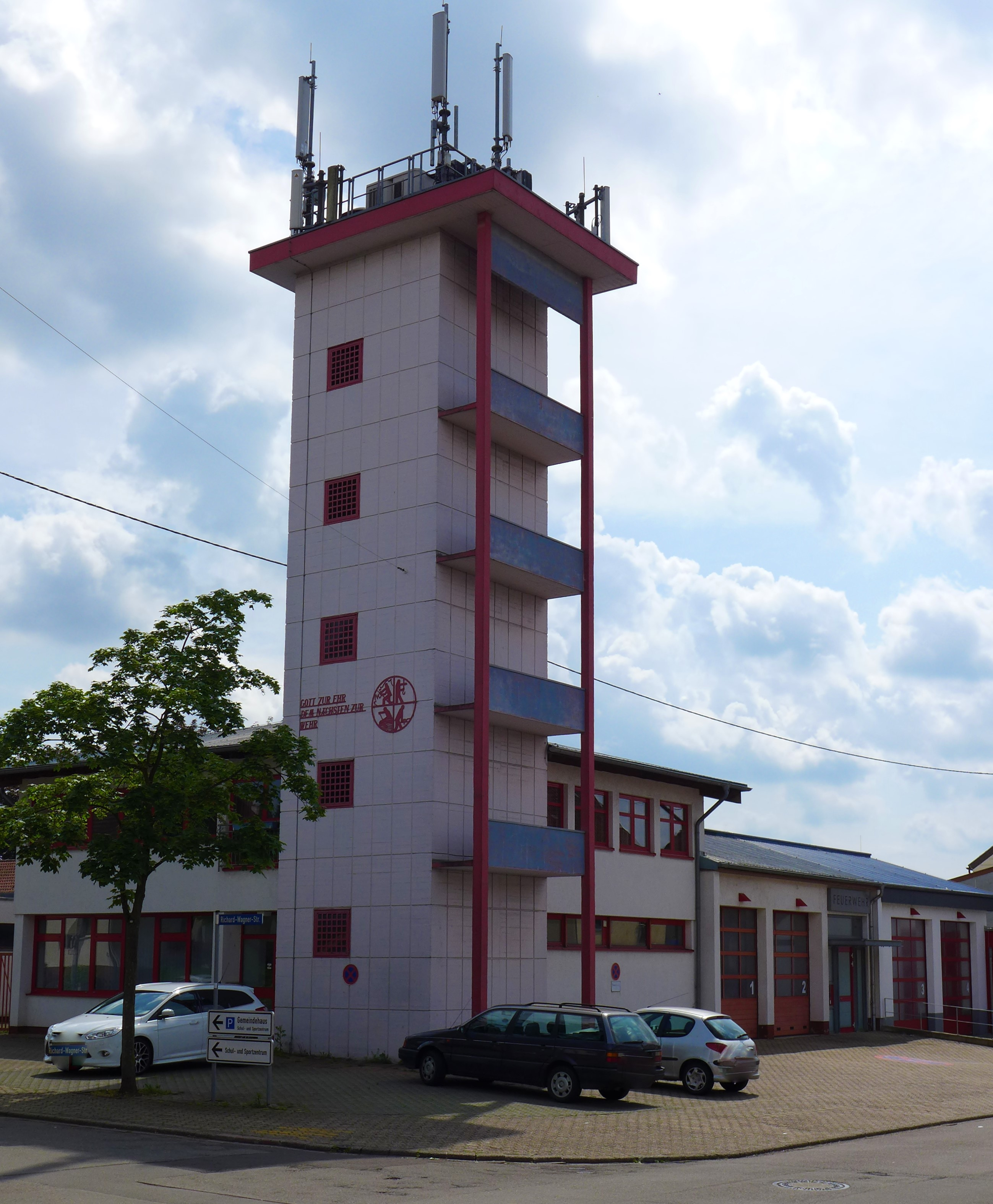
Diefflen, Feuerwehrhaus, hier stand bis zum Jahr 1958 das alte Schulhaus in der Wiesenstraße aus dem Jahr 1863

Die Freiwillige Feuerwehr Dillingen unterhält in der Innenstadt und in Diefflen Feuerwehrhäuser. In Diefflen organisierte sich nach dem großen Dorfbrand vom 13. August 1876 und dem Großbrand auf der Gemarkung „Auf der Scheif“ von 1882 im Jahr 1904 die Freiwillige Feuerwehr. Bevor in den Jahren 1907/08 ein Feuerwehrhaus unterhalb der Kirche errichtet werden konnte, war das Gerät bis zu einem Brand in der alten Schule in der Wiesenstraße eingelagert. Das Feuerwehrhaus wurde bei der Vergrößerung des Platzes vor der Kirche abgetragen und unter Ortsbürgermeister Willi Dräger im Jahr 1960 ein neues Feuerwehrhaus mit Turm an der Stelle der alten Schule in der Wiesenstraße errichtet. Im Jahr 2011 wurde das Dieffler Feuerwehrhaus umgebaut und erweitert.
Das aktuelle Dillinger Feuerwehrhaus wurde in den Jahren 1979 bis 1981 auf dem Gelände der Sporthalle Merziger Straße errichtet.

### Lehmabbau und Lehmverarbeitung
Die im Bereich der Hochfläche weitverbreiteten Terrassenlehme wurden hinsichtlich ihrer Qualität und der Mächtigkeit ihrer Vorkommen in Diefflen seit frühester Zeit als Baumaterial genutzt. Seit dem Jahr 1860 entstand auf der Hochfläche weitab von der Hauptsiedlung eine erste gewerbliche Ziegelhütte. In der zweiten Hälfte der 1860er Jahre siedelte sich in der Nähe zur ersten gewerblichen Ziegelhütte ein zweites lehmverarbeitendes Unternehmen an. Produziert wurden Backsteine und Dachziegel. Die Lehmgruben befanden sich in unmittelbarer Nähe zu den Fertigungsstätten. Der Lehm wurde im Tagebau auf einem Areal von 1,5 ha bis zu einer Tiefe von 2 m abgebaut, anschließend mit Wasser versetzt, durch einen Schneckengang mit tierischem Antrieb geknetet, in das gewünschte Produkt geformt, getrocknet und durch das mit Kohle betriebene Feuer der Schürküche in Brennöfen gebrannt. Die Produkte wurden ohne Zwischenhandel per Pferdefuhrwerk zum Käufer gebracht. In der Prosperitätsphase nach der Reichsgründung siedelte sich in Diefflen noch ein dritter Ziegeleibetrieb an. Hier wurde im Feldbrandverfahren gearbeitet. Bei diesem Verfahren wurden die getrockneten Produkte auf einer Fläche von ca. 4 m² längs und quer so geschichtet, dass genügend Hohlräume vorhanden waren. Die Hohlräume wurden mit Holzkohle oder Kohle ausgefüllt. Dann wurde der ganze Stapel wie bei einem Holzkohlenmeiler mit Lehm so abgedeckt, dass nur zwei Öffnungen verblieben. Die Holzkohle wurde in Brand gesetzt und nach fünf bis sechs Tagen war der Brennvorgang beendet. Ab den 1930er Jahren bis zum Beginn des Zweiten Weltkrieges erlebte der Lehmabbau in Diefflen nochmals eine letzte Blüte. Der abgebaute Lehm wurde jedoch nicht mehr an Ort und Stelle verarbeitet, sondern per Lkw nach Saarlouis-Roden zur Ziegelei Stein befördert.

### Kiesabbau

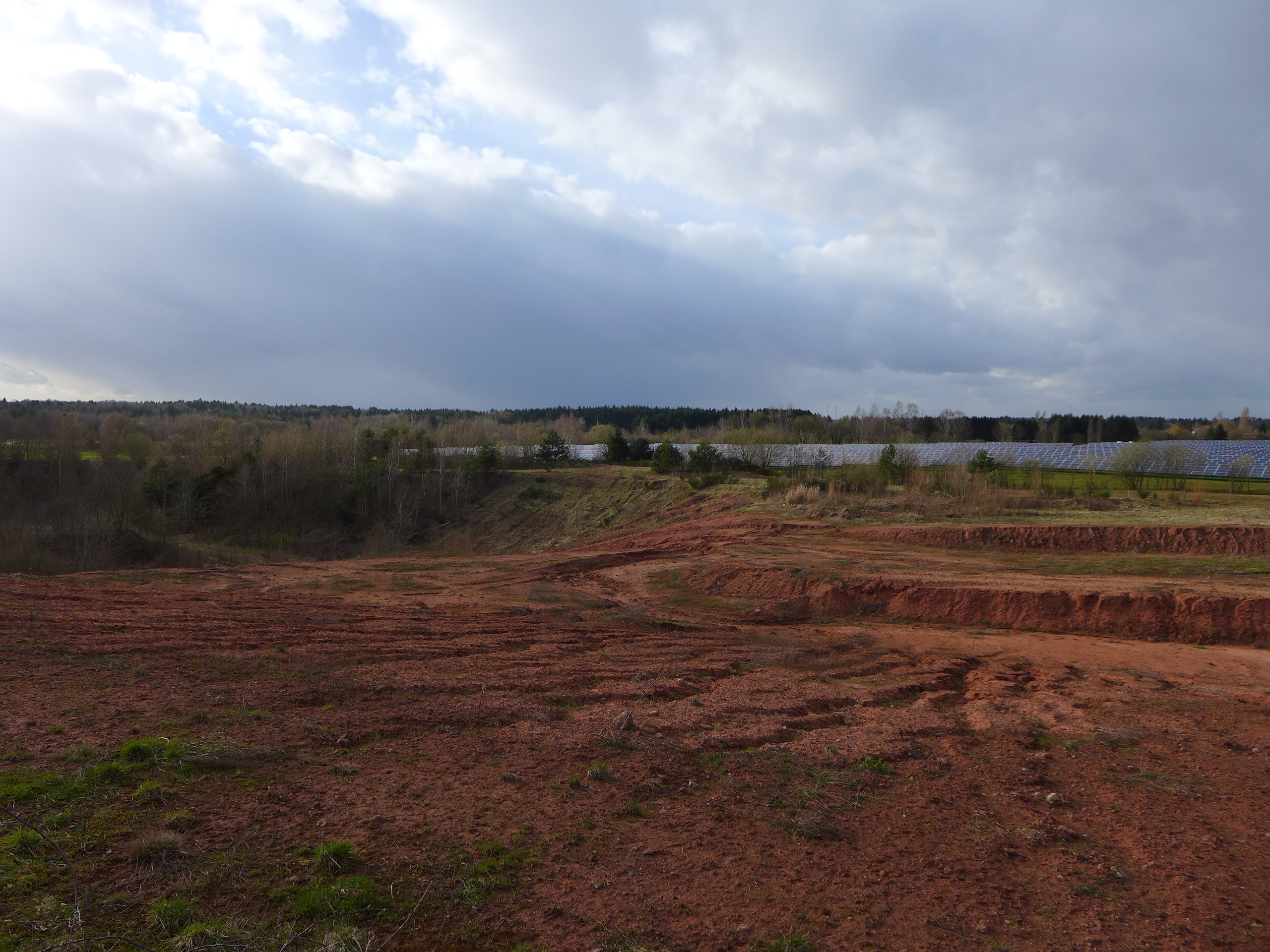
Diefflen, Kiesabbaugebiet auf der Hochfläche, im Hintergrund Nutzung des ehemaligen Abbaugebietes durch Photovoltaik

Ab den 1950er Jahren begannen mehrere Unternehmen auf unterschiedlichen Standorten in der Dieffler Auenzone in großem Umfang Sand und Kies abzubauen. Der Abbau erfolgte zunächst in Form der Nassbaggerei bis maximal 2,5 m Tiefe. War die Ausbeutung des Feldes abgeschlossen, nutzte man die entstandenen Hohlformen entweder dadurch, dass sie als wilde Deponien für Abraummaterial dienten, oder dadurch, dass sie geflutet und zu Fischteichen umfunktioniert wurden. Seit den 1960er Jahren war im Kiesabbau nach Absprachen mit den anderen Abbauunternehmen nur noch die Firma Rupp in der Dieffler Gemarkung damit befasst, Sand- und Kieslagerstätten auszubeuten. Daneben begann sie nun auch mit der industriellen Verarbeitung der Rohprodukte. Da zu diesem Zweck sehr große Wassermengen notwendig waren, wurden die Produktionsanlagen in der Auenzone direkt an der Prims errichtet. Sukzessive entstanden auf einem 4,6 ha großen Gelände eine Kieswaschanlage, ein Beton- und ein Bitumenwerk sowie die notwendigen Lagerflächen. Zusätzlich schuf man große Schlammweiher in ausgebeuteten Lagerstätten und verband diese über Rohrleitungen mit den Verarbeitungsbetrieben.
Nachdem im Jahr 1961 der erste Betrieb die Produktion aufgenommen hatte, reichten die in der Auenzone gewonnenen Mengen an Kies und Sand nicht mehr aus. So begann man, ein 30 ha großes Gelände auf der Hochfläche südlich der Gemarkung „Am Pachtener Wald“ auszubeuten. Die Lagerstätte bestand aus 10 m mächtigen günzkaltzeitlichen Schottern, die mit Sand- und Lehmbändern durchsetzt waren. Die im Trockenabbau gewonnenen Materialien wurden mit ca. 20 firmeneigenen LKWs mitten durch das Dorf zu den Betrieben in der Auenzone transportiert und hier weiterverarbeitet, was bis heute zu einer enormen Lärm- und Umweltbelastung führt. Als Anfang der 1970er Jahre der Materialabbau auf der Hochfläche teilweise zu Ende ging, setzten hier Rekultivierungsmaßnahmen auf dreierlei Arten ein. Ein kleineres Areal diente als Müllkippe, wurde nach der Verfüllung mit Erde abgedeckt und danach aufgeforstet. Ein anderes Areal blieb als aufgeforstete Hohlform erhalten. Die restlichen Flächen wurden mit Abraummaterial der Dillinger Hütte verfüllt, um dann zu einem Segelflugplatz umfunktioniert zu werden. Insgesamt wurden so ca. 55 ha Gemeindefläche (ein Zehntel der Gemarkungsfläche Diefflens) vollkommen umgestaltet.

### Süßmosterei
Im Jahr 1963 errichtete der im Jahr 1889 gegründete Dieffler Obst- und Gartenbauverein in der Augrät eine Süßmostereianlage.

### Wirtschaft

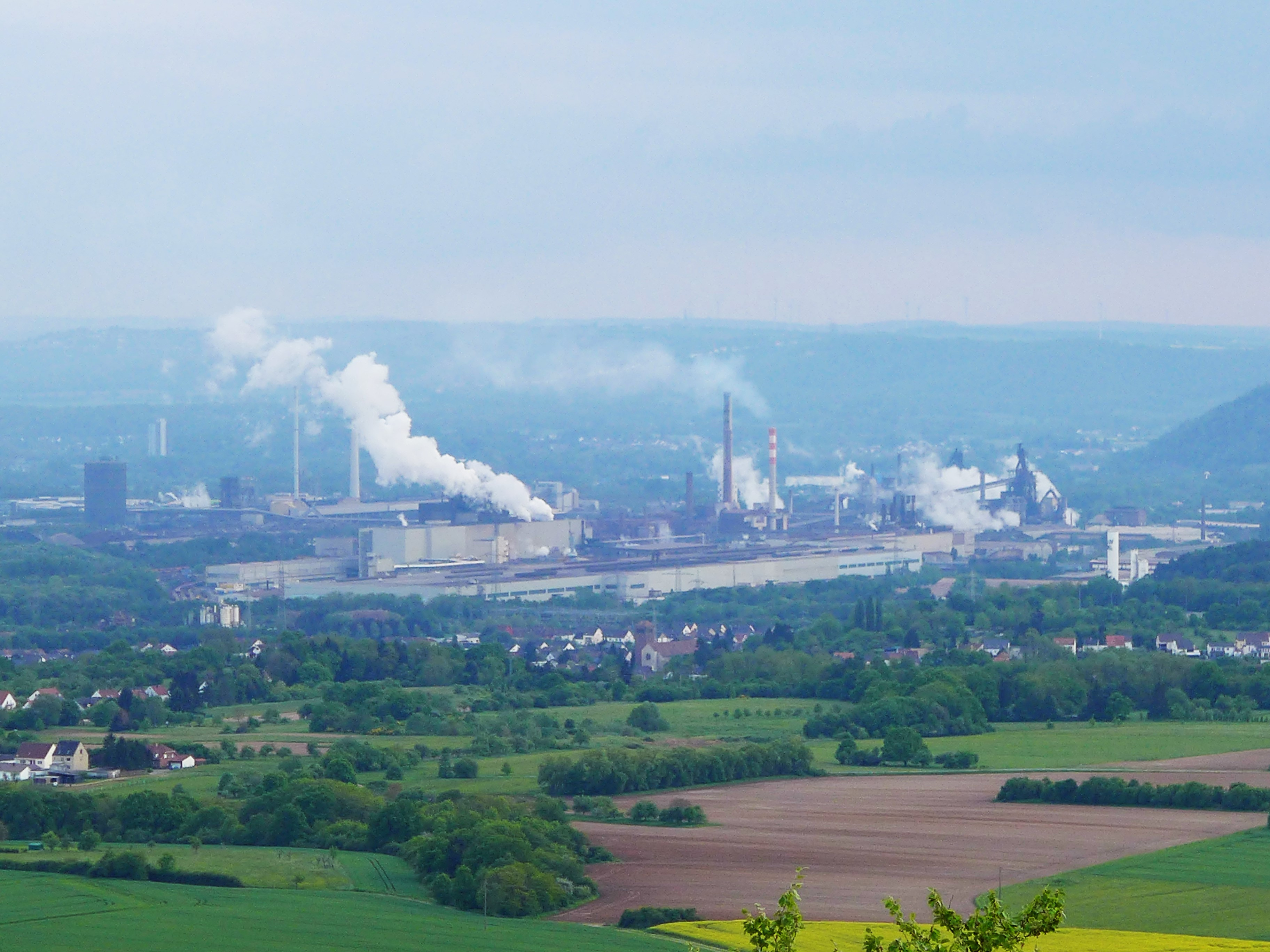
Diefflen mit der Dillinger Hütte im Hintergrund vom Litermont aus gesehen, im Mittelgrund die Dieffler Kirche, im Vordergrund das Litermontvorland

Die wichtigsten Arbeitgeber in der unmittelbaren Umgebung Diefflens sind der Stahlindustrie sowie metallverarbeitenden Betrieben und dem Handwerk zuzuordnen. Beispiele dafür sind die Dillinger Hütte, die Bartz-Werke, die Dillinger Fabrik gelochter Bleche sowie die NEMAK-Alugießerei. Die Automobilbranche ist mit den Ford-Werken auf dem Röderberg vertreten. In der Genussmittelindustrie sind die Werke der Firma Trumpf Schokolade in Fraulautern und Saarwellingen zu nennen. Zahlreiche Arbeitsplätze bieten auch verschiedene Einzelhandelsunternehmen. Die Arbeitslosenquote des Landkreises Saarlouis betrug im April 2016 5,4 %. Die Erwerbslosenquote im Kreisgebiet reduzierte sich bis November 2017 auf 4,8 %. Im Mai 2018 lag die Arbeitslosenquote im Kreisgebiet bei 4,6 %.

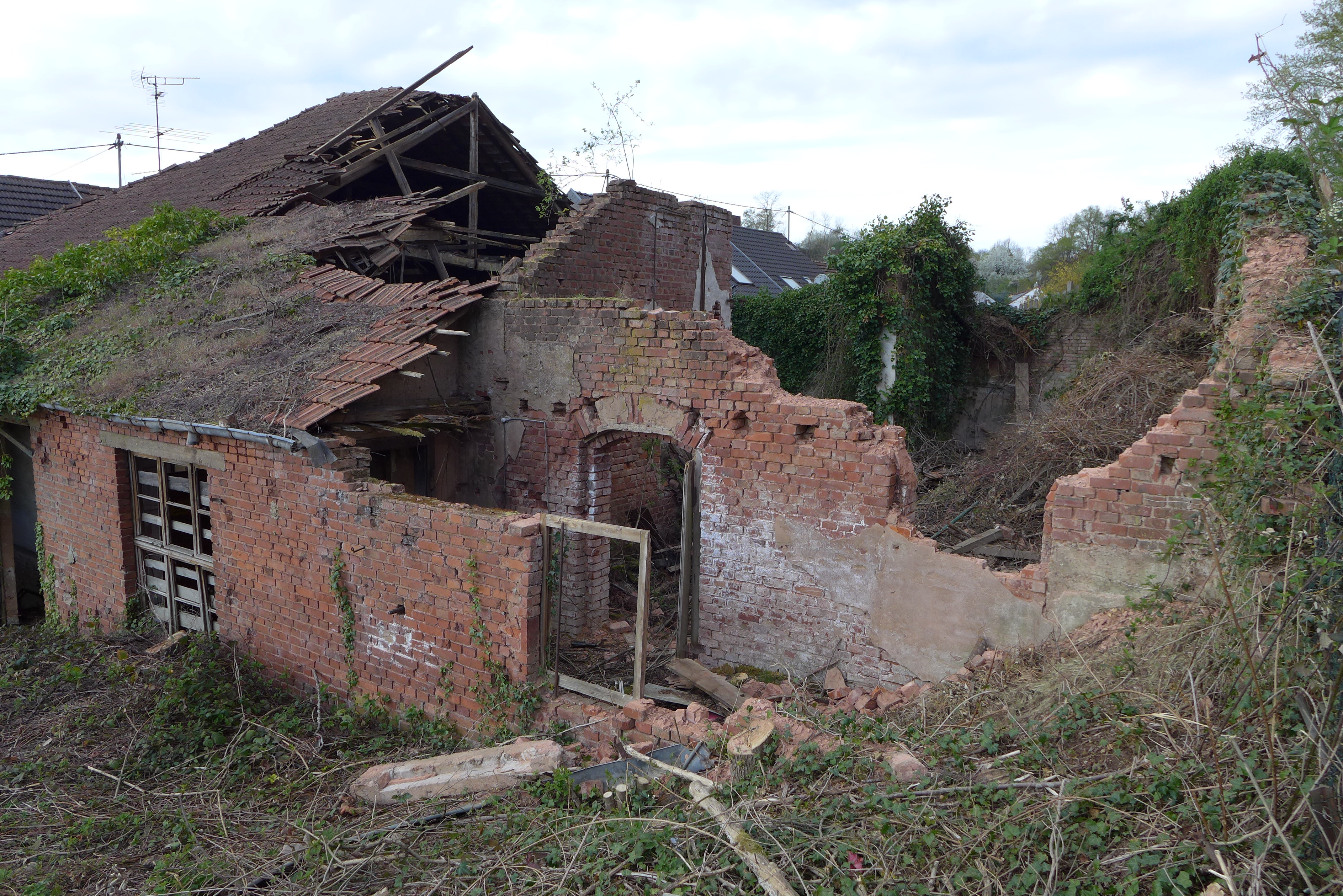
Abriss des Festsaales des historischen Binnerschbacher Hofes in Diefflen, 2020
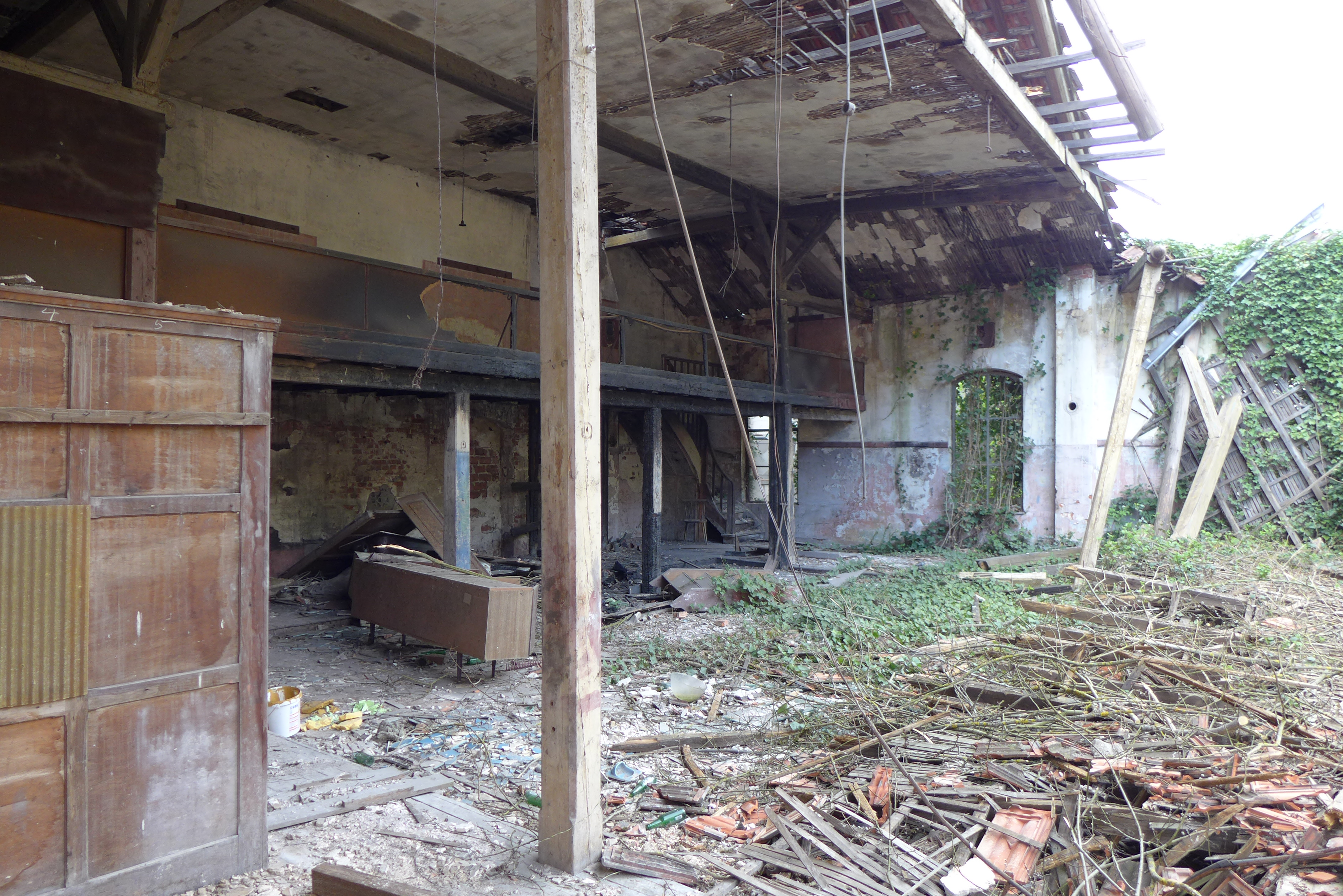
Abriss des Festsaales des historischen Binnerschbacher Hofes in Diefflen, 2020
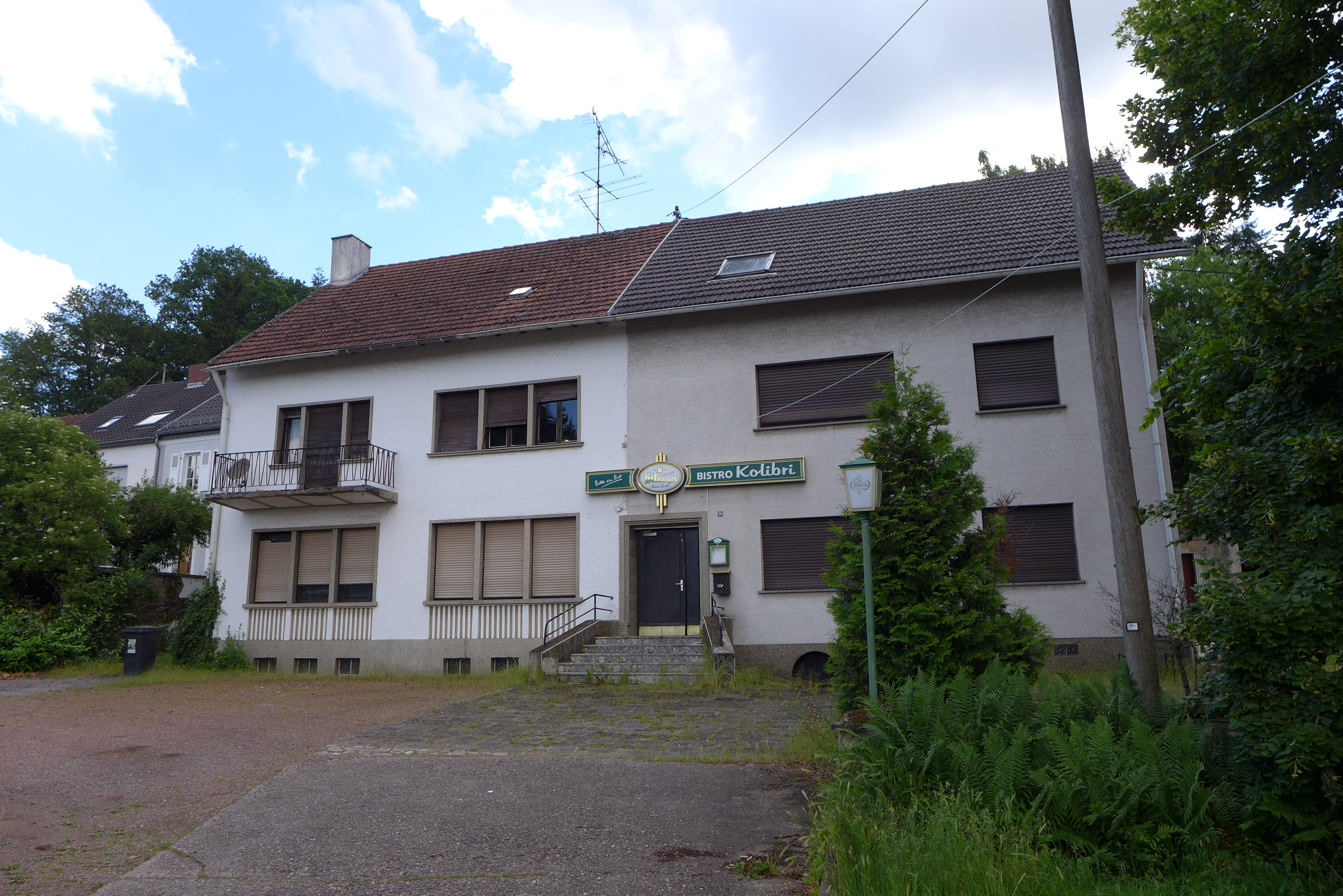
Leerstehende Gebäude des historischen Binnerschbacher Hofes/Gasthaus Heckmann in Diefflen vor dem Abriss
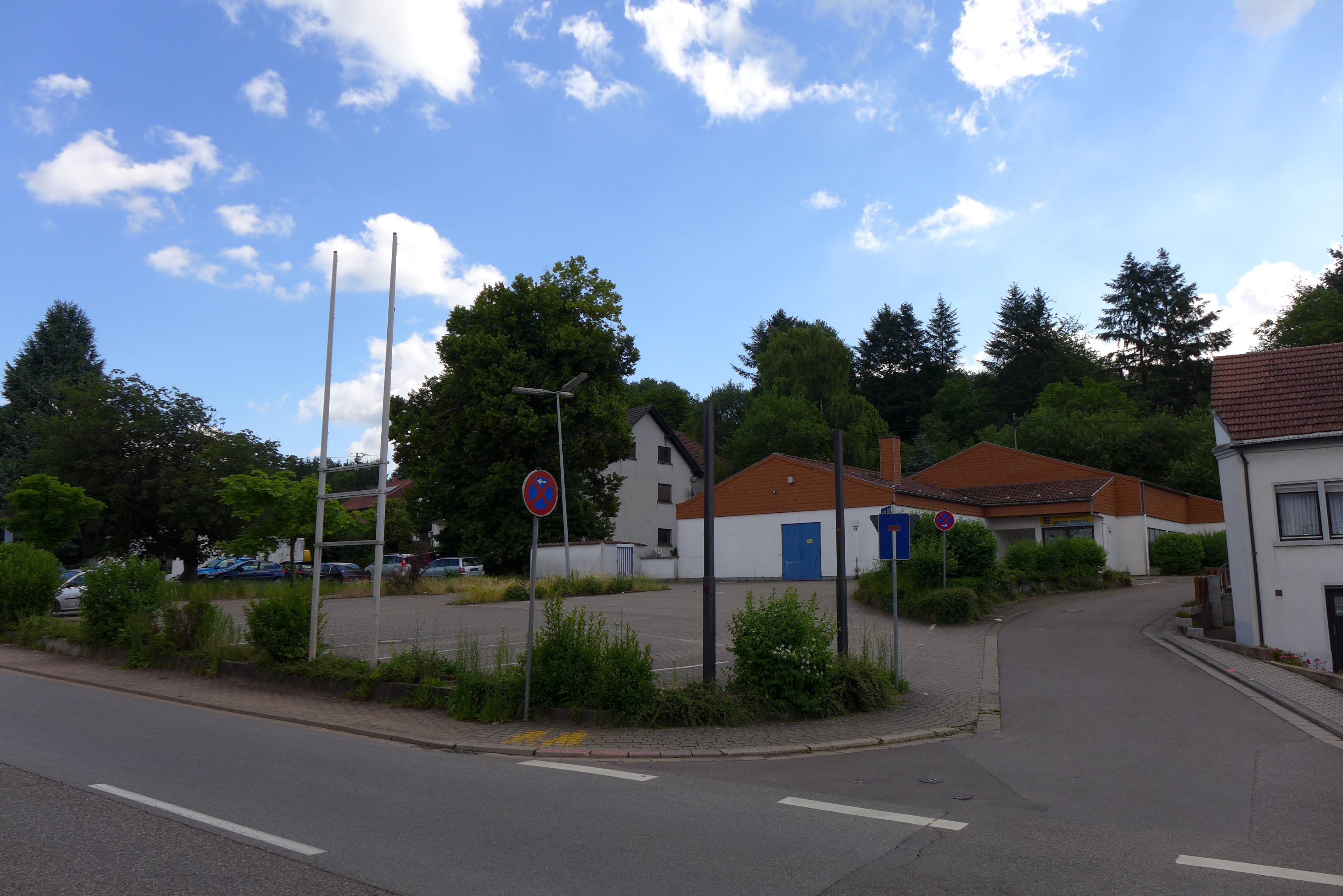
Lebensmittelmarkt in der Düppenweilerstraße vor dem Abriss; in der Bildmitte die historische Linde
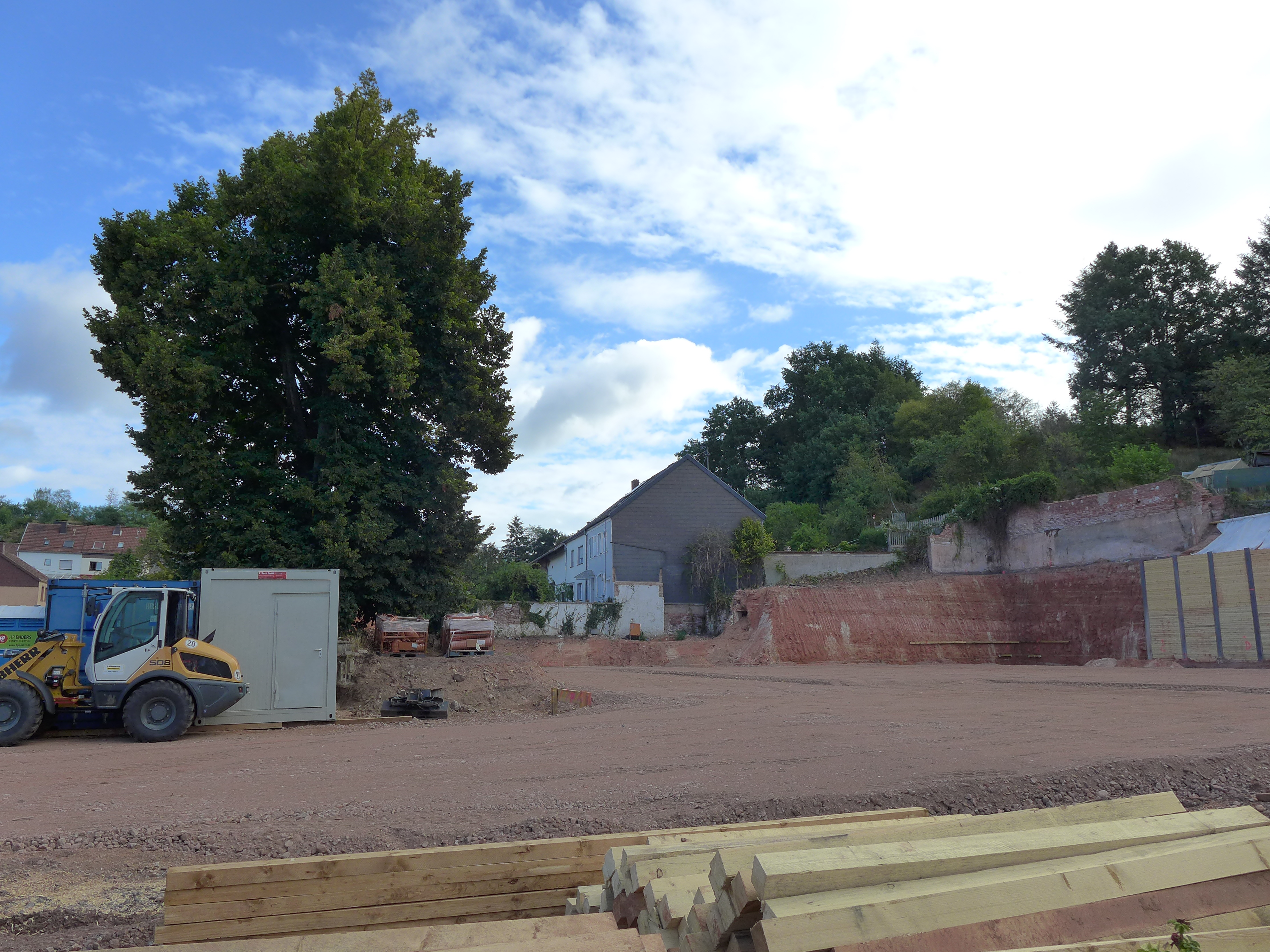
Die ca. 200-jährige Linde beim Abriss des historischen Binnerschbacher Hofes und des früheren Lebensmittelmarktes in Diefflen, 2020
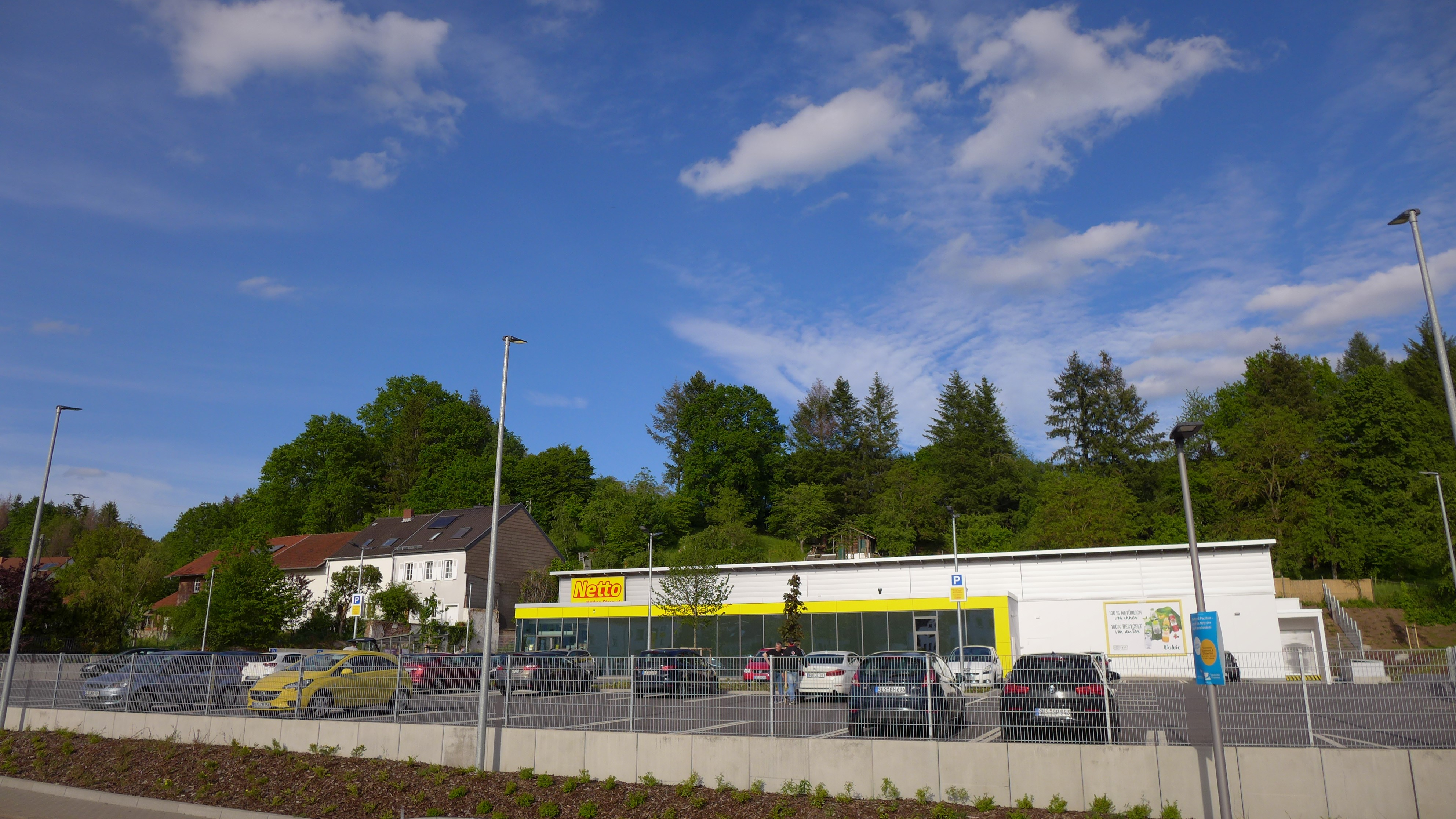
Diefflen Lebensmittelmarkt in der Düppenweilerstraße an der Stelle des ehemaligen Gasthauses Heckmann, Mai 2021

In den 1970er Jahren eröffnete in Diefflen ein größerer Lebensmittelmarkt im ehemaligen Kino am heutigen Dorfplatz. Der Betrieb zog 1989/90 in einen Neubau in der Düppenweilerstraße gegenüber der Einmündung der Schlung um. Zu diesem Zweck war ein größeres historisches Bauerngehöft abgerissen worden. Im Jahr 2020 beseitigte man das Gebäude des Lebensmittelmarktes sowie die daneben befindliche ehemalige Tankstelle mit Autoreparaturwerkstatt sowie das gesamte Areal des historischen Binnerschbacher Hofes, um einen neuen Lebensmittelmarkt mit etwa 900 m² Verkaufsfläche zu errichten. Die im Laufe der Zeit mehrfach veränderten Gebäude des historischen Hofes hatten lange Jahre als Gasthaus gedient. Der große Festsaal des Gasthauses war in der unmittelbaren Zeit nach dem Zweiten Weltkrieg als Notkirche der Pfarrei St. Josef und St. Wendelin genutzt worden, da die Pfarrkirche durch Artilleriebeschuss stark zerstört war. Im Dezember 2020 wurde auf dem Areal ein neuer Lebensmittelmarkt eröffnet. Die Rückwand des Bühnenhauses des Festsaales blieb erhalten. Die vermutlich 200-jährige Linde vor dem Gasthaus wurde trotz Bürgerprotesten und Erhaltungszusagen des Investors letztlich doch gefällt.

## Religion
Die Zählung hinsichtlich der Religionszugehörigkeit für das Statistische Porträt der Stadt Dillingen/Saar für das Jahr 2011 (Zensus 9. Mai 2011), veröffentlicht im April 2012, ergab folgendes Ergebnis:
– bei Deutschen:
| Bevölkerung nach Religion/Konfession – Gesamtes Stadtgebiet | Bevölkerung nach Religion/Konfession – Gesamtes Stadtgebiet | Bevölkerung nach Religion/Konfession – Gesamtes Stadtgebiet | Bevölkerung nach Religion/Konfession – Gesamtes Stadtgebiet | Bevölkerung nach Religion/Konfession – Gesamtes Stadtgebiet |
| ----------------------------------------------------------- | ----------------------------------------------------------- | ----------------------------------------------------------- | ----------------------------------------------------------- | ----------------------------------------------------------- |
|                                                             |                                                             |                                                             |                                                             |                                                             |
| Römisch-katholisch                                          | Römisch-katholisch                                          |                                                             | 67,20 %                                                     | 67,20 %                                                     |
| Evangelisch                                                 | Evangelisch                                                 |                                                             | 12,20 %                                                     | 12,20 %                                                     |
| Religionsgemeinschaftslos:                                  | Religionsgemeinschaftslos:                                  |                                                             | 13,40 %                                                     | 13,40 %                                                     |
| Andere Religion/Christl. Konfession                         | Andere Religion/Christl. Konfession                         |                                                             | 4,60 %                                                      | 4,60 %                                                      |
| Keine Angabe o. konfessionslos                              | Keine Angabe o. konfessionslos                              |                                                             | 15,20 %                                                     | 15,20 %                                                     |
|                                                             |                                                             |                                                             |                                                             |                                                             |

– bei Ausländern:
- Römisch-katholisch: 1.257
- Evangelisch: 70
- Muslimisch: 677 (= 25,6 %); Quote Dillingen: 3,3 %, Quote Deutschland: 4,5 %
- Religionsgemeinschaftslos: 632 (= 24,0 %)
- Sonstige: 5

### Christentum

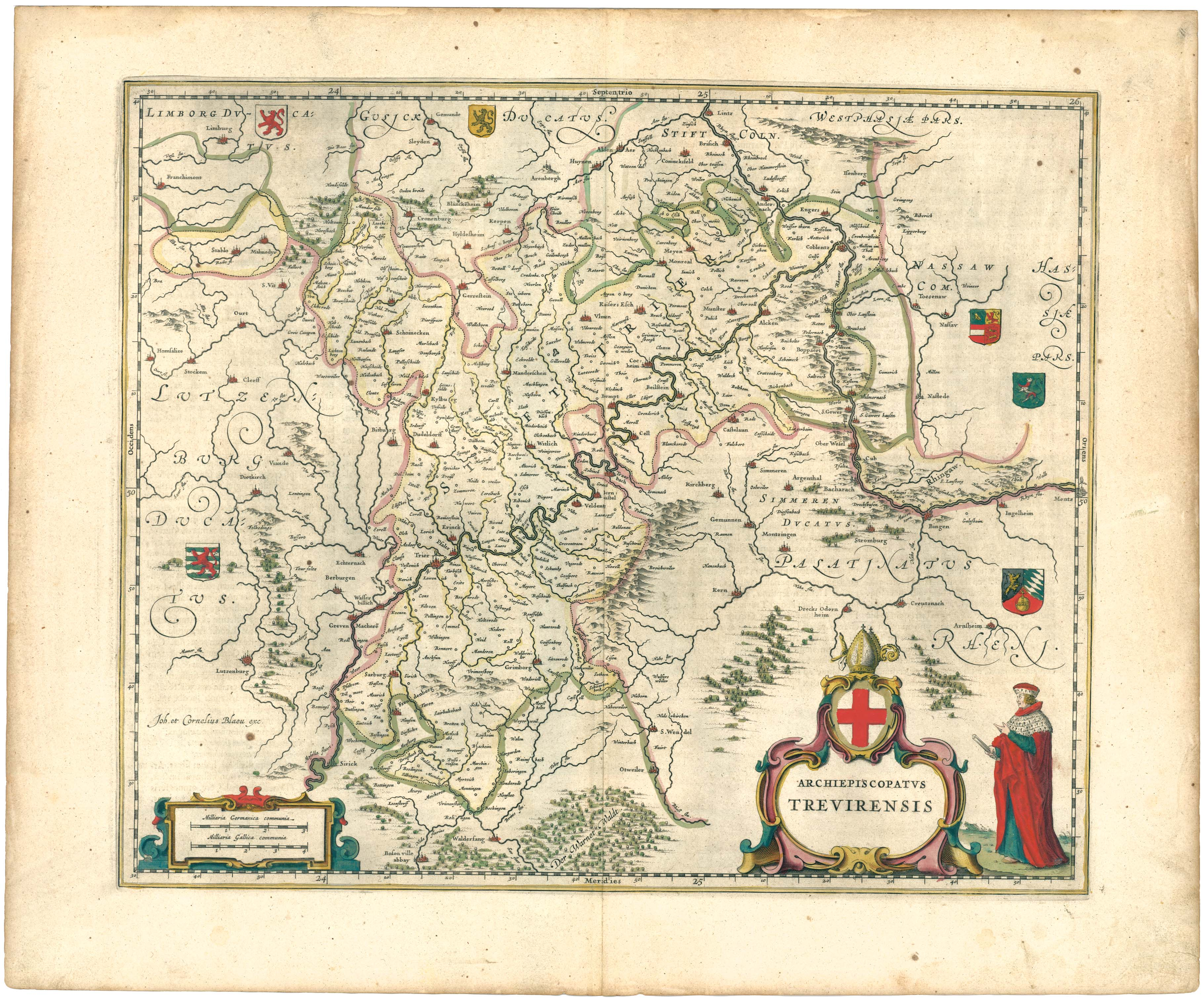
Archiepiscopatus Trevirensis im Jahr 1645, Das Nalbacher Tal befindet sich etwa in der Mitte des unteren Kartenrandes. Die Talorte sind nicht eigens verzeichnet, da sie zu dieser Zeit Trier nur kirchlich, aber nicht lehensmäßig unterstehen.

Diefflen gehört zum katholischen Bistum Trier (Kirchenprovinz Köln) bzw. zur Evangelischen Kirche im Rheinland. Die Zuordnung zur katholischen Trierer Kirchenprovinz basiert noch auf der römischen Provinzaufteilung Kaiser Diokletians. Anhand des beim Abbruch der alten Pachtener Kirche im Jahr 1891 gefundenen Ursussteines mit einem Christusmonogramm ☧ lässt sich belegen, dass bereits im 3. bzw. 4. Jahrhundert n. Chr. Menschen christlichen Glaubens in der unmittelbaren Umgebung Diefflens gelebt haben. Ob das Christentum durch die Wirren der Völkerwanderung in der Umgebung ganz unterging, bleibt unklar. Die bischöflichen Zentren Trier und Metz überdauerten die germanischen Eroberungen. Von hier aus wurden in frühfränkischer Zeit die Christianisierung der heidnischen Bevölkerung in Angriff genommen.
Von besonderer Bedeutung für die Christianisierung des Nalbacher Tales mit Diefflen ist sicherlich die Stiftung des fränkischen Adeligen und Diakons der Verduner Kirche, Adalgisel Grimo. Er bestimmte am 30. Dezember 634 in seinem Testament, dass sein Besitz im Ort Tholey mitsamt der dort von ihm errichteten „loca sanctorum“ an das Bistum Verdun, dem zu dieser Zeit Bischof Paulus vorstand, fallen sollte. Diese Stiftung wurde zum Mittelpunkt einer regen Missionstätigkeit in der Umgebung.
Seit seiner mittelalterlichen Gründung bildete Diefflen mit dem Nachbarort Nalbach bis zum Jahr 1858 nicht nur eine politische, sondern auch bis zum Jahr 1919 eine kirchliche Einheit. Die Nalbacher Pfarrkirche St. Peter und Paul ist die Mutterkirche der umliegenden sechs Dörfer des Nalbacher Tales: Diefflen, Piesbach, Bettstadt, Bilsdorf und Körprich.
Nalbach, das als Pfarrei erstmals im 11. Jahrhundert erwähnt worden war, gehörte im Mittelalter zum Archidiakonat St. Mauritius Tholey und zum Dekanat bzw. Landkapitel Merzig im damaligen Erzbistum Trier. Das Archidiakonat Tholey bestand bis zur Aufhebung der Abtei durch die Truppen der Französischen Revolution im Jahr 1793.
Durch eine Schenkung des Trierer Erzbischofes Eberhard aus dem Jahr 1048, einen Schutzbrief Heinrichs III. von 1098 und einen Schutzbrief des Papstes Hadrian IV. von 1154 sowie durch Erwerbung der Rechte des Nalbacher Rittergeschlechtes im Jahr 1331 besaß das Stift St. Simeon in Trier im Nalbacher Tal die Grundgerichtsbarkeit, das Steuererhebungsrecht und das Recht zur Besetzung der Pfarrstellen. Die Urpfarrei des Nalbacher Tales, St. Peter und Paul, deren Patrozinium vermutlich auf die örtlichen Primsfischer (Petrus als Fischerpatron) Bezug nimmt, ist im Verzeichnis der zur Wallfahrt nach Mettlach verpflichteten Pfarreien aus der Mitte des 12. Jahrhunderts genannt.
Durch die katholischen Herrschaften des Kurfürstentums Trier und des Herzogtums Lothringen konnte sich die Reformation nicht ausbreiten. Im Dieffler Nachbarort Saarwellingen, der unter der Hoheit der Herren von Kriechingen stand, wurde die Reformation durchgesetzt. Mit der Reunionspolitik König Ludwigs XIV. und dem Bau der Festung Saarlouis endete aber auch hier sowie in Schwalbach, Reisweiler, Eiweiler und Überherrn die nur oberflächlich protestantisierte Kirchlichkeit.
Bis zur Industrialisierung im 19. Jahrhundert gab es in der näheren Umgebung Diefflens deshalb kaum Menschen evangelischer Konfession. Erst mit dem Bau einer evangelischen Kirche in Dillingen in den Jahren 1902–1903 existiert im heutigen Dillinger Stadtgebiet ein protestantisches Gotteshaus.

#### Kapelle St. Wendelin

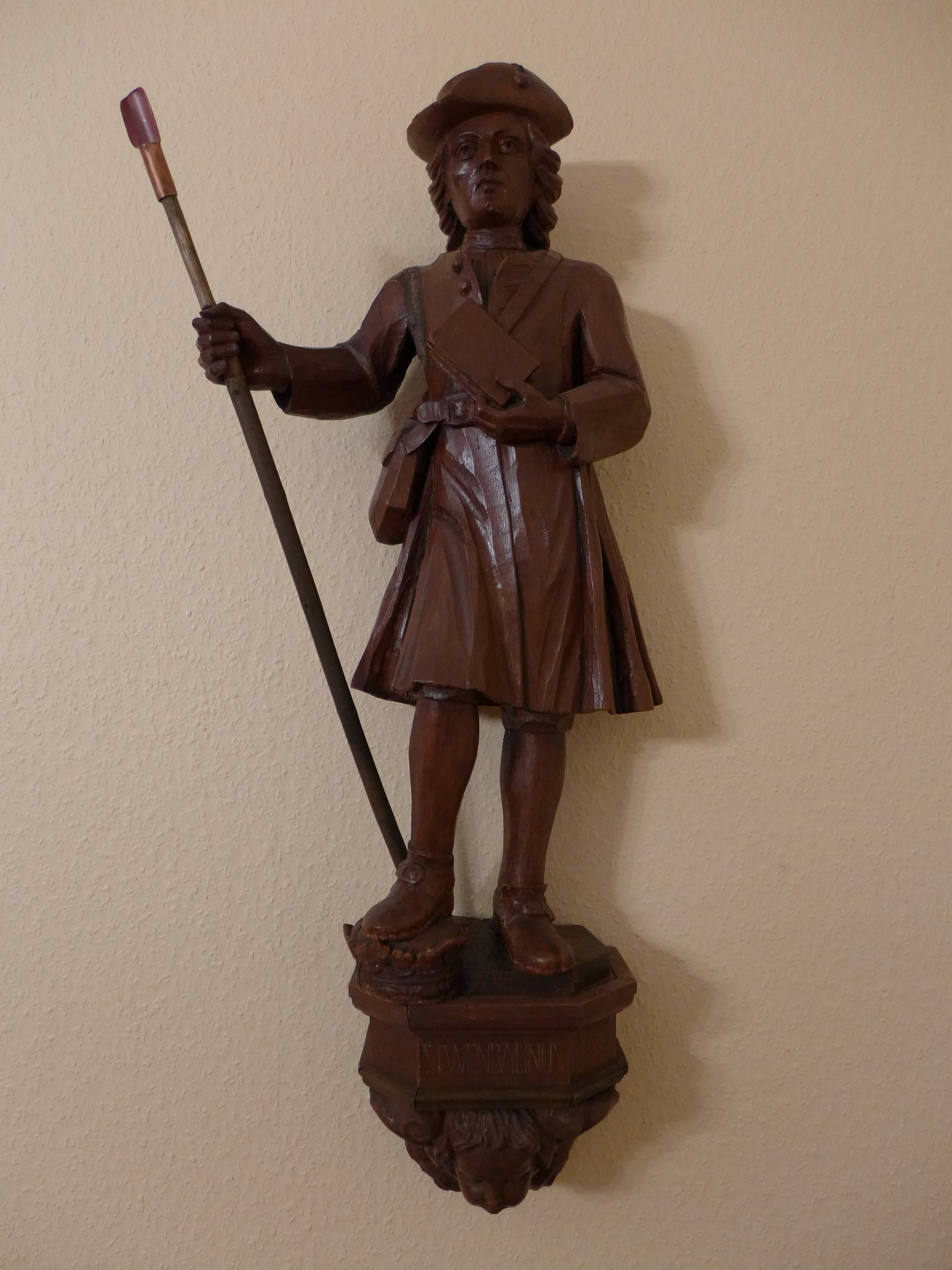
Barocke Statue des heiligen Wendelin mit Hirtenstab und schottischer Königskrone zu seinen Füßen aus der ehemaligen Wendelin-Kapelle am Kirchenweg (heute Nalbacher Straße), jetzt im Pfarrhaus Diefflen, moderne Lasurfassung

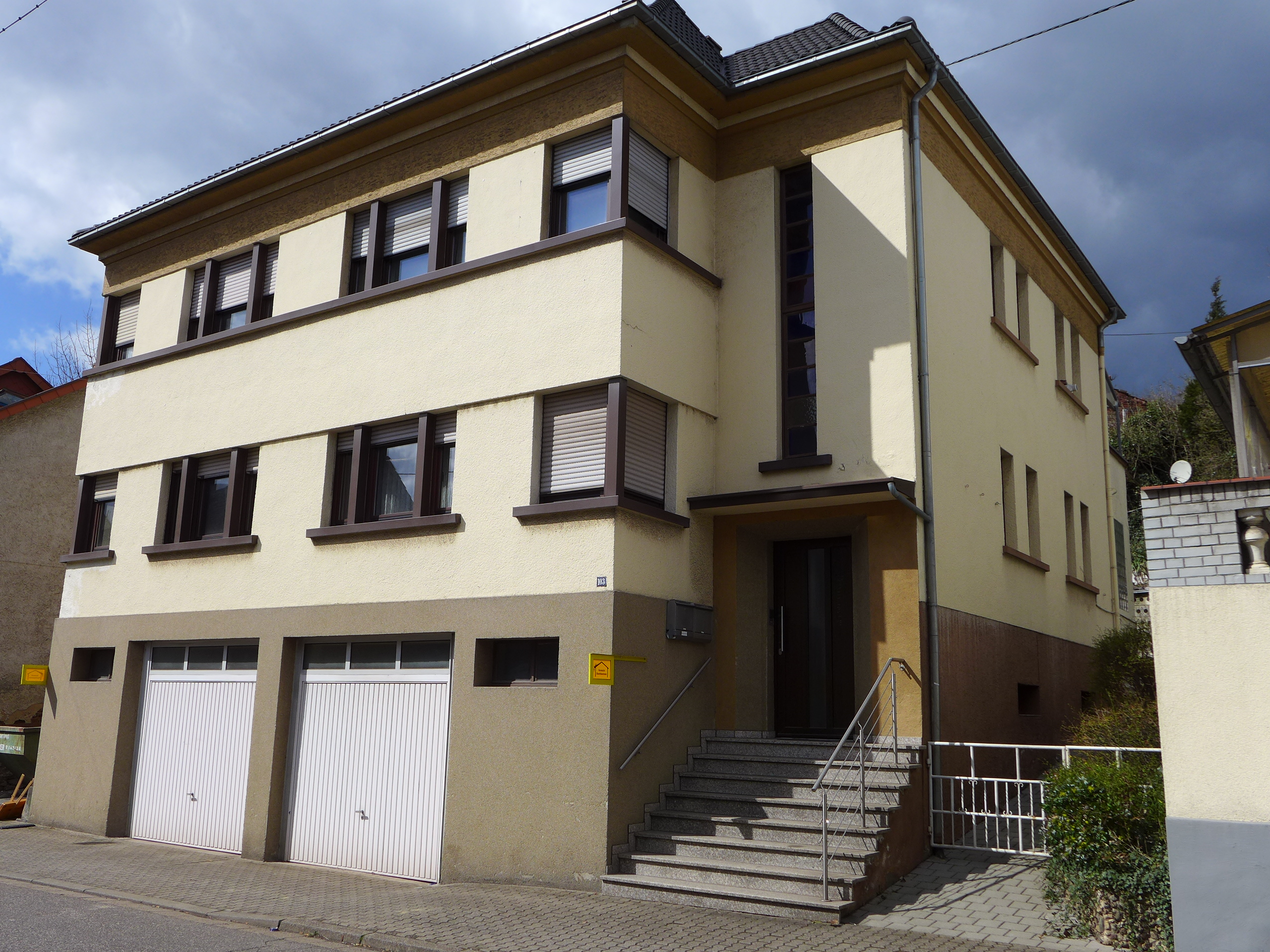
Diefflen, Wohnhaus Nalbacher Straße Nr. 103 (früher „Nalbacher Kirchenweg“), Standort der früheren Dieffler Wendelinuskapelle

Diefflen verfügte über eine eigene kleine Kapelle, die sich am Kirchenweg nach Nalbach befand (heute: Nalbacher Straße Nr. 103). Hier versammelten sich die Einwohner des kleinen Dorfes zum Gebet und gelegentlich wurden auch Messen gelesen.
Das Alter dieser Kapelle ist ungewiss. Schutzpatron war der hl. Wendalinus. Eine Zuordnung des Wendels-Patrozinums durch die Abtei Tholey ist denkbar, da Wendalinus der Legende nach Abt dieses Klosters gewesen sein soll. Von der Stadt St. Wendel ausgehend breitete sich die Verehrung des heiligen Wendelin von etwa 1200 bis 1500 besonders in den Bistümern Mainz und Würzburg sowie im Elsass und in der Schweiz aus. In der Erzdiözese Trier nahm die Verehrung des heiligen Wendelin besonders zwischen 1600 und 1800 zu. Die Wendelsverehrung konnte die deutsch-französische Sprachgrenze in Lothringen nur zu geringen Teilen überwinden. Das Patrozinium des Vieh-Patrons Wendelin passte adäquat zur agrarischen Struktur Diefflens in der Zeit des Mittelalters und der frühen Neuzeit.
Eine Urkunde der Abtei Mettlach aus dem Jahr 1488, die selbst eine Abschrift einer Urkunde aus dem Jahr 1460 ist, nennt Papst Pius II., der die Abtei Mettlach von Senis auf Sardinien aus mit der Bestellung des Geistlichen für den Ort Diefflen beauftragte:
„Papst Pius II. billigt und bestätigt dem Kloster Mettlach alle Kollationen von Kirchen und Kapellen, die uns (gemeint ist die Abtei Mettlach) angeschlossen sind, ferner Dörfer und Zehnten, Höfe und Güter, welche in der Bulle aufgezählt sind. Gegeben zu Senis im zweiten Jahr unseres Pontifikates 1460.“

#### Pfarrkirche St. Josef und St. Wendelin

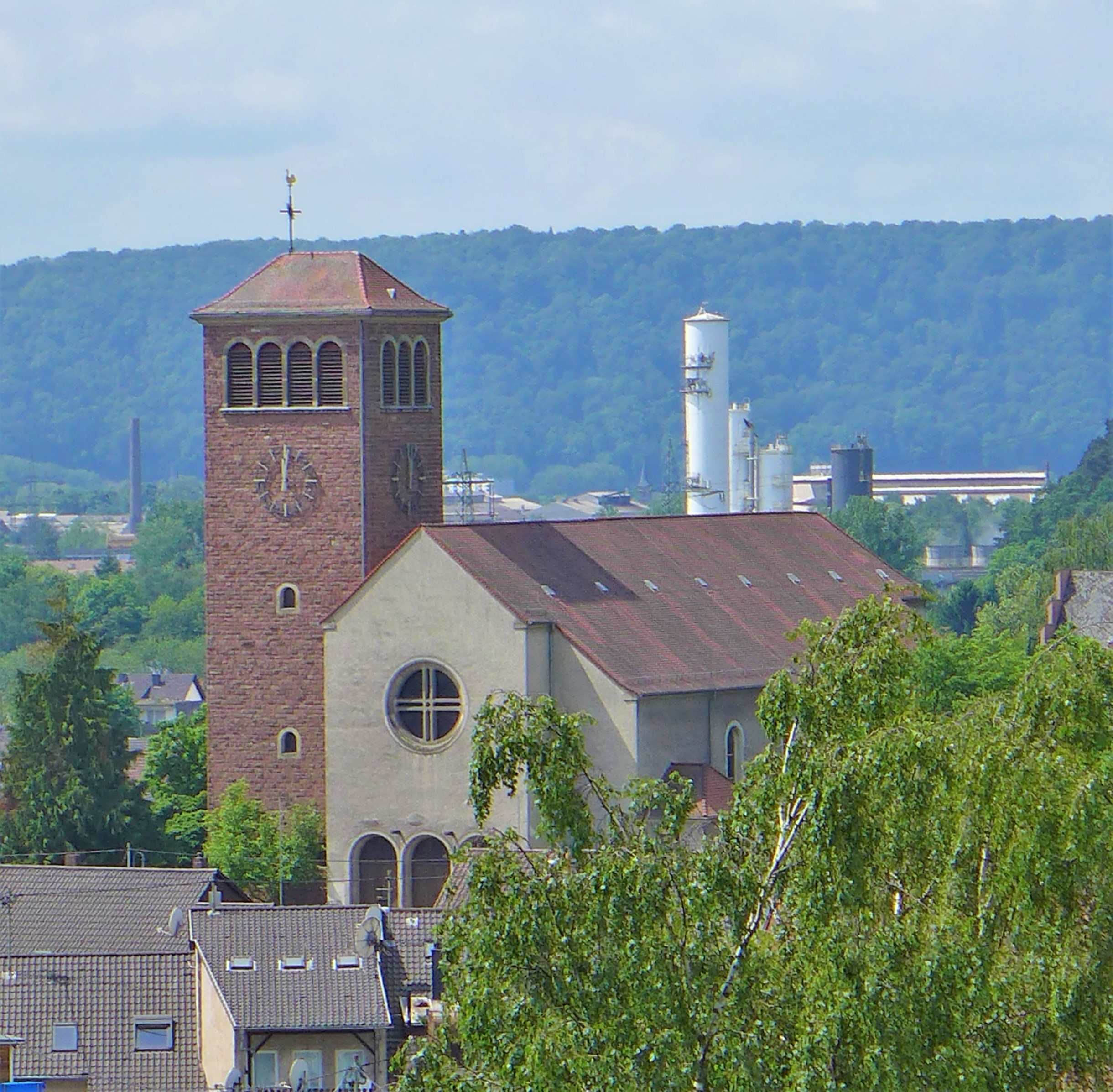
St. Josef und St. Wendelin (Diefflen), Ansicht von der Zipp, Architekten Alois Havener und Rudolf Güthler

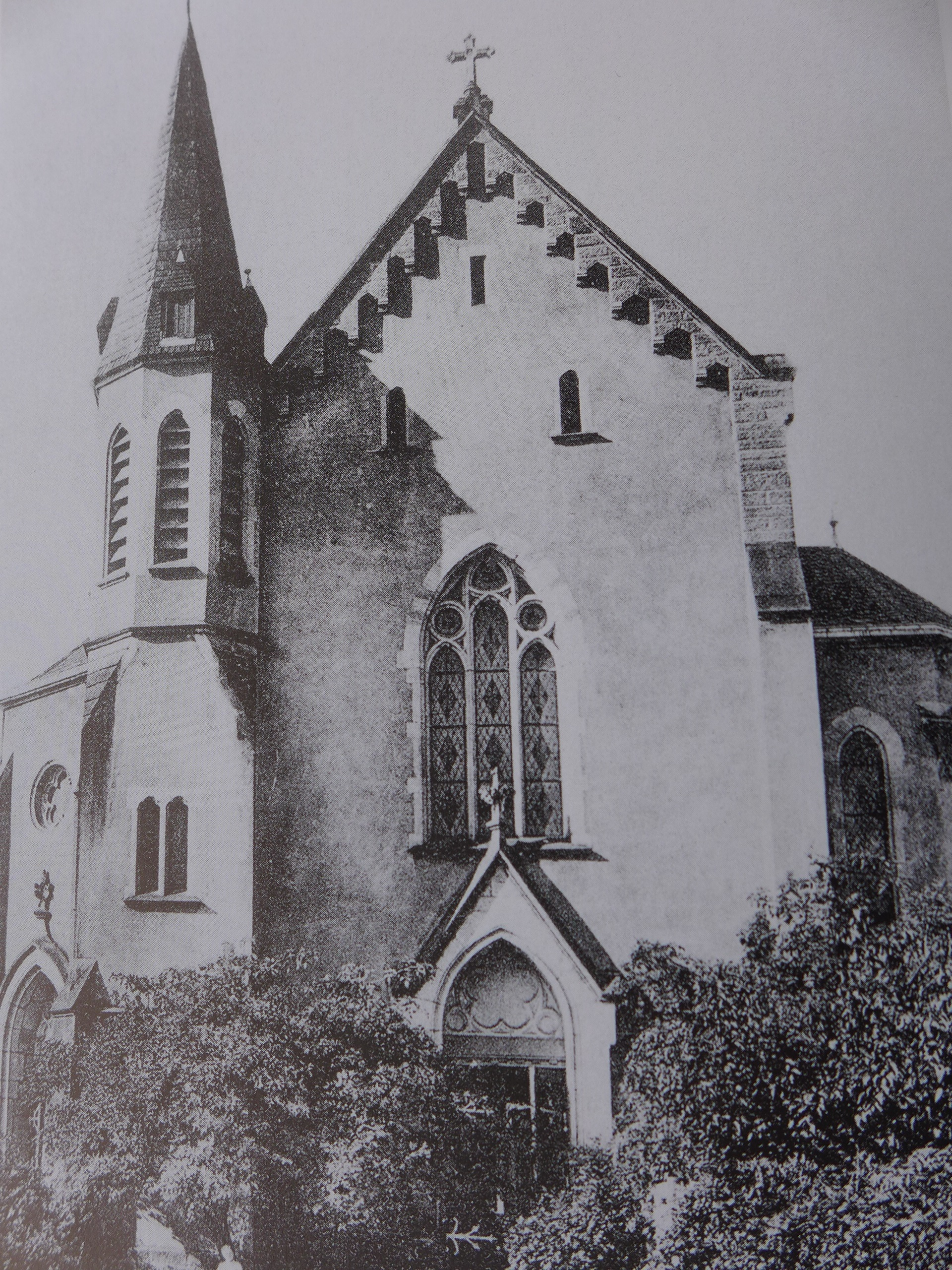
Ursprüngliches Aussehen der neogotischen Pfarrkirche vor den Kriegszerstörungen, nach 1900, Architekt Wilhelm Hector

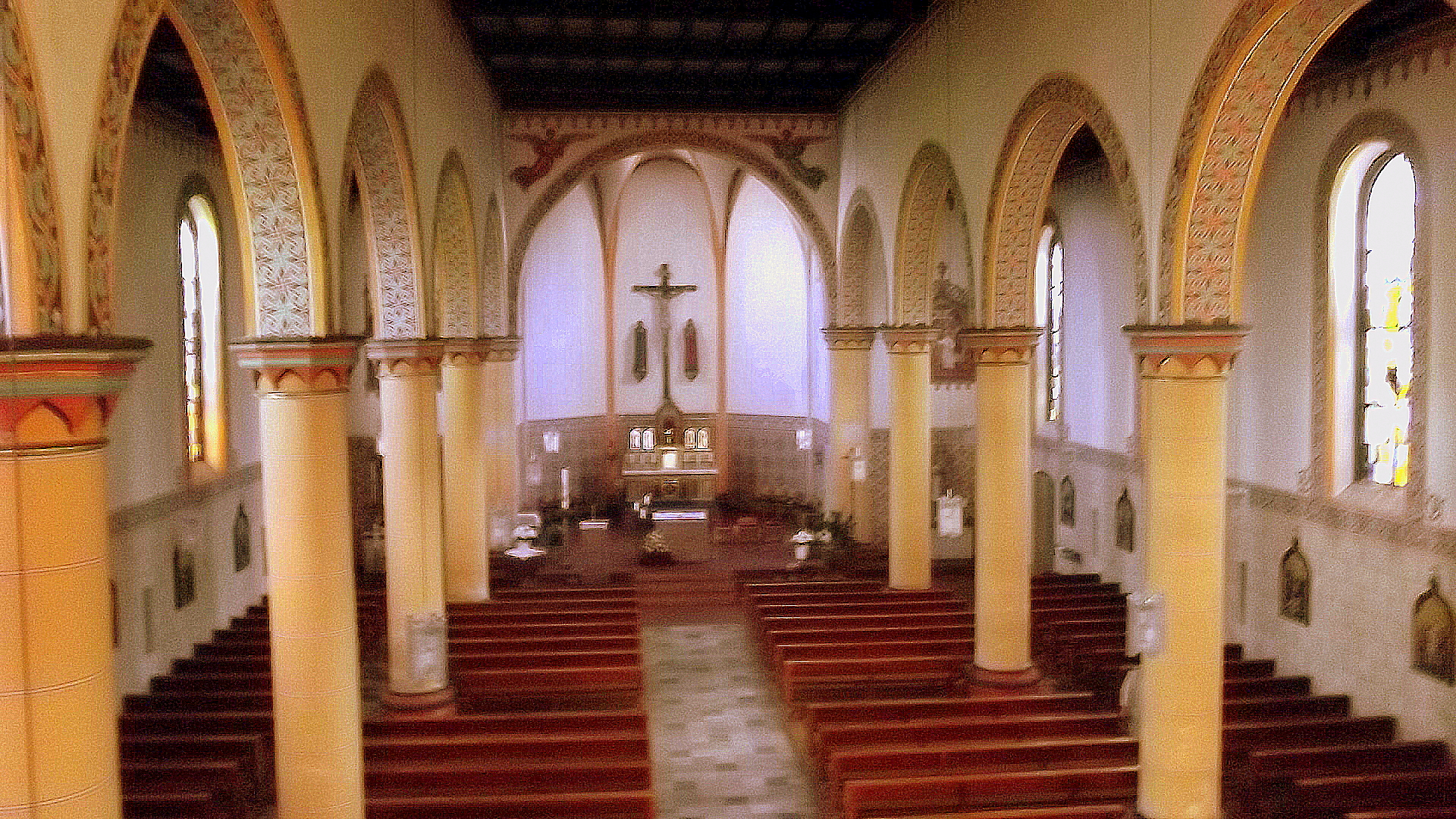
Diefflen, St. Josef und St. Wendelin, Kircheninneres

Diefflen hat heute eine katholische Pfarrkirche:
- St. Josef und St. Wendelin

Der zunächst neogotische Kirchenbau des Rodener Architekten Wilhelm Hector wurde in den Jahren 1899–1900 errichtet. Nach starken Kriegszerstörungen wurde der Bau in den Jahren 1948–1950 nach den Plänen des Saarlouiser Architekten Alois Havener und des Saarbrücker Architekten Rudolf Güthler umfangreich erweitert und im romanisierenden oder spätantikisierenden Abstraktions-Historismus umgestaltet.

#### Dieffler Herz-Mariae-Kloster
Auf Initiative von Pfarrer Brenner wurde im Jahre 1909 das Herz-Mariae-Kloster in Diefflen durch Stiftung des Pfarrangehörigen Johann Schamper gegründet. Das Kloster wurde durch die Missionsschwestern vom Kostbaren Blut besiedelt. Durch Stiftung des Pfarrangehörigen Franz Schwarz (* 1871) konnte im Jahr 1914 ein größeres Klostergebäude bezogen werden. Im Jahr 1914 wurde auch die Klosterkapelle eingeweiht und durch zahlreiche Stiftungen Dieffler Bürger ausgestattet.
Das Kloster war die erste Niederlassung des Missionsordens im Deutschen Reich und versah von 1914 bis 1921 das deutsche Postulat des Missionsordens. Die Ordensschwestern waren sozial-karitativ tätig. Das Kloster betrieb eine Landwirtschaft, eine Hostienbäckerei und eine hauswirtschaftliche Fortbildungseinrichtung. Durch den Neubau einer neuen Niederlassung des Ordens in Bous (Saar) („Haus Bergfriede“) wurden die Ordensschwestern im Jahr 1972 aus dem Dieffler Herz-Mariae-Kloster abgezogen. Nachdem eine Initiative der Pfarrei zu einer Neubesiedelung des Klosters durch andere Schwestern gescheitert war, wurde das Klostergebäude mit dazugehörigen Ländereien an die Stadt Dillingen verkauft. Das Klostergebäude wurde umgehend abgerissen.

### Judentum

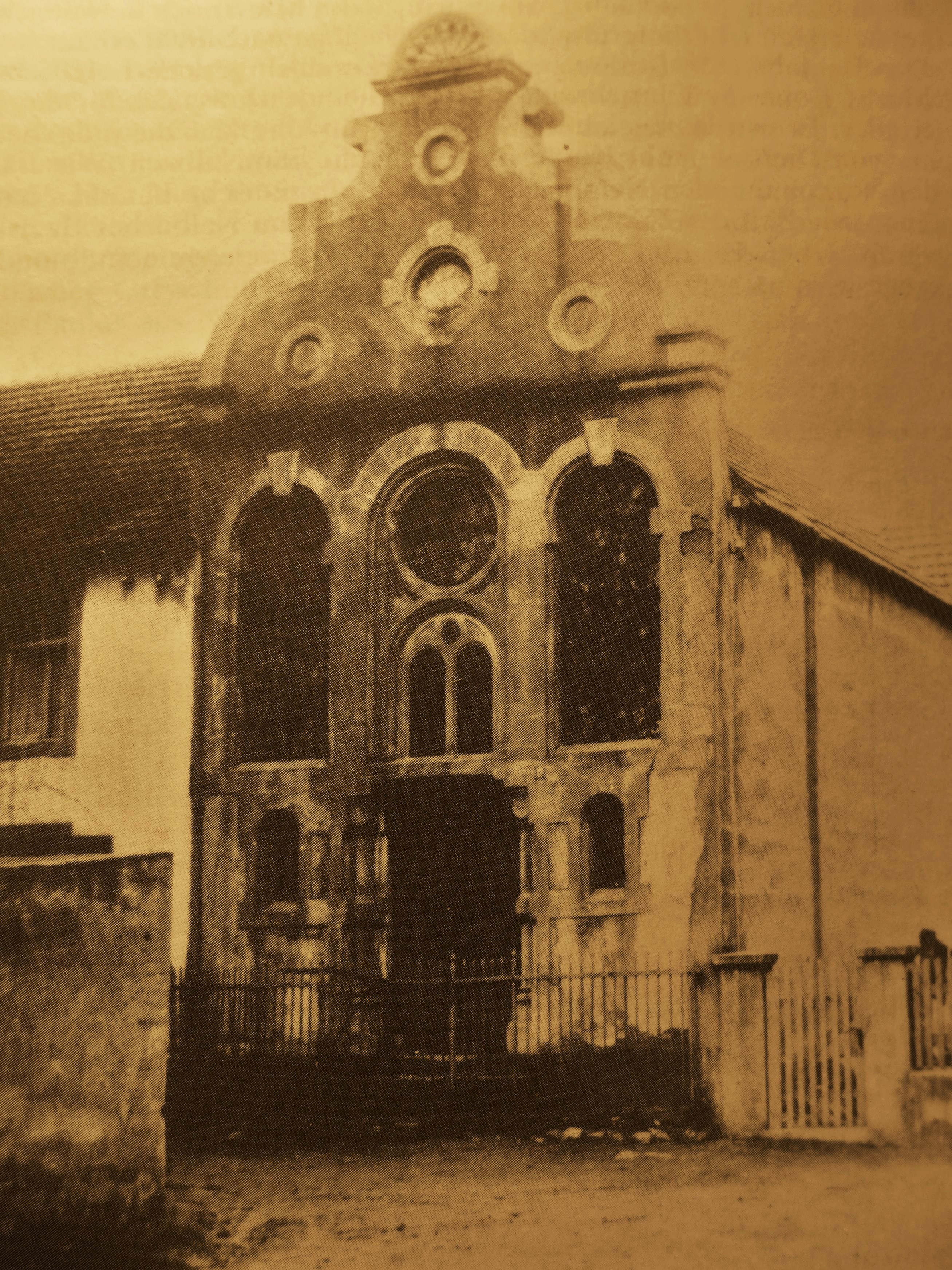
Synagoge der Dieffler Juden in Nalbach vor der Zerstörung (Gemeindearchiv Nalbach)

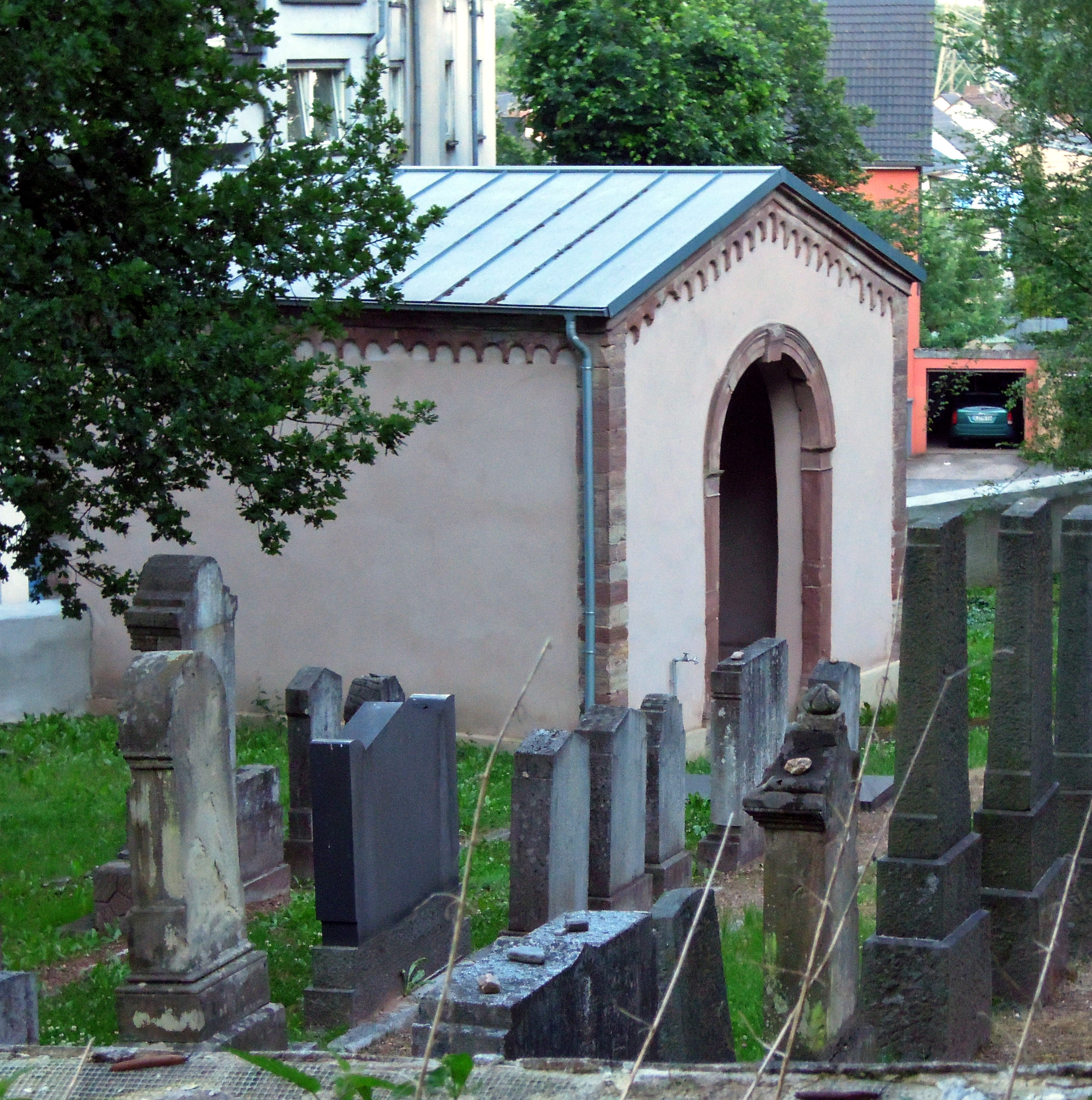
Diefflen, Jüdischer Friedhof Eingangshalle

In Nalbach, zu dem Diefflen historisch gehörte, bestand eine kleine jüdische Gemeinde bis in den Zeitraum 1937/40. Ihre Entstehung geht in die Zeit des 16./18. Jahrhunderts zurück, als die ersten jüdischen Familien im Nalbacher Tal (das heißt vor allem auch in Diefflen) lebten. Bereits 1591 wird ein „Jud Meyer“ in Nalbach genannt.
Im Jahr 1723 wird ein Jude aus Diefflen genannt, der damals wegen eines Verstoßes gegen die kurtrierische Judenordnung aus dem Haus eines Christen ausziehen musste. Zehn Jahre später, im Jahr 1733, lebten insgesamt zwölf jüdische Familien im Nalbacher Tal. Zu Beginn des 19. Jahrhunderts, im Jahr 1808, wurden 16 jüdische Einwohner in Nalbach und 32 in Diefflen gezählt. Bis zum Jahr 1858 nahm ihre Zahl auf 68 in Nalbach zu, um danach durch Aus- und Abwanderung wieder zurückzugehen. Nach dem Bau der Synagoge in Nalbach im Jahr 1854 kamen die jüdischen Einwohner aus Diefflen zum Gebet und zum Gottesdienst nach Nalbach. Auch die in Dillingen im Laufe des 19. Jahrhunderts zuziehenden jüdischen Familien zählten zur jüdischen Gemeinde in Nalbach. In einem Zeitungsbericht von 1891 zum Brand der Nalbacher Synagoge ist im Blick auf die Gemeindeglieder von „15 wenig begüterten Familien der Ortschaften Nalbach, Diefflen und Dillingen“ die Rede. Am Ende des 19. Jahrhunderts bildeten Daniel Lazar, Daniel Levy I. und Moses Bonnem den Vorstand.
Im Jahr 1895 wurden 33 jüdische Einwohner in Nalbach, 20 in Diefflen und 37 in Dillingen gezählt.
Um 1925 war Moses Bonn Gemeindevorsteher der Gemeinde Diefflen-Nalbach. In den 1930er Jahren versah dieses Amt der in Diefflen lebende Moses Weiler.
Im Juni 1933 lebten noch 24 jüdische Personen in Nalbach (bei insgesamt 2735 Einwohnern) und zehn in Diefflen. Von diesen konnte in den folgenden Jahren ein größerer Teil den Ort verlassen, teilweise in andere Orte Deutschlands, teilweise ins Ausland. Beim Novemberpogrom 1938 wurden die noch verbliebenen jüdischen Familien überfallen und misshandelt. Eine Augenzeugin berichtet: „Leute aus unserer Nachbarschaft haben die Häuser der Juden, die in der Hauptstraße standen, geplündert […]. Auf dem Weg dorthin sah ich, wie sie die Juden auf der Straße zusammentrieben und geschlagen haben […]. Sie haben die Juden mit Koppelschlössern geschlagen; die haben wie wahnsinnig auf die Juden draufgeschlagen“. Die letzten jüdischen Einwohner wurden im Oktober 1940 ins Internierungslager nach Gurs deportiert.
Von den in Nalbach und Diefflen geborenen und bzw. oder längere Zeit am Ort wohnhaften jüdischen Personen sind in der NS-Zeit umgekommen: Fanni Baum (1857), Rosa Bonn (1887), Charlotte Hanau geb. Wolff (1877), Simon Hanau (1878), Meta Hirsch (1906), Hermann Kahn (1864), Karoline Kahn geb. um (1864), Therese Metzler geb. Levy (1908), Max (Marcus) Rakhovsky (1893), Adolf Salomon (1890), Louis Salomon (1900), Josephine Weiler (1889), Julia Weiler (1887), Martha Weiler (1899), Samuel Weiler (1855), Theresia Weiler geb. Levy (1857), Eugen Wolff (1897), Ferdinand Wolff (1882 oder 1886?), Friedrich (Fréderique) Wolff (1873), Hedwig(e) Wolff (1880), Wilhelmine Wolfskehl geb. Wolff (1879).
Die Synagoge der Dieffler Juden

Die in Nalbach und Diefflen lebenden jüdischen Familien benützten zeitweise gemeinsame Einrichtungen, vor allem nach dem Bau der Synagoge in Nalbach. Um das Jahr 1850 war in Diefflen ein Betraum in einem jüdischen Privathaus eingerichtet worden. In Nalbach diente ein baufälliges Gebäude als Synagoge. Da die wenig begüterten jüdischen Familien Diefflens und Nalbachs alleine keine Synagoge hätten bauen können, erhielten sie finanzielle Unterstützung von jüdischen Familien aus Saarwellingen. Diese gaben der Nalbacher Gemeinde die für den Bau noch nötigen Gelder zinslos auf fünf Jahre. So konnte die Synagoge vermutlich im Zeitraum 1853/54 in der Mittelstraße 17 erbaut und am 20./21. Oktober 1854 (Schabbat Bereschit) eingeweiht werden.
Am 27. November 1891 brannte die Synagoge ab. Auf Grund von eigenen Mitteln einschließlich des Betrages der Feuerversicherung und vermutlich auf Grund eines Darlehens sowie der aus anderen Gemeinden eingegangenen Spendengeldern konnte die Synagoge noch im Zeitraum 1891 bis 1892 umfassend renoviert werden. Bei der Synagoge handelte es sich um einen Längssaal mit Satteldach. Der Bau hatte die relativ kleinen Maße von ca. 6,30 m Breite und ca. 10,70 m Tiefe. Durch die enge Bebauung und das fehlende Licht an beiden Längsseiten war es nötig, den Eingangsgiebel und vermutlich auch die Giebel im Bereich des Toraschreines mit großen Fenstern zu versehen. Die Eingangsfassade war nach Motiven der niederdeutschen Renaissancearchitektur gestaltet. Im Jahr 1922 wurde das Gotteshaus einer Renovierung unterzogen.
Auf Grund der in der NS-Zeit zurückgegangenen Zahl der jüdischen Gemeindeglieder wurde die Synagoge im Jahr 1937 verkauft. Die wichtigsten Ritualgegenstände wurden entfernt. Beim Novemberpogrom im Jahr 1938 wurde die verbliebene Ausstattung der Synagoge demoliert. Das Gebäude blieb jedoch insgesamt erhalten, wurde im Zweiten Weltkrieg 1944/45 durch Artilleriebeschuss beschädigt, konnte aber noch bis zum Abbruch in den Jahren 1950/51 als Lagerraum für landwirtschaftliche Vorräte verwendet werden.

## Friedhöfe
Diefflen weist drei Friedhöfe auf.

### Friedhof Diefflen

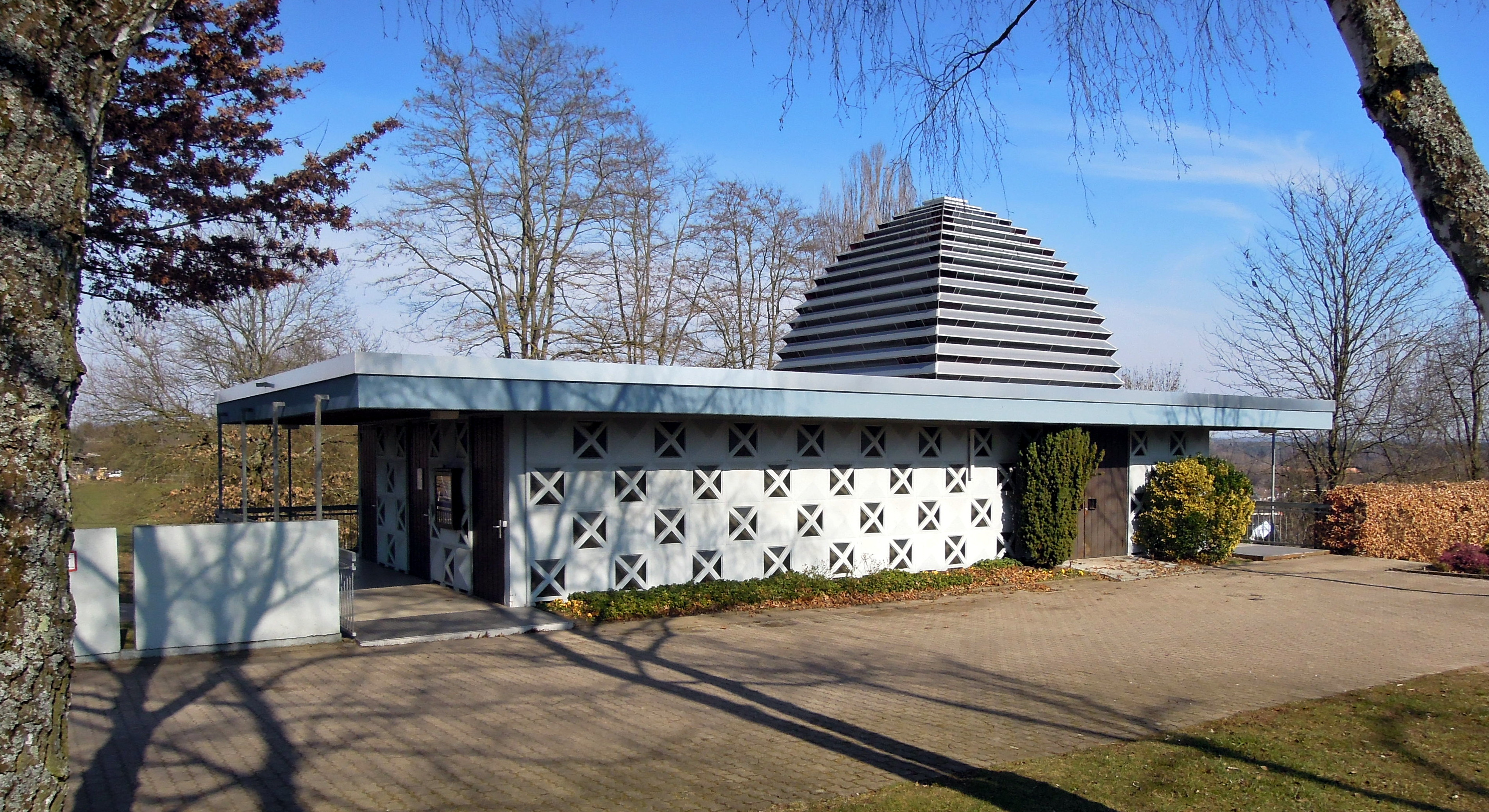
Diefflen, denkmalgeschützte Friedhofshalle des Architekten Konrad (Conny) Schmitz, Flur 7, Flurstück 383/3

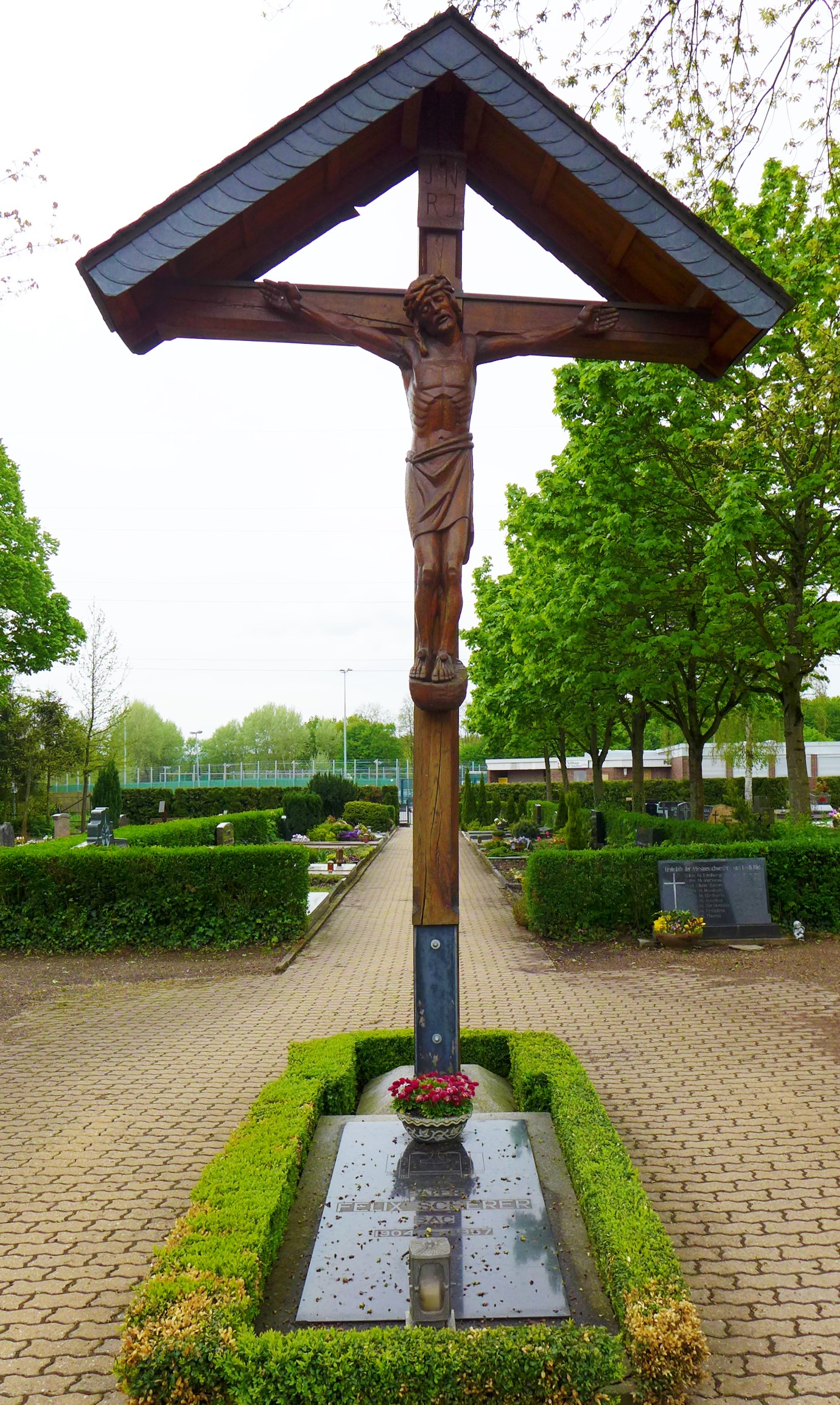
Diefflen, Friedhofskreuz, Ehrengrab für Pater Felix Scherer, rechts im Hintergrund die Grabtafel für die Ordensschwestern des Dieffler Klosters

Seit der Gründung der Nalbacher Pfarrei im Mittelalter wurden alle Toten des Nalbacher Tales auf dem Nalbacher Kirchhof bestattet. Bestattungen bei der Körpricher Michaelskapelle gab es erstmals in den Jahren 1695 bis 1705, als Körprich, das von allen Nalbacher Talgemeinden am weitesten von der Nalbacher St. Peter und Paul entfernt lag, kirchlich eine größere Selbständigkeit gegenüber Nalbach anstrebte. Als im Jahr 1762 die gotische Nalbacher Kirche zugunsten eines barocken Neubaues abgerissen wurde und der Nalbacher Kirchhof deshalb nicht belegbar war, wurden für vier Wochen alle Toten des Nalbacher Tales auf dem Kirchhof der Körpricher Kapelle beerdigt. Anschließend benutzte man aber wieder den Nalbacher Kirchhof bis zum Jahr 1867, als in Körprich wieder der eigene Kapellenfriedhof benutzt wurde und man im Jahr 1868 in Nalbach den aktuellen Friedhof zwischen Fußbachstraße und Galgenberg anlegte. Dieser Friedhof war als Friedhof von Nalbach, Piesbach, Bettstadt, Bilsdorf und Diefflen konzipiert. Diese Funktion verlor er mit der Anlage von eigenen Friedhöfen in den einzelnen Dörfern des Nalbacher Tales im Zusammenhang mit der kirchlichen Abtrennung von der Nalbacher Mutterpfarrei. Der jahrhundertealte Kirchhof bei der Nalbacher Kirche wurde in der Folgezeit eingeebnet.
Der Dieffler Friedhof wurde im Jahr 1904 auf dem Bawelsberg als konfessionell-katholischer Friedhof der Pfarrgemeinde St. Josef und St. Wendelin durch Pfarrer Richard Brenner angelegt und am 4. Oktober 1905 eingeweiht. Der Friedhof hatte ursprünglich einen Sonderplatz für Nichtkatholiken, Ungetaufte und Selbstmörder. Vom 14. Jahrhundert bis zum Jahr 1905 waren alle Toten der Gemeinde Diefflen auf dem Nalbacher Friedhof bestattet worden, der seit dem 11. Jahrhundert um die dortige Pfarrkirche St. Peter und Paul herum angelegt worden war. Die heutige denkmalgeschützte Friedhofshalle wurde ab dem Jahr 1965 durch den Architekten Konrad Schmitz (1925–2010), der sich in den Jahren 1961–1963 mit dem Entwurf zur heute denkmalgeschützten Kirche Maria Trost auf der Pachtener Heide einen Namen gemacht hatte, errichtet und am 24. Juni 1967 eingeweiht. Bis dahin hatte man die Toten im jeweiligen Trauerhaus aufgebahrt.
Die Dieffler Friedhofshalle orientiert sich in ihren architektonischen Außenformen am Barcelona-Pavillon, den der deutsche Architekt Ludwig Mies van der Rohe (1886–1969) im Jahr 1929 entworfen hatte. Darüber hinaus verfügt die Friedhofshalle auf ihrer Hangseite über einen umlaufenden überdachten Balkongang. Die Wände sind als Diamantquader aus Beton gestaltet, wobei sich verglaste und massive Diamantquader schachbrettartig abwechseln. Während sich im flachgedeckten Teil die Aufbahrungskammern befinden, erhebt sich über der Aussegnungshalle eine vierseitige Kuppel aus Kathedralglasbändern im Wechsel mit tragenden Metallelementen. Im Kellergeschoss befinden sich Aufbewahrungs- und Technikräume. Die Halle wurde im Jahr 2012 für 135.000 Euro aufwändig saniert.
In der Mitte des Friedhofes befindet sich das im Jahr 1957 angelegte Ehrengrab der Gemeinde Diefflen für Pallottinerpater Felix Scherer (1904–1957). Scherer, der sich mit zehn weiteren Diefflern seines Alters (Jakob Becker, Oswald Nalbach, Josef Jost, Benedikt Breunig, Jakob Jost, Simon Waller, Josef „Sepp“ Spurk – der spätere Dieffler Bürgermeister, Karl Wagner, Alois Kratz, Alois Schwarz) dem Pallottinerorden angeschlossen hatte, war von 1933 bis 1957 als Lehrer in der Missionsarbeit in Südafrika tätig gewesen und während eines Genesungsurlaubes in Diefflen am 2. Juni 1957 plötzlich verstorben. Über der Grabplatte aus Schwarz-Schwedisch-Stein (Ornamentgravur: Bibel, Messkelch, Priesterstola) erhebt sich ein großes Kreuz mit einem geschnitzten Kruzifixus (Bildschnitzerinitialen WJ).
Als weiteres Ehrengrab der Gemeinde Diefflen befand sich bis zur Auflassung der Grabstelle die Grablege der Ordensschwestern des Dieffler Herz-Mariae-Klosters (Missionsschwestern vom Kostbaren Blut). Die Grabtafel befindet sich heute seitlich des Ehrengrabes von Pater Felix Scherer.

### Judenfriedhof

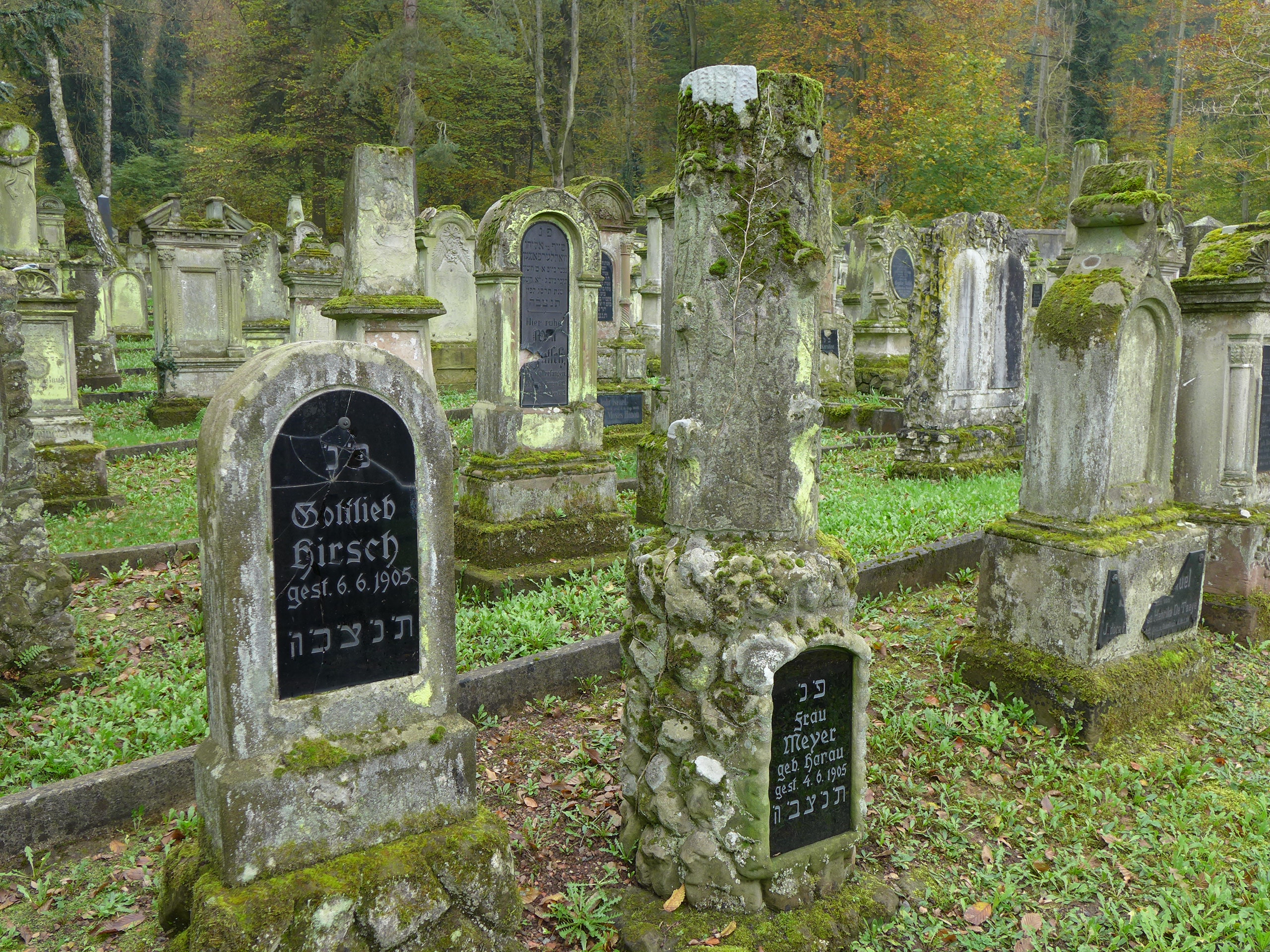
Diefflen, Jüdischer Friedhof

Der Jüdische Friedhof, der größte jüdische Friedhof des Saarlandes, liegt am Rande des Hüttenwaldes, an der Dillinger Straße/Ecke Am Babelsberg. Der Friedhof ist auf seiner Eingangsseite an die Dieffler Wohnbebauung angeschlossen, liegt aber ganz auf Dillinger Gemarkung, da die Gehwegkante der Dieffler Straße „Am Babelsberg“ bereits zum Dillinger Gebiet gehört, dessen Wohnbebauung erst ca. 2 km weiter westlich beginnt.
Auf dem Friedhof sind ungefähr 470 Grabsteine erhalten. Im Jahr 1746 hatte der herzoglich-lothringische Beamte Charles Francois Dieudonné de Tailfumyr, Seigneur de Cussigny et Président à mortier, die Herrschaft Dillingen gekauft. Er war getaufter Jude und zeigte seine judenfreundliche Politik durch die 1755 gewährte Erlaubnis, am Rande des Dillinger Waldes an der Dieffler Banngrenze auf einem Gebiet von ca. 90 ar einen jüdischen Friedhof anzulegen. Die Initiative war von den Saarlouiser Juden Hayem, Zerf von Worms sowie Elias Reutlinger ausgegangen, die dafür einen jährlichen Zins von 25 lothringischen Franken zahlen mussten. Noch im selben Jahr 1755 wurden die ersten Verstorbenen bestattet.
1852 wurde der Friedhof vergrößert. In der NS-Zeit wurde er 1938 zerstört. Eine Wiederherstellung erfolgte im Jahr 1946.

### NS-Zwangsarbeiter-Friedhof

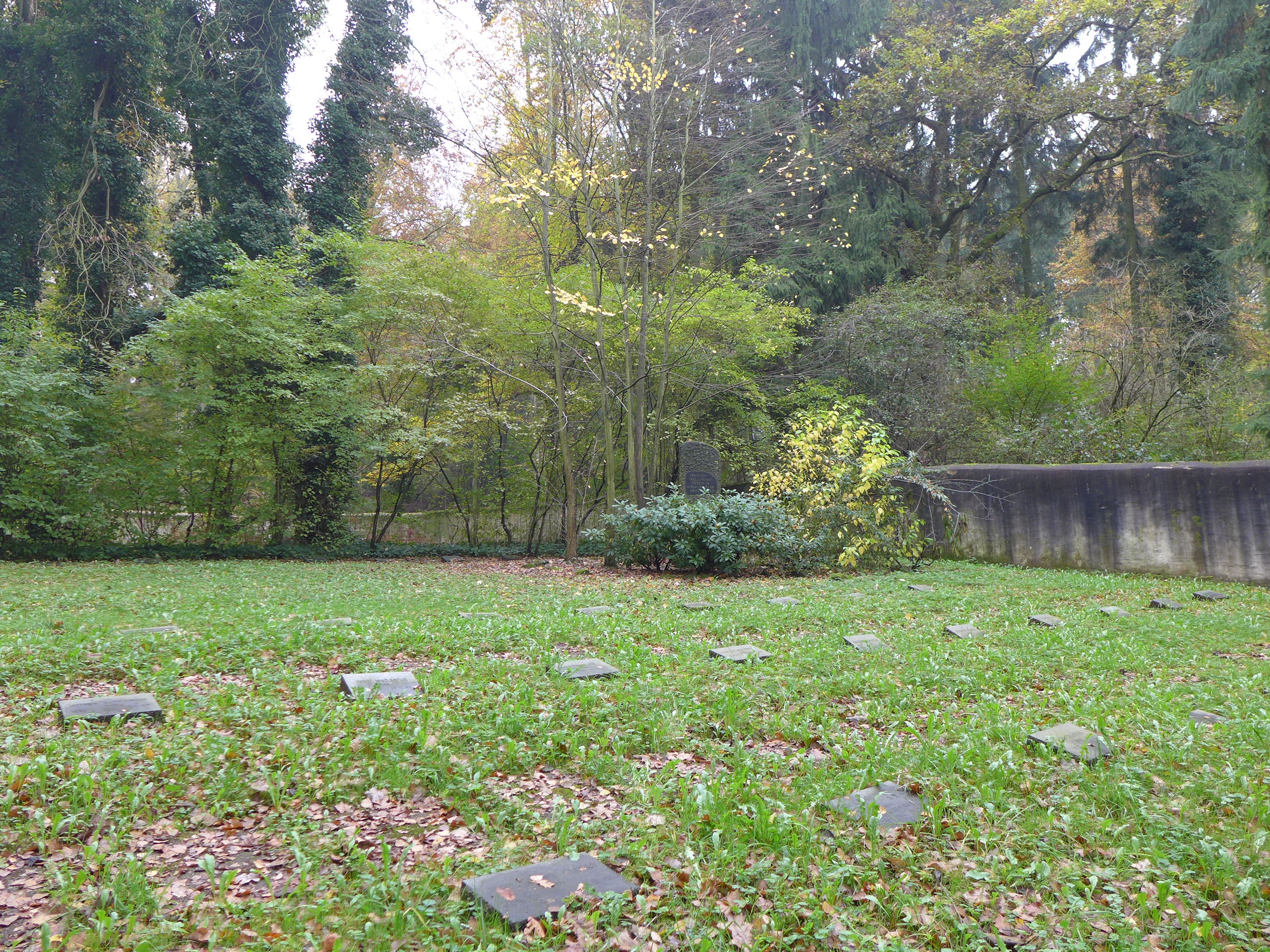
Diefflen, NS-Zwangsarbeiter-Friedhof auf dem jüdischen Friedhof

Im Jahr 1964 wurde im hinteren Teil des jüdischen Friedhofes eine Begräbnisstätte für über 50 polnische und russische sowie einen kroatischen Zwangsarbeiter der NS-Zeit geschaffen. Der Gedenkstein trägt die Inschrift „Heimatlos und verlassen fanden sie in fremder Erde letzte Ruhestatt.“

### Ehrenfriedhof Diefflen

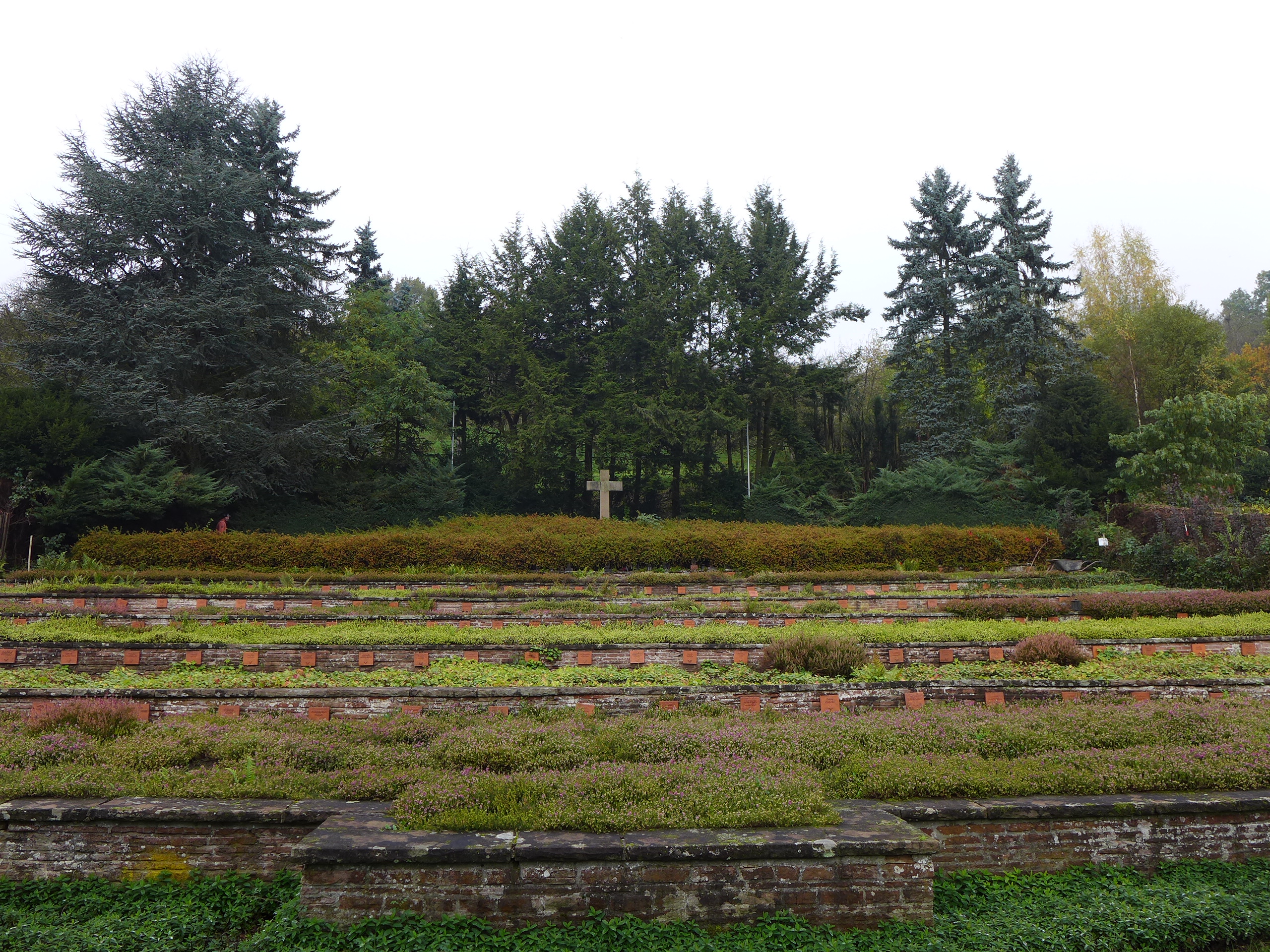
Diefflen, Ehrenfriedhof in der Nalbacher Straße (2014)

Während des Zweiten Weltkrieges wurde am Ortsausgang von Diefflen in Richtung Nalbach am Beienberg ein provisorischer Soldatenfriedhof durch den Ortskommandanten eingerichtet, auf dem ein Teil der im Raum Dillingen gefallenen deutschen Soldaten seine letzte Ruhestätte fand. Viele der während der schweren Kämpfe um die Westwallanlagen in diesem Abschnitt zwischen Dezember 1944 und März 1945 Gefallenen wurden aufgrund des anhaltenden amerikanischen Granatfeuers zunächst an Ort und Stelle (d. h. neben Bunkern, in Gärten u. ä.) ohne Särge in Feldgräbern beigesetzt, bevor sie später auf den noch provisorischen Soldatenfriedhof Diefflen umgebettet wurden. Bei Kriegsende waren hier 211 Soldaten bestattet worden. Unter den Bestatteten befanden sich auch 25 aufgrund von schweren Verstümmelungen bisher nicht identifizierbare Wehrmachtssoldaten. Auf den gemeindlichen Friedhöfen lagen ebenfalls Soldaten, deren Bestattung in Beschusspausen gelungen war: in Diefflen 2, in Nalbach 21, in Piesbach 21, in Bilsdorf 3 und in Körprich 59 Soldaten. An amerikanischen Soldaten waren 40 Soldaten bestattet worden. Sie wurden im Februar 1946 auf Befehl der US-Besatzungsmacht exhumiert und in Holzkisten auf Soldatenfriedhöfe in Luxemburg und Frankreich wieder bestattet, da man nicht wollte, dass sie in feindlicher Erde ihre letzte Ruhestätte hätten.
Im Jahr 1953 wurde der bisher provisorische Friedhof als 1700 m² großes Ehrengräberfeld angelegt und in einer Feierstunde durch den saarländischen Innenminister Edgar Hector und den Ortsbürgermeister Josef Spurk eingeweiht. Wie auf dem Soldatenfriedhofsbereich des Friedhofs Pachten gestaltete die aus Dillingen stammende Bildhauerin Yvonne Weiand die Bildhauerarbeiten der Grabanlage.
Bis zum Februar 2014 war das saarländische Sozialministerium für die Pflege des Dieffler Friedhofes zuständig, dann übernahm das Landesamt für Soziales diese Funktion. Im Jahr 2015 entschied das saarländische Landesamt für Soziales, dass die Kriegstoten des Dieffler Ehrenfriedhofes auf den Ehrenfriedhof in Perl-Besch umgebettet werden, um nicht die möglichen Kosten einer Sanierung der Dieffler Anlage in vermuteter Höhe von 220.000 € tragen zu müssen. In einer nichtöffentlichen Sitzung stimmte der Dillinger Stadtrat dem zu. Die Exhumierungskosten wurden mit 141.000 € angegeben und werden vom Landesamt aus den Mitteln der Kriegsgräberfürsorge getragen. Die Umbettung wird zwischen März und Dezember 2016 vorgenommen. Eine Einebnung der Grabstellen darf nicht vorgenommen werden, da laut Gräbergesetz Leichname in Ehrengräbern ewiges Ruherecht genießen. Die Stadt Dillingen ist Eigentümerin der Friedhofsanlage. Um die Erinnerung an den Friedhof wachzuhalten, wurde im September 2019 eine Gedenktafel aufgestellt, die von Wolfgang Krewer vom Hochbauamt entworfen worden war. Eingebunden in die Konstruktion wurden die ehemaligen Grabtafeln der gefallenen Soldaten, die von der Dillinger Bildhauerin Yvonne Weiand hergestellt worden waren. Die Gesamtkosten für die Umgestaltung und das Ehrenmal beliefen sich auf rund 36.000 Euro. Das Landesamt für Soziales bezuschusste die Maßnahme mit 16.500 Euro. Die Anlage des Friedhofes wurde zu einer Grünfläche umgestaltet. Eine Nutzung als Bauland schloss der Stadtrat aus. Die Pflege der Grünanlage trägt zukünftig die Stadt Dillingen.

## Kunst im öffentlichen Raum

### Dieffler Pieta

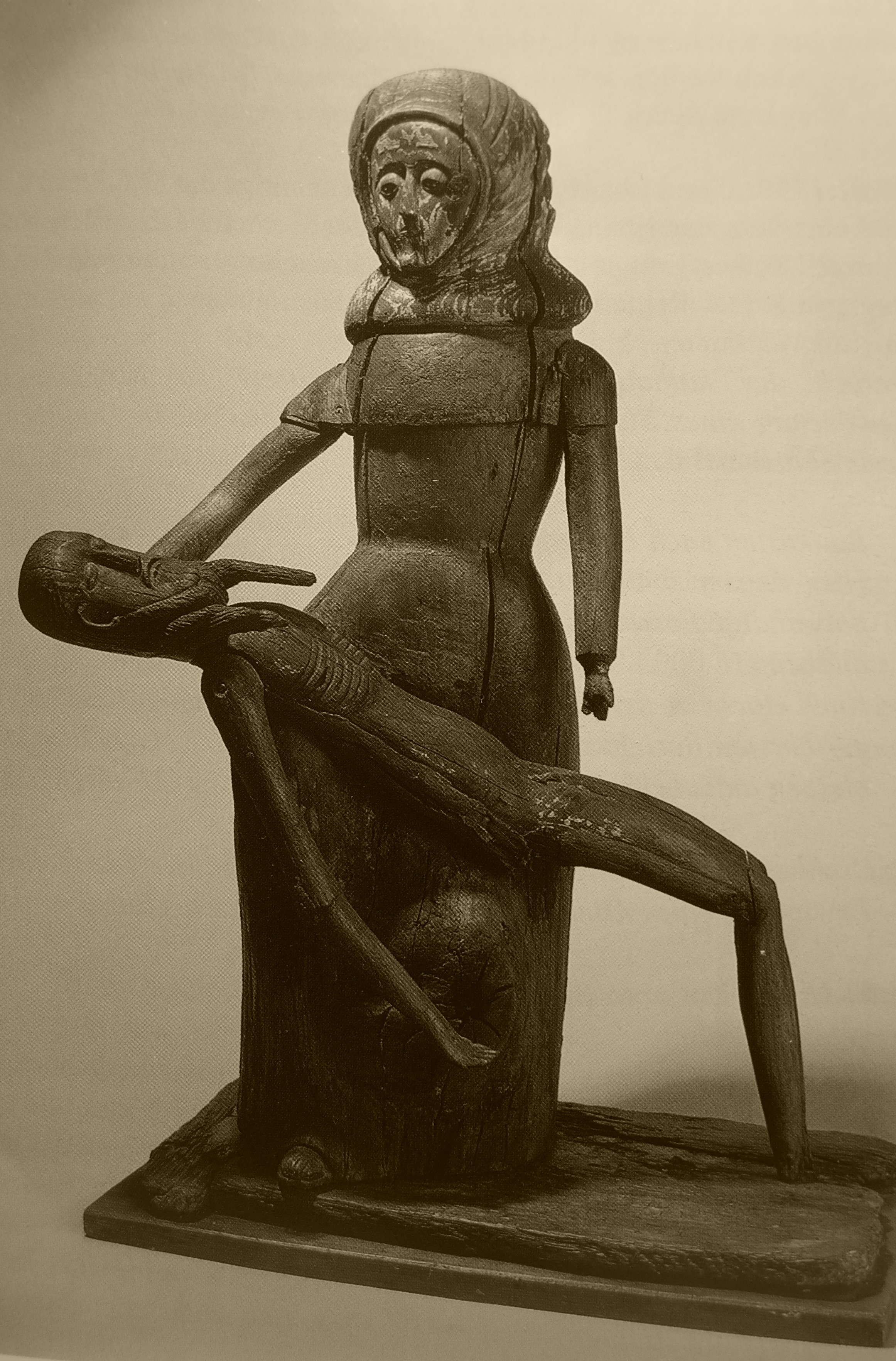
Dieffler Pietà (Saarlandmuseum, Alte Sammlung, Depot)

Die in Eichenholz gearbeitete Andachtsgruppe (Holzplastik, Maße 78 × 56 × 30 cm, Saarlandmuseum, Alte Sammlung, Inventarnr. KII-63) des bäuerlichen Kulturschaffens wird kunsthistorisch divergierend dem Zeitraum zwischen dem 16. Jh. und der Mitte des 18. Jahrhunderts zugeordnet. Sie stand ursprünglich, zusammen mit einer ebenfalls aus Holz gefertigten Wendalinus-Statue (Eiche, 70 cm hoch, heute im Pfarrhaus Diefflen), in der im Jahr 1905 abgerissenen Dieffler Wendalinus-Kapelle am „Kirchenweg“ nach Nalbach (heute Nalbacher Straße). Im Jahr 1926 gelangte die Pietà nach Saarbrücken, wo sie heute, für Besucher unzugänglich, in der Alten Sammlung des Saarland-Museums aufbewahrt wird.

### Dieffler Brunnen (Heinz Oliberius)

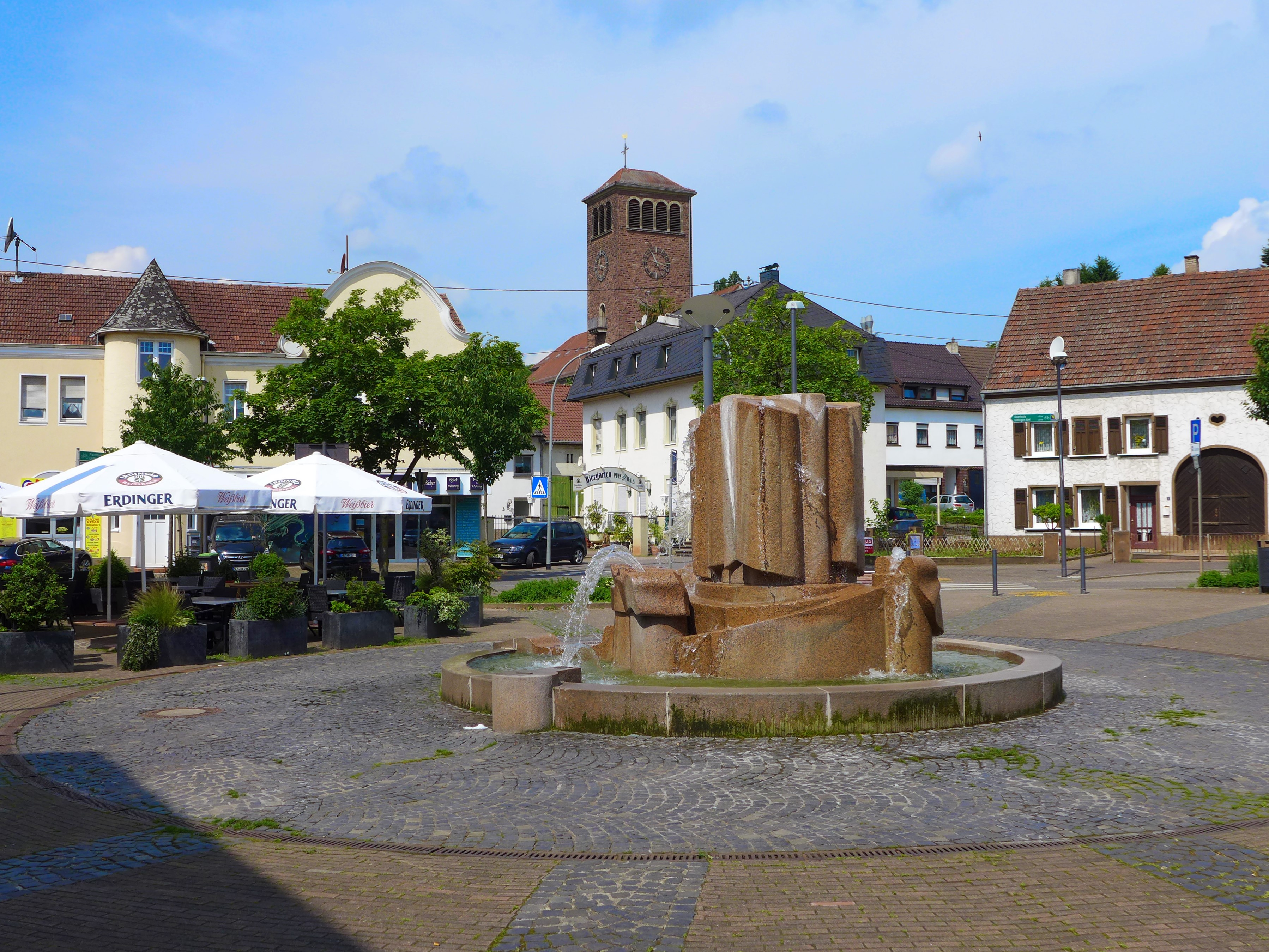
Diefflen, Dorfplatz mit Oliberius-Brunnen und Kirche St. Josef und St. Wendelin (Gewann „Kettenschneidersecken“)

Roter bretonischer Granit, 8,00 × 3,00 m, Dillingen-Diefflen, Marktplatz, 1987
Mit seinem Entwurf konnte der aus Nordböhmen stammende Künstler Heinz Oliberius die Jury bei einem 1986 im Zuge der Neugestaltung des „Ortskern Diefflen“ ausgeschriebenen Wettbewerb überzeugen. Der Brunnen reagiert in Flächen- und Höhenausdehnung auf die (damalige) Platzsituation. In geradezu barock zu nennender kraftvoller Differenziert-, Beschwingt- und Ausgewogenheit aus dem Stein gehauen, behauptet sich die Brunnensäule auch in der trockenen Wintersaison als eigenständige Skulptur. Während der warmen Jahreszeit tritt das Wasser an vielen Stellen aus und ergießt sich in mannigfacher Weise als Rinnsal, Sprudel, Strahl oder Vorhang in das runde Becken. Von den Auslobern war gefordert, in der Brunnenanlage die historische Verbundenheit des Stadtteils Diefflen und seiner arbeitenden Bevölkerung mit der eisen- und stahlproduzierenden Dillinger Hütte zum Ausdruck zu bringen. Die Rundformen der Brunnenskulptur erfüllen diese Forderung, indem sie auf Walzen und Rohre als typische Produkte und einen Schmelzofen als klassischen Arbeitsplatz in dem Hüttenwerk anspielen. Hinsichtlich des verwendeten roten Granitmaterials sowie der bildhauerischen Konzeption sind künstlerische Parallelen zu dem in den Jahren 1982–1984 in Charlottenburg von Joachim Schmettau geschaffenen Weltkugelbrunnen mit seinen ähnlich gestalteten Sprudel- und Bogenfontänen zu erkennen.

### Lichtskulptur
Die Lichtskulptur des aus Völklingen stammenden Künstlers Werner Bauer aus dem Jahr 1978 besteht aus Kunststoff, Plexiglas, Papier und Leuchtstoffröhren in den Farbtönen blau, orange, schwarz, gelb. Die Maße betragen 2,32 × 1,44 × 0,15 m. Die Lichtskulptur befindet sich in der Geschäftsstelle der Kreissparkasse Saarlouis in der Düppenweilerstraße. Werner Bauer wurde für sein Gesamtwerk im Jahr 2014 der Kunstpreis des Saarlandes verliehen.
Auf einer schwarzen, abgerundeten Kunststoffplatte sind geschliffene Plexiglaskegel von drei Größen und Höhen zu einer zentralen rechteckigen Verdichtung hin geordnet. Die Verteilung der unterschiedlichen Elemente erfolgt gegenläufig. Wie die Betonung der Struktur so ist auch die Zunahme der Helligkeit zentrisch angelegt. Die Kegel lassen einfallendes Licht durch, reflektieren und fangen es ein, bündeln es und verschaffen ihm an den geschliffenen Kanten Austritt. Den Kegeln ist ein farbiges graphisches Raster unterlegt, das die physikalisch bedingten Verzerrungen verstärkt und gewollt zu Irritationen führt.

### Fassadengestaltung des katholischen Kindergartens St. Josef
„Fuchs, du hast die Gans gestohlen“, 1956, Keramik, 1,40 × 2,40 m
„Alle meine Entchen“, 1956, Schmiedearbeit, Eisen, 0,50 × 1,80 m
Dillingen-Diefflen, Katholischer Kindergarten, Fassade, Eingangsbereich, Richard-Wagner-Straße 1
Aus der Erbauungszeit des Kindergartengebäudes im Jahr 1956 stammen das Wandmosaik und die Vergitterung des Oberlichtes über dem Eingang, die sich beide auf zwei bekannte Kinderlieder beziehen. Das Mosaik zeigt den sitzenden Fuchs, der die gestohlene, schlaff herabhängende Gans im Maul gepackt hält, Gräser deuten auf ein Geschehen in der Natur hin. Die Schmiedearbeit zeigt drei hintereinander schwimmende Enten. Mit nur wenigen Linien sind die Enten, das Wasser und der Sonnenschein am Himmel wiedergegeben. Das Gitter wird zu einer zarten, kindgerechten Zeichnung. Beide Werke schuf der aus Elversberg stammende Künstler Karl Michaely (1922–2007).

## Ortssagen und Erzählungen

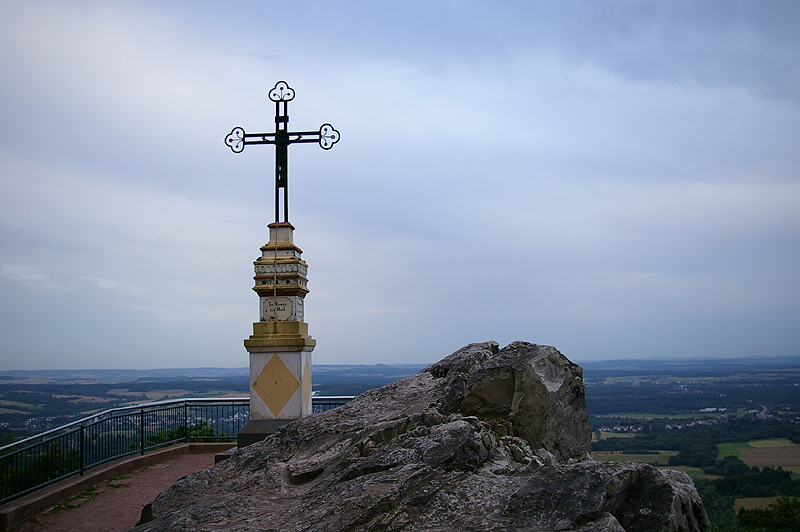
Litermontkreuz zur Erinnerung an Margareta vom Litermont und ihren Sohn Maldix

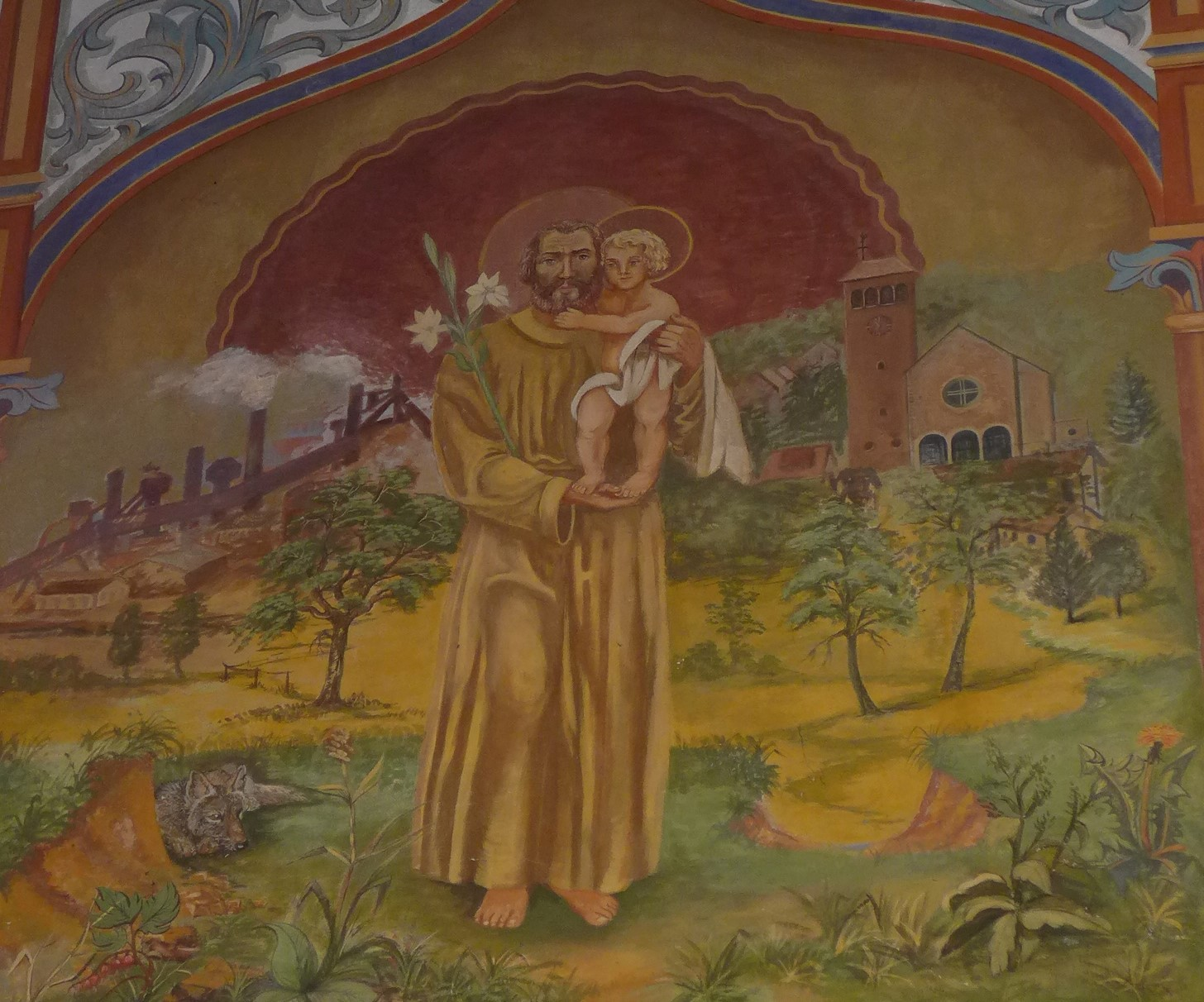
Der Liddermenner Wolf zu Füßen des heiligen Josef, Wandgemälde über dem Rosenkranzaltar in der Pfarrkirche St. Josef und St. Wendelin in Diefflen

Pionier und wesentlicher Sammler saarländischer Sagen war in der ersten Hälfte des 20. Jahrhunderts der Saarbrücker Kunsthistoriker und Volkskundler Karl Lohmeyer, der 1924 eine erste thematische Arbeit über saarländische Sagen veröffentlichte. 1935 folgte eine erste Überblicksdarstellung, die auf Lohmeyers eigener Feldforschung beruhte. In den Jahren 1954/55 erschien dann seine umfangreiche zweibändige Gesamtdarstellung des saarländischen Sagenschatzes, die bis heute die umfangreichste Quellensammlung und damit das Standardwerk zum Thema darstellt. Darüber hinaus hat sich der Dieffler Heimatforscher Aloys Lehnert intensiv mit dem Erzählgut des Nalbacher Tales auseinandergesetzt.

### Ritter Maldix vom Litermont
Diefflen, als Teil des Nalbacher Tales, ist die Sage vom Ritter Maldix vom Litermont zuzuordnen:
Die ehemalige Burg auf dem Litermont wurde von Maldix vom Litermont (wahrscheinlich ein schon früh erfundener Spottname, lat.: maledictus = „schlecht“ genannt, Einer über den man Schlechtes redet – das Gegenteil wäre benedictus) und seiner Mutter Margareta bewohnt. Ritter Maldix war ein wilder Jäger und wüster Zecher. Alle Ermahnungen seiner Mutter waren umsonst. Maldix, so die Sage, hatte auch einen ebenso gerechten wie frommen Bruder, der mehr auf die Mutter in seinem Wesen gekommen war, und auf der nahen Siersburg seinen Wohnsitz gehabt haben soll. Wenn Maldix wieder einmal auf der Burg Litermont besonders schlimm tobte und fluchte, soll Margareta durch einen, nur ihr bekannten, unterirdischen Gang vom Litermont zu ihrem frommen Sohn auf die Siersburg geflohen sein.
Am heiligen Karfreitag in den frühen Morgenstunden vor Sonnenaufgang, als Margareta sich zur Andacht in die Nalbacher Kirche begab, wollte Maldix gegen den innigen Wunsch und trotz der schlimmen Vorahnung seiner frommen und mildtätigen Mutter mit seinen lasterhaften Spießgesellen eine wilde Treibjagd im Nalbacher Herrenwald veranstalten. Dabei entdeckte er einen großen Hirsch und hetzte ihn durch den Wald auf den Litermont. In gotteslästerlicher Weise habe er ausgerufen: „Heute stirbt der Herr für dich, Mutter, und der Hirsch für mich.“ Als Maldix im verblendeten Jagdrausch von seinem, vor einer steil abfallenden Felsklippe scheuenden Pferd fiel, stürzte er grässlich schreiend in die tiefe Teufelsschlucht und kam grausam zu Tode. Mit zerschlagenen Gliedern fand ihn die Jagdgesellschaft in seinem Blut. Der geheimnisvolle Hirsch aber war verschwunden.
Im nächtlichen Sturmwind, besonders in den Rauhnächten, hört man der Sage nach den unerlösten Geist des Maldix, begleitet von verwehtem Hundegebell, Peitschenknallen, Hörnerklang, dem Hallo der Jäger und unheimlichem Funkensprühen, noch heute auf einem glühenden Wagen, Unglück bringend, durch das Primstal und den Dillinger Wald brausen. Margarete vom Litermont, seine aufgrund des unseligen Todes ihres Sohnes gramgebeugte Mutter, stiftete darauf in Nalbach den Glockenzehnten, weshalb sie nach ihrem Tod im Chor der Kirche zu Nalbach begraben wurde.
Mitte des 19. Jahrhunderts hat man ihr zu Ehren auf dem Gipfel des Litermont ein großes, weit sichtbares Kreuz aufgerichtet. Es trägt die Inschrift: „Erinnerung an Margaretha von Lidermont. Hanc crucem anno 1852 erexit et anno 1902 renovavit parochia Nalbach“ (Dieses Kreuz errichtete im Jahr 1852 die Pfarrei Nalbach und erneuerte es im Jahr 1902.)

### Weitere Litermont-Sagen
Karl Lohmeyer überliefert noch weitere Sagen im Zusammenhang mit dem oberhalb der Dieffler Hochterrasse liegenden Litermont, wie z. B.
- Die fremde Prinzessin[129]
- Die Erzgräbersagen[130]
- Der unterirdische See im Litermont[131]
- Das Teufelsloch im Litermont[132]
- Der Patriarch vom Druidenstein[133]
- Der wilde Jäger[134]
- Der Teufelshund und das brennende Gold[135]
- Der weiße Reiter[136]

### Dieffler Weg-Sagen
Darüber hinaus überliefert Lohmeyer noch die Sage vom Teufelsfisch zwischen Diefflen und Roden und die Sage von den Gespenster-Schimmeln am Dieffler weißen Kreuz.

### Die Erzählung vom Liddermenner Wolf
Aloys Lehnert überliefert zu Diefflen noch die Erzählung vom Liddermenner Wolf. Die Geschichte erzählt von einem gierigen Wolf, der in der Gegend um den Litermont auf der Suche nach Beute herum streifte. Nacheinander wird er dann aber von einer Stute und ihrem Füllen, zwei Widdern, einer Gruppe Geißen sowie einer Sau mit ihren Ferkeln, die er fressen will, um seine Nahrung betrogen. Schließlich wird er im Rodener Wald, als er sich müde unter einer knorrigen Eiche niederlegte, von einem Dieffler Holzfäller, der im Geäst der Eiche Schutz vor dem Wolf gesucht hat, mit einem Hackebeilwurf zur Strecke gebracht und kann so keinen Schaden mehr anrichten.
Der „Lidermenner Wolf“ ist über dem rechten Seitenaltar (Rosenkranzaltar) der Dieffler Pfarrkirche St. Josef und St. Wendelin in einem Wandgemälde gezähmt zu Füßen des heiligen Josef von Nazaret, mit dem Jesuskind, dargestellt.

## Brauchtum

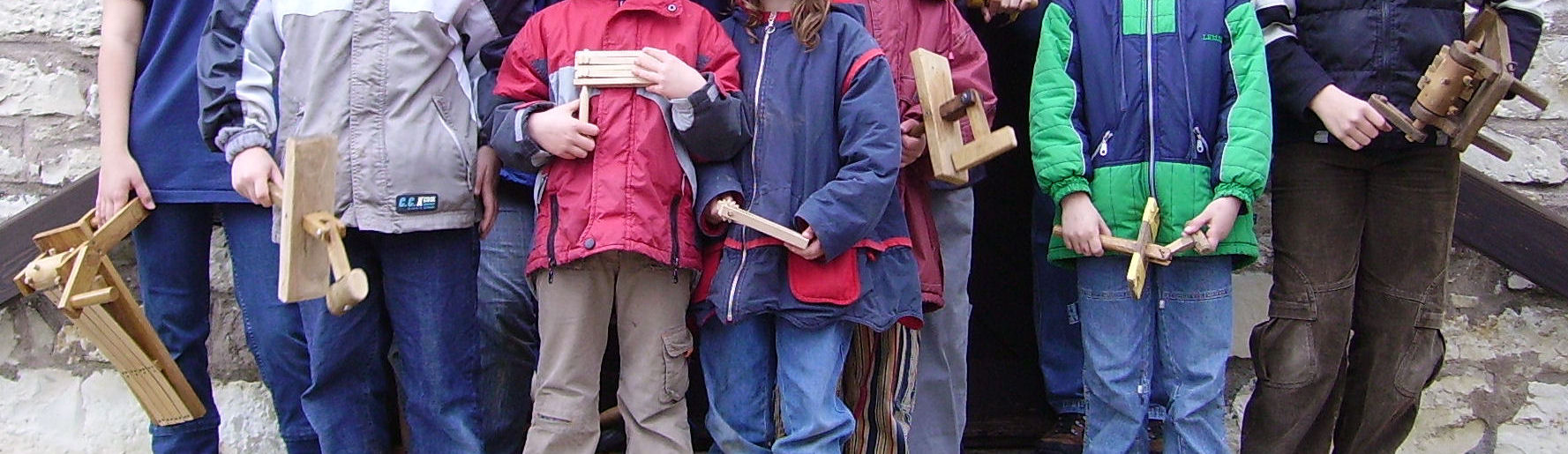
Kläpperinstrumente
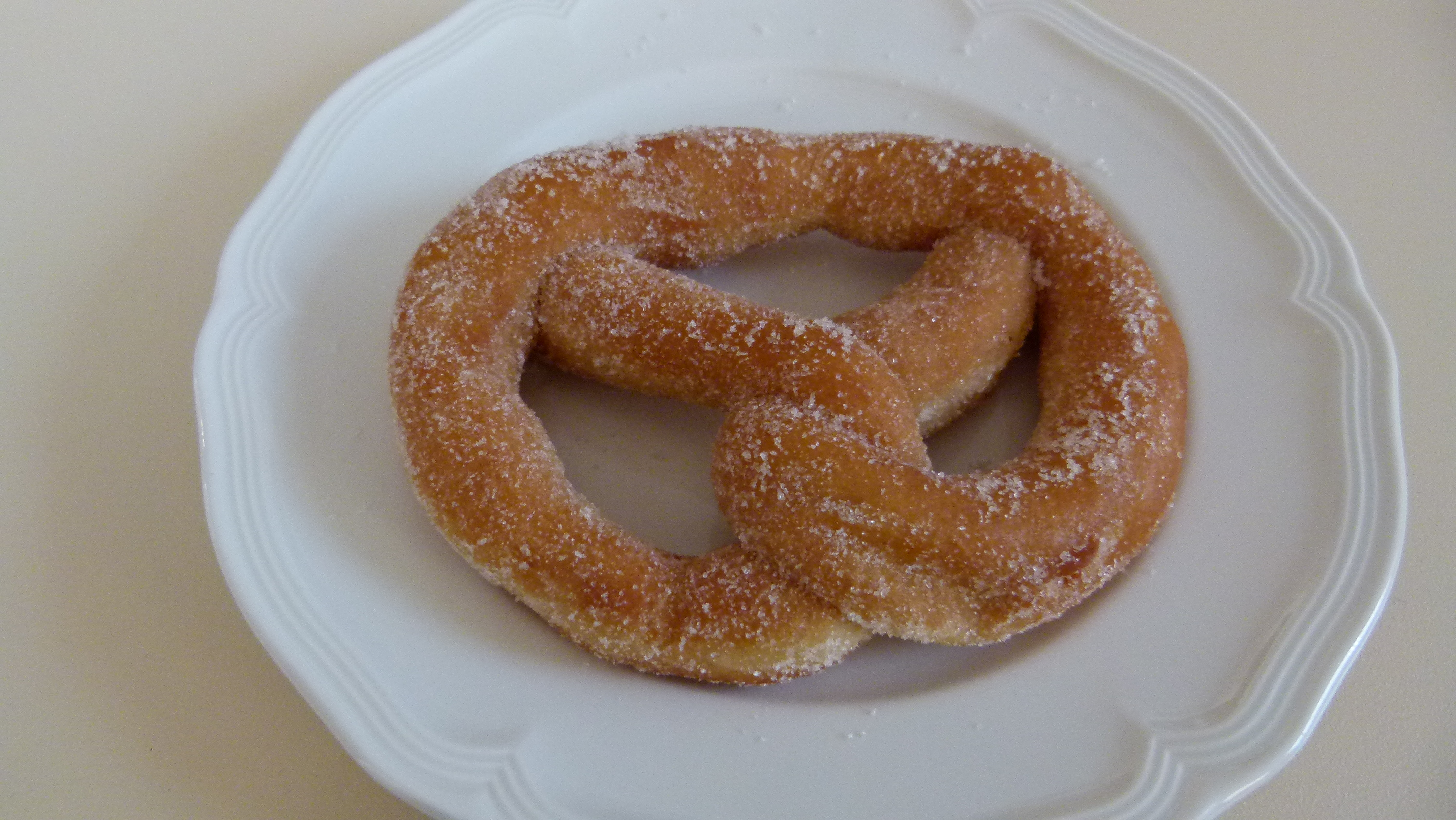
Martinsbrezel
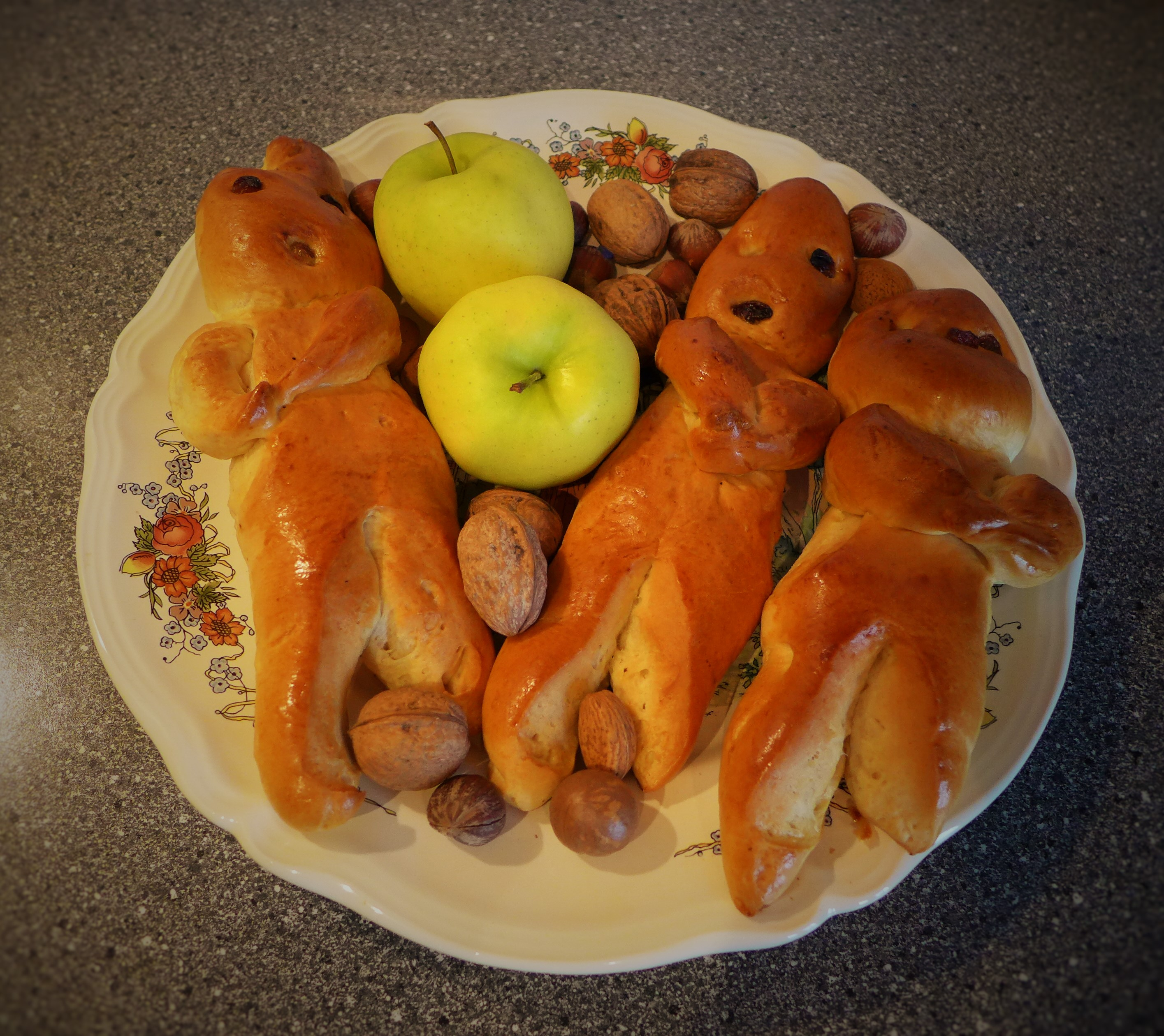
Weckmänner-Gebildbrote zum Nikolaustag auf Bescherungsteller

Sternsinger

Zum kirchlichen Dreikönigsfest organisieren die Dieffler Messdiener Heischegänge der Sternsinger.
Fasend

Am Fetten Donnerstag der Fasnachtstage unternehmen die Schulkinder des Ortes Heischegänge im Ort, um unter Absingen von Heischeversen an den Haustüren Süßigkeiten zu erbitten. Die süße Fasnachtsspeise sind die „Fasendkejchelcha“. Darüber hinaus wird in der Hauptstraße des Ortes ein Fasnachtsumzug veranstaltet. Der Dieffler „Fasend-Ruf“ der Narren lautet: „Nau je“.
Kirw

Da das Patroziniumsfest des heiligen Josef am 19. März oft noch eine sehr kühle Witterung aufweist, wird die Josefskirmes in Diefflen stets einen Monat später begangen. Schausteller, Konzerte der örtlichen Musikvereine und das „Kirwenhannes-Brauchtum“ prägen das mehrtägige Dorffest. Der Kirewenhannes ist eine mit Stroh gefüllte Puppe in Gestalt eines Mannes. Sie wird mit der Eröffnung der Kirmes aufgehängt und mit der Beendigung der Kirmes verbrannt, nachdem man ihren leeren Geldbeutel untersucht hat.
Kläppern

An den Kartagen gehen die Dieffler Messdiener als „Kläppakinna“ mit hölzernen Lärminstrumenten durch die Straßen des Ortes und ersetzen durch ihr Kläppern die zu dieser Zeit schweigenden Kirchenglocken. Der Überlieferung zufolge schweigen von Gründonnerstag nach dem Gloria der Messe vom letzten Abendmahl den gesamten Karfreitag und Karsamstag über bis vor dem Gloria in der Osternacht die Glocken bzw. deren „Zungen“, die Klöppel, da sie alle „nach Rom geflogen“ seien. Da die Kirchenglocken zumeist eine festliche Stimmung ausdrücken, ist deren Geläute in der Zeit der Grabesruhe Jesu nicht angebracht. Um dennoch das Angelusläuten fortzusetzen, wird es morgens, mittags und abends lautstark durch das Ratschen oder Klappern ersetzt. Ebenso wird die um 15 Uhr stattfindende Karfreitagsliturgie vorher ausgerufen. Auch innerhalb der gottesdienstlichen Liturgie werden die Ratschen bzw. Klappern anstelle der Altarglocken (-schellen) verwendet.
Am Karsamstag sammeln die Kleppakinna dann ihren Lohn ein. Dabei ziehen sie von Haus zu Haus und sammelte Ostereier, Geld oder auch Süßigkeiten. Die Eierheischegänge erklären sich historisch durch den „Eierstau“ der Fastenzeit. Die überzähligen, während der Fastenzeit nicht verzehrten Hühnereier mussten auf den Bauernhöfen zum Osterfest verbraucht werden.
Hexennacht

In der Hexennacht, der Nacht vom 30. April auf den 1. Mai (Walpurgisnacht), verüben die Kinder und Jugendlichen Streiche. Beliebt ist das Verstecken, Beschmieren oder Zerlegen von Gegenständen der Nachbarn.
Maibaum

Zum Maifeiertag stellt die Gemeinde einen Maibaum auf dem Dorfplatz auf. Wie im übrigen Saarland und den angrenzenden Regionen ist es üblich, dass männliche Jugendliche und junge Männer in Zusammenarbeit mit ihren Freunden am Haus der Freundin oder Angebeteten als Fruchtbarkeitssymbol einen Liebesmaien anbringen. Üblich sind vor allem mit langen Bändern aus buntem Krepp-Papier geschmückte Birken.
St. Martin

Am Fest des heiligen Martin von Tours wird für die Kinder ein Laternenumgang veranstaltet. Zum Martinsfest am 11. November gibt es Zuckerbrezeln aus süßem Hefeteig.
St. Nikolaus

Zum Nikolausfest werden Weckmänner bzw. „Puppen und Hasen“ als Gebildbrote gegessen.

## Sportanlagen
- mehrere Angelweiher

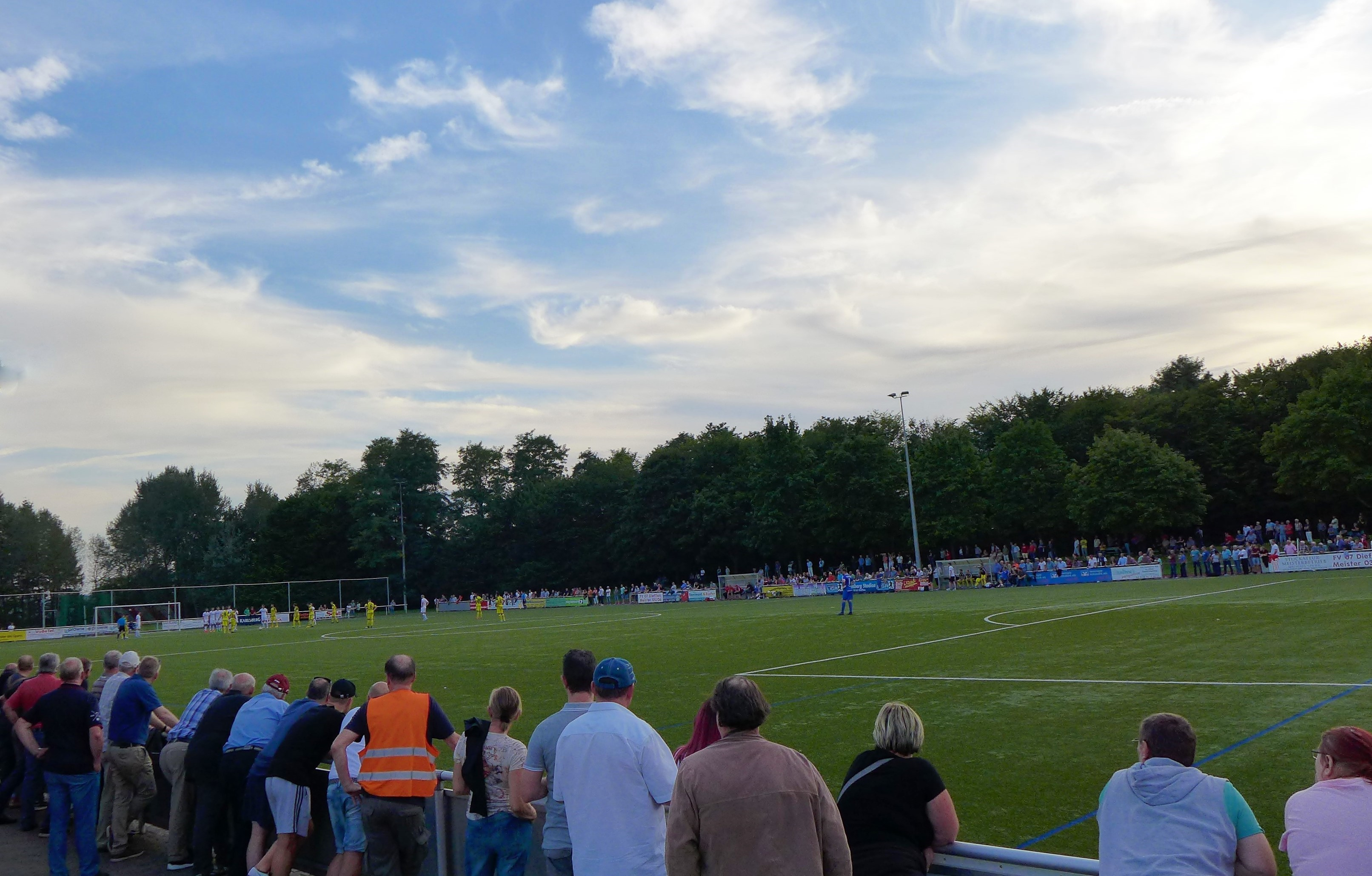
Diefflen, Sportplatz (Gewann „Auf dem Bawelsberg“)

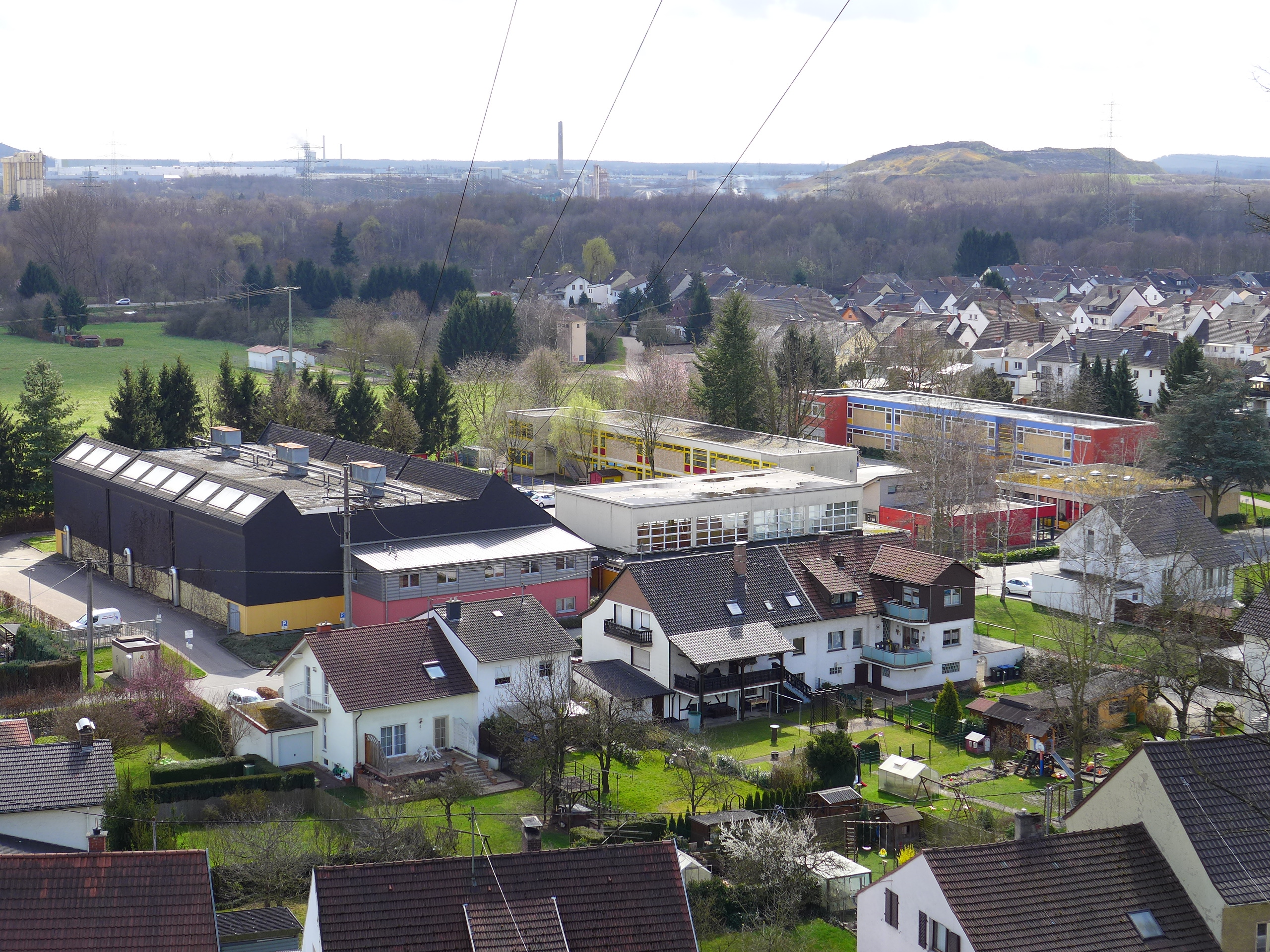
Diefflen, Blick vom Gewann „Auf der Zipp“ auf den Komplex mit Grundschule, Kindertagesstätte, Schulsporthalle und großer Sporthalle in den Gewannen „In der Pützwies“ und „Über den Gräben“, davor das Gewann „Auf Vogelsgarten“

- Kegelbahnen im Gemeindehaus Diefflen
- Schießanlage in der Sporthalle Diefflen
- Sporthalle Diefflen
- Stadion Babelsberg
- Tennisanlage Diefflen
- Turnhalle der Primsschule
- Segelfluggelände und Flugplatz für Motorflug[139]

In der Umgebung von Diefflen gibt es mehrere Schwimmbäder:
- Hallenbad Dillingen (Entfernung: 3,8 km)
- Freibad Dillingen (Entfernung: 3,8 km)
- Freibad Saarwellingen (Entfernung: 6,3 km)
- Hallenbad Saarlouis (Entfernung: 7,6 km)
- Freibad Saarlouis-Steinrausch (Entfernung: 7,8 km)
- Hallenbad Beckingen (Entfernung: 7,9 km)
- Freibad Wallerfangen (Entfernung: 8,1 km)
- Freibad Schmelz (Entfernung: 11,7 km)
- Hallenbad Lebach (Entfernung: 14,4 km)

## Vereine
Im Stadtgebiet Dillingens sind aktuell über 100 Vereine aktiv. An Dieffler Traditionsvereinen sind dabei der im Jahr 1874 gegründete Männerchor Diefflen, der im Jahr 1908 gegründete Musikverein „Piano-Forte“, der im Jahr 1900 gegründete Kirchenchor St. Cäcilia Diefflen, der im Jahr 1891 gegründete Turnverein Diefflen, der im Jahr 1907 gegründete Fußballverein FV 07 Diefflen sowie der im Jahr 1925 gegründete Ortsverein Diefflen des Deutschen Roten Kreuzes zu nennen.

## Söhne und Töchter von Diefflen
Folgende Personen sind in Diefflen geboren oder dort aufgewachsen:
- Aloys Lehnert (1888–1976), Oberstudienrat am Dillinger Gymnasium, Förderer des kulturellen Lebens, Heimatforscher und ab 1968 Ehrenbürger von Dillingen.
- Gebrüder Grandmontagne (Fritz 1912–1968, Daniel 1914–1994, Willi 1919–2003, Heinz 1922–1999) gründeten die Internationale Saarmesse
- Hans Walter Lorang (* 1945), Mundartdichter und -sänger
- Jan Spurk (* 1956), Soziologe
- Peter Jost (* 1960), Musikwissenschaftler
- Petra Berg (* 1964), Rechtsanwältin und Politikerin (SPD)
- Marc Freichel (* 1968), Pharmakologe und Toxikologe, Direktor der Abteilung Allgemeine Pharmakologie am Pharmakologischen Institut der Universität Heidelberg[147]
- Daniel Strauss (* 1975), Professor für Systemische Neurowissenschaften und Neurotechnologie an der Universität des Saarlandes und der Ingenieurwissenschaftlichen Fakultät der Hochschule für Technik und Wirtschaft des Saarlandes[148]